# تاريخ الأرجنتين
تاريخ الأرجنتين هو عبارة عن أحداث متسلسلة وقعت منذ الشعوب البدائية التي استوطنت المنطقة الحالية لجمهورية الأرجنتين حتى الوقت الحالي. وقد تم اكتشاف شواهد لأناسٍ عاشوا في الأرجنتين أقصى جنوب باتاغونيا منذ حوالي 13 ألف سنة قبل الميلاد. فقد تأسست أولى الحضارات التي عاشت على الزراعة وصناعة السيراميك في شمال شرق الأنديز منذ القرن الثامن عشر قبل ميلاد المسيح.
يبدأ التأريخ مع سجلات الألماني أوليركو شميدل في بعثة خوان دييز دي سوليس سنة 1516 إلى ريو دي لا بلاتا حيث كان حدثاً لحقته الهيمنة الإسبانية التي فُرضَتَ على هذا الجزء من المنطقة. في سنة 1776 أنشأ التاج الإسباني إمارة ريو دي لا بلاتا لتكون مركزاً للحكم والتي منذ قيام ثورة مايو 1810 بدأت تدريجياً في تكوين ولايات ذات حكم ذاتي، تسمى مقاطعات ريو دي لا بلاتا المتحدة. ومع إعلان الاستقلال يوم التاسع من يوليو عام 1816 والهزيمة التي لحقت بالجيش الإسباني عام 1824 تقننت تلك السيادة. وفي عام 1833 استولت الإمبراطورية البريطانية على جزر فوكلاند والتي كانت آنذاك قاعدة عسكرية أرجنتينية والتي طالبت الأرجنتين استردادها منذئذ.
وبعد حرب أهلية طويلة تكونت كونفدرالية للمقاطعات عام 1861 وسُميت جمهورية الأرجنتين. وعن طريق شن الحروب ضد شعوب المابوتشيه وتولتشيه ورانكييل ووتشي وكوم المعروفة باسم غزو الصحراء استطاعت جمهورية الأرجنتين الاستيلاء على سهول تشاكو وبامبا في شرق باتاغونيا والذي ساهم في تشكيل مساحتها الحالية.

## الاستيطان البدائي

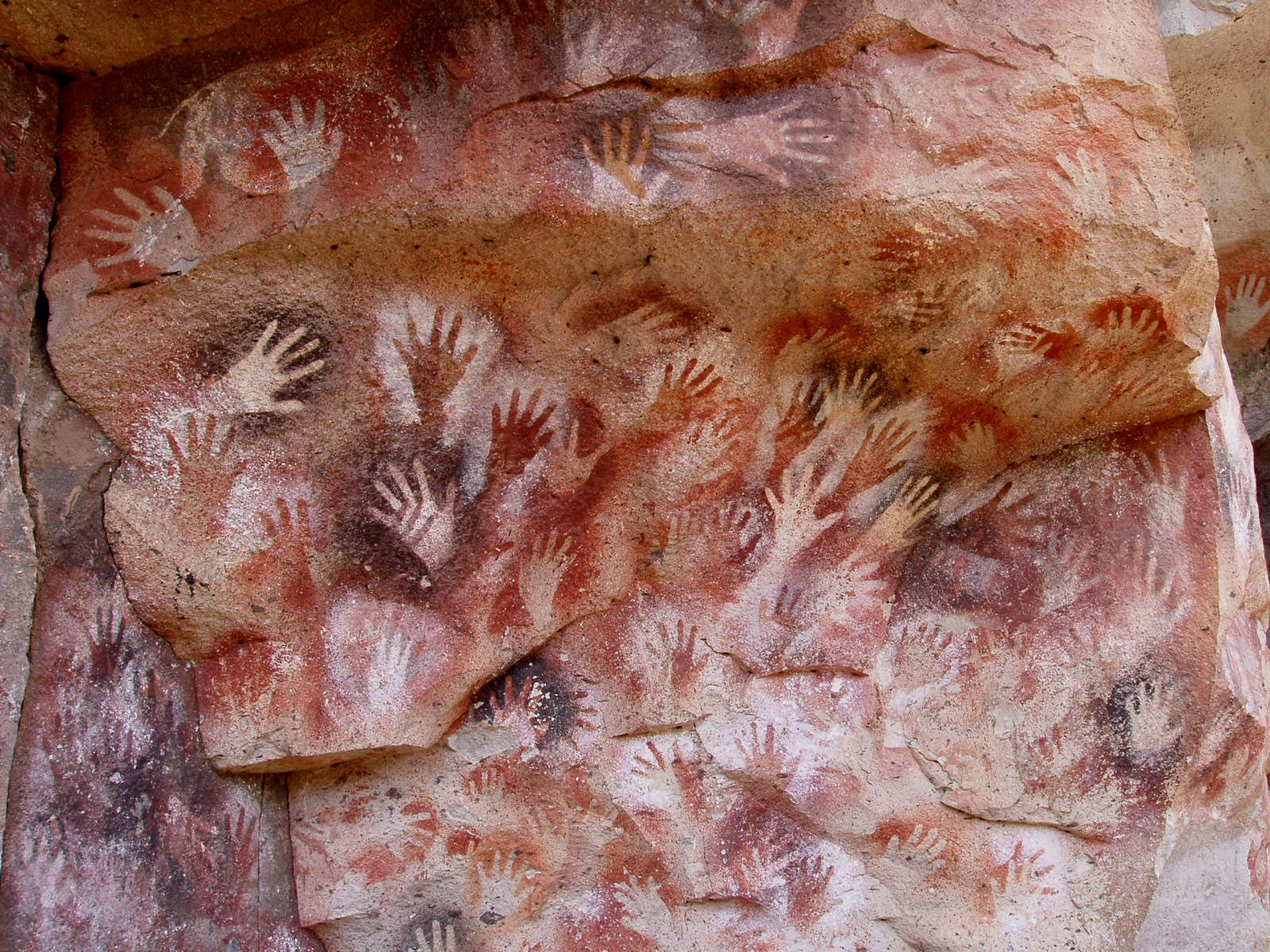
كهف دي لاس مانوس الواقع على نهر بنتوراس في محافظة سانتا كروز، 7300 قبل الميلاد. يعتبر الفن الاقدم في أمريكا الجنوبية.

يُعتقد أن أوائل من وصلوا إلى المناطق الحالية من الأرجنتين جائوا من أقصي جنوب باتاغونيا، آتيين من ما هو معروف الآن بتشيلي. فأقدم الآثار الدالة على الوجود الإنساني توجد في بييدرا موسيوفي سانتا كروز والتي ترجع إلى 11 ألف سنة قبل الميلاد. والمواقع الآثرية في مونته فيرديه في تشيلي وبييدرا فورادا في البرازيل والتي تعتبر حتى هذه اللحظة مناطق الاستيطان المكتشفة الأكثر قدماً في جنوب أمريكا. فكانت تلك المواقع تدعم نظرية الاستيطان المبكر لأمريكا (ما قبل شعوب الكلوفيس).
امتهنت تلك الشعوب قديما صيد الميلودون، من الثدييات المنقرضة ويشبه الدب الكبير برأس كملمس القطيفة، وهيبيديون، وهو حصان من أمريكا الجنوبية اختفى منذ 8000 سنة، بالإضافة إلى الغوناق، فصيلة من اللاما، والروجاء، فصيلة من الطيور. ويمكن أن تُرى رسومات لأيادي وحيوانات الغوناق منذ 730 سنة قبل الميلاد في كهف مانوس، بنهر بنتوراس بمقاطعة سانت كروز. تُعتبر تلك الرسومات من أقدم التعبيرات الفنية للشعوب القاطنة لأمريكا الجنوبية والتي أُعلنت كتراث ثقافي للإنسانية من قبل منظمة اليونسكو.
مع حلول عام 9000 قبل الميلاد بدأ استيطان شعب البامبا. أما فيما يتعلق بالشمال الشرقي فبدأ النزوح إليه منذ 7000 قبل الميلاد.

## فترة ما قبل اكتشاف الأمريكتين

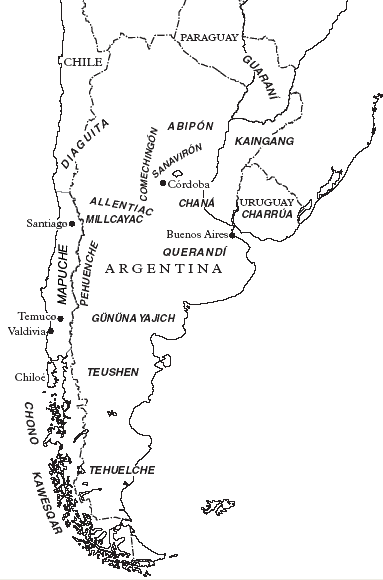
التوزيع التقريبي للغات في منطقة باتاغونيا في القارة الجنوبية أثناء الاحتلال.

كانت تاستيل الواقعة في شمال ما يُعرف الآن بالأرجنتين المدينة الأكبر ذي الثلاثة آلاف نسمة. وفي تلك الفترة انقسمت الشعوب القاطنة هناك إلى ثلاث:
1. الصيادون والجامعون ساكنو باتاغونيا وباميا وتشاكو.
2. الفلاحون قاطنو جبال الإنديز في الشمال الغربي وجبال قرطبة المنتمين إلى حضارة الإنديز العظيمة التي من أمثلتها الأكثر شهرة هي إمبراطورية الإنكا.
3. الفلاحون ساكنو السهول في الشمال الشرقي حول الأنهار وينتمون إلى ثقافة التوبي جواراني.

احتلت إمبرطورية الإنكا في القرنين الرابع والخامس، ضامين إلى تاواتيسويو أو المناطق الخاصة بهم، ما يطلق حاليا على مقاطعات خوخوي وسالتا وأماركا وتوكومان، أقصى الغرب، ولا ريخوا وسان خوان وشمال غرب مندوزا ومن المحتمل أيضاً شمال سانتياجو دي أستيرو. أُرجعت هذه الغزوات إلى توباك يوبانكي الإنكي. وفيما يتعلق برد الفعل فقد جاءت زعامات كثيرة، مثل أوماجواكا وأتاكاما وأواربية ودياجيتا وآخرون، للمقاومة ولكن استطاعت الإنكا السيطرة عليهم ونقلوا إلى مناطقهم ما يُطلق عليهم قبائل ميتيمايا أو المستوطنين المنتمين من قبائل التشيتشا الذين سكنوا في جنوب غرب ما يُسمي حاليا دولة بوليفيا. وآخرون قاوموا ببسالة مثل شعوب السانافيرون ولوليه توكونوتيه وكوميتشيجون وبالفعل نجحوا في الحفاظ على سيادتهم المستقلة.
أنشأت إمبراطورية الإنكا مراكز زراعية ومنسوجات وأيضاً مستوطنات كوياكاس وتامبوس، وطريق الإنكا وحصون بوكاراس وأماكن مقدسة في أعالي الجبال. وأهم هذه الأماكن هي: بوكارا دي تلكارا وتامبيريا ديل إنكا وبوكارا دي أكونكيخا وملاذ يويايياكا وشينكال دي لوندرز وأطلال كيلميس.

## الغزوات الإسبانية وشعب المابوتشيه: الحقبة الاستعمارية (1516-1806)

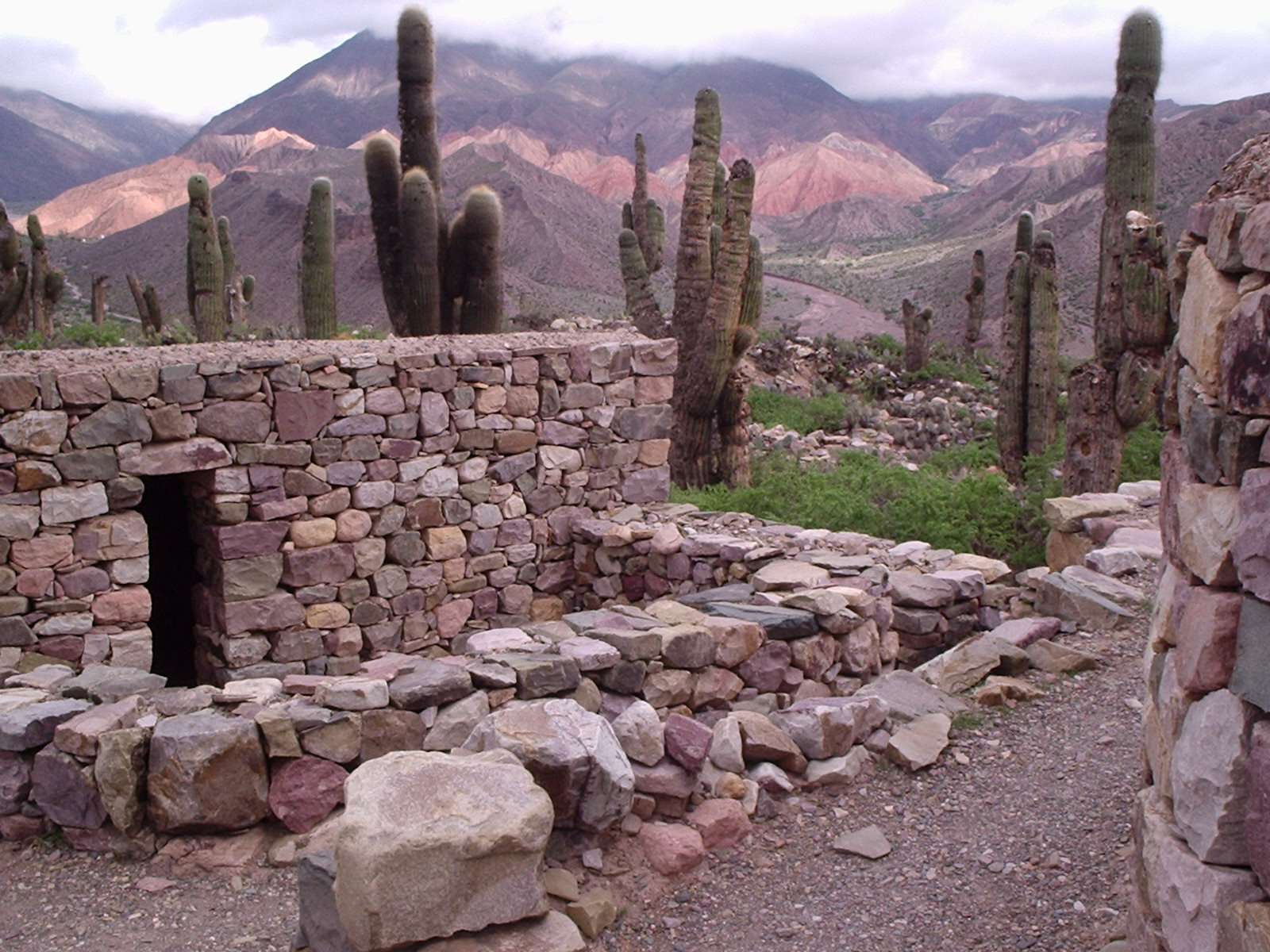
بقايا بوكارا دي تيلكارا، المنتمي إلى حضارة الإنكا.

تحقق الاحتلال الإسباني للأرجنتين عن طريق ثلاثة قوات مستقلة:
- بعثات متجهة من إسبانيا متجهة ناحية ريو دي لا بلاتا وباراجواي.
- بعثات منظمة في بيرو لاحتلال أراضي توكومان.
- بعثات من تشيلي ناحية كويوفي الأرجنتين.

ومن هنا نشأت التقسيمات الفرعية. نويبا أندلوسية، والتي انقسمت بعد ذلك إلى ريو دي لا بلاتا وجوايارا بأراغواي، وكوردوبا دي توكومان وبلدة كويو. تنتمي أول منطقتان إلى إمارة بيرو والأخيرة تحت سيطرة تشيلي. وفي عام 1779 أصبحوا الثلاثة جزءاً من إمارة ريو دي لا بلاتا الجديدة.
نتج عن تلك الفترة موت عدداً كبيراً من السكان الأصليين في الكارثة الديموغرافية في أمريكا بعد وصول الأوروبيين، الذين جلبوا للإمبراطورية الإسبانية ملايين العبيد المخطوفين من القارة السمراء.

وعلى الرغم من الحظر المفروض وقتئذ من قبل الجهات الدينية، لمبييزا دي سانجريه، نشأ خليط من الأجناس نتيجة قيام الإسبان بعلاقات جنسية أكثرها علاقات قسرية مع عشرات وحتى المئات من نساء الشعوب الأصلية أو من القارة السمراء. نتج عن ذلك عملية تثاقفية في القطاعات غير المولودة في إسبانيا وغموض حول حقيقة الاحتلال. فيعبر عن هذه المعضلة الفنان الأرجنتيني فكتور هيرديا في عمله الأدبي، تاكي أونجوي، قائلا:
| تاريخ الأرجنتين | إنما كان ما يجب التحقق منه مرة واحدة وإلى الأبد هو من نكون نحن؟ مُحتلون أم مُحتلين؟ | تاريخ الأرجنتين |

خارطة للعالم 1502 توضح خط تورديسياس الذي قسًم العالم في 1494، الواقع على خط طول 60 بالقياسات الحالية. في الأسفل أقصى اليسار يُلاحظ منطقة فارغة، حيث لم تكن معروفة وقتئذ، والتي تعتبر الآن الأرجنتين.

في الحقبة الاستعمارية، لم تحتل الإمبراطورية الإسبانية الجزء الأكبر من الأرجنتين بسبب مقاومة الشعوب الأصلية الساكنة لتلك المناطق، مثل سهول بامبا وباتاغونيا.
حكمت شعوب التيولتشيه في بامبا وباتاغونيا حتى القرن الثامن عشر عندما دخلت فرق عسكرية لشعوب المابوتشيه آتية من منطقة أراوكو وقامت بغزو الشعوب التي سكنت شمال باتاغونيا وباميا والتي أُطلق عليها فيما بعد ببويلمابو وقامت بفرض ثقافتها.
في سهول تشاكا حكمت شعوب الوتشي والكوم. وقد أرسل التبشيريون اليسوعيون إلى منطقة الأنهار في أعالي بارانا وأوروجواي لشعوب الجوارانيه بعثات منظمة مثل جمهوريات تيوقراطية ذي طابع مجتمعي بغرض حماية رعاياها من ممارسات العبودية من قِبل قادة المجلس الإسباني والبحارة البرتغاليين والذي كان سبباً في اندلاع حرب الجوارانيه من 1754 حتى 1756.
كانت ريو دي لا بلاتا منطقة صراع بين الإمبراطورية الإسبانية ومثيلتها البرتغالية على الصعيد العالمي مما أدى إلى مواجهة بين الشعب البرازيلي ومثيلته في ريو دي لا بلاتا الذي نتج عند اندلاع حرب السنوات السبع وبعدها الحرب الإسبانية-البرتغالية من 1776 حتى 1777.

### أولى الحملات إلى ريو دي لا بلاتا
إن أوائل من وصلوا إلى ما يُعرف الآن الييوم بالأرجنتين، وصلوا بنية البحث عن طريق أخر للقارة الآسيوية. ولذلك لم تكن أمريكا إلا عقبة في طريق إسبانيا لغنائم كاتاي وسيبانجو في آسيا. بالإضافة إلى أن المنطقة تقع تقريبا على خط تورديسياس، على حسب الاتفاقية الموقعة بين إسبانيا والبرتغال، بنفس الاسم، لتقسيم العالم الجديد، وبالتالي تملك كلا الدولتين مناطق لم يتم احتلالها بعد.
وعلى الرغم من وجود خلافات حول مصداقية بعثات أمريكوفسبوتشي فإن شتي المؤرخين يجتمعون علي حقيقة ذهاب هذا الرجل في أول بعثة أوروبية (برتغالية) تصل إلى ما يُعرف الآن بالأرجنتين، وأكثر تحديداً، منطقة ريو دي لا بلاتا عام 1502.
زار البحار الإسباني خوان دياز دي سوليس عام 1516 ما يُعرف الآن بالأرجنتين، ماراً بريو دي لا بلاتا والذي أطلق عليه مار دولسيه (البحر الحلو) لانخفاض ملوحته. ووصل إلى جزيرة مارتين جارثيا  ومات بعد الإبحار في نهر أوروجواي بعدة أيام. وعند رجوع الحملة تحطمت إحدي سفنها الحربية في سانتا كاتارينا تاركين ثمانية عشر غريقاً، من بينهم اليخو جارثيا، أول من اكتشف أسطورة الريو بلانكو، النهر الأبيض، التي حكت عن بلد غنية بالفضة مما جعله يذهب إلى منطقة بوتوسي حيث وجد ثيرو ريكو قابعاً أسفله كنزاً من قطع الفضي. مات في طريق رجوعه متأثراً بجروحه إثر معركة ضد الهنود من شعب البايجواس.
تنقل فرناندو ماجلان عام 1519 و1520 على طول ساحل الأرجنتين خلال بعثة تُسمي ب (ماجلان-الكانو) حتى وصل إلى مضيق سُمي باسمه في 21 من أكتوبر عام 1520.
ترأس الراهب جارثيا خوفري دي لويسا سنة 1525 بعثة استكشافية لباتاغونيا ومكثوا لبعض الوقت في ميناء سانت كروز لإصلاح سفينتين. في عام 1526 حدث تواصل في سانتا كاتارينا (البرازيل) بين شعوب الجواراني المنتمون لحملة جارثيا والإيطالي سباستيان كابوت والذي قرر الذهاب إلى إمبريو دي لا بلاتا إبحاراً في ريو دي لا بلاتا والذي كان يُعرف وقتئذ بريو دي سوليس.
في التاسع من شهر يونيو عام 1527 أمر كابوت ببناء حصنين، إحداهما في ما يُسمي حاليا، سان سلفادور، في أوروجواي والأخر أُطلق عليه سانكتي سبيرتو، وتعد أول مستوطنة أوروبية فيما يعرف الآن بمقاطعة سانتا فيه في الأرجنتين ومن المُحتمل وصول فرانشسكوا سيزار، من نفس الحملة، إلى كوردوبا وأيضاً إبحار كابوت في نهر بارانا وباراجواي وبارميخو.
وصل دييجو جارثيا دي موجيير إلى سانكتي سبيرتو بعد كابوت بعدة أيام وحاول فرض سيطرته. ولكن الجوع والهزيمة على أيدي التمبويه وتشارٌو أجبروه على الرجوع إلى إسبانيا حيث نُشرت أخبار ريو بلانكا وريو دي لا بلاتا. فأسرع الإسبان والبرتغاليين للسيطرة على تلك المنطقة التي كان كلاً منهما يعتبرها في منطقته حسب اتفاقية تورديسياس.
في عام 1531 أرسلت البرتغال بعثة تحت إمرة مارتين الفونسو دي سووزا لاحتلال ريو دي لا بلاتا وطرد الإسبان. فوصل حتى جزيرة مارتين التي أعاد تسميتها بسانتا آنا. وتسلل عن طريق نهر أوروجواي وأدرك أن الإسبان الماكثين في حصن سان سلفادور تم هزيمتهم. فقرر الرجوع لما بعد سانتا ماريا، ما يُعرف الآن بلا بالوما بأوروجواي. وهناك تم إجراء قياسات فلكية وكانت النتيجة رجوعهم خاليين الوفاض لوجود تلك المنطقة في الجانب الإسباني.

### استعمار ريو دي لا بلاتا (1527-1580)
أثناء اكتشاف وغزو ريو دي لا بلاتا، قام سباستيان كابوت في 9 يونيو 1527 ببناء حصن على مصب نهر كاركارانيا في نهر بارانا عي بُعد حوالي 50 كلم من شمال مدينة روساريو الحالية، والتي سماها بسانكتي سبيرتو. كانت هذه أول مؤسسة إسبانية في جمهورية الأرجنتين الحالية. حيث عاش قوم كابوت قريباً من موقعها في مقاطعة سانتا فيه لتخليد ذكري الحدث.
وفي البعثة التي تليها في فبراير 1528 توقف دييجو جارثيا دي موجيير بسفنه الثلاثة لاستكشاف منطقة ريو دي لا بلاتا، حيث وجد أثناء إبحاره في نهر بارانا في شهر إبريل حصن سانكتي سبيرتو. وعندها تفاجأ وغضب وأمر الكابتن كارو (المُعين من قبل سباستيان دي كابوت) بترك المكان لإن هذا الغزو يُنسب إليه بصفته المُعيٌن من قبل قشتالة لاستكشاف تلك الأراضي. ولكن خاضعاً لتوسلات كارو وقومه لكي يمكثوا لمساعدة كابوت، استمر جارثيا مبحراً فوق وبين ما يُعرف الآن بمناطق جويا وبيابيستا حيث قابل المرشد البندقي الذي أجبره على التعاون في البحث على سييرا دي لا بلاتا، ومعا استكشفوا نهر بلكومايو للإبحار ناحية المضيق.
هاجمت القبائل الأصلية في سبتمبر سنة 1529 قبل الفجر حصن سانكتي سبيرتو الذي أهمل الإسبان الدفاع عنه، بينما كان سباستيان كابوت ودييجو جارثيا دي موجيير يتواجدون في مستوطنة سان سلفادور يجهزون الرجال والقوارب ولم يعرفوا البتة حول ما حدث هناك حتى وصول جريجوريو كارو مع من نجي حاملين خبر تحطم الحصن. وفوراً إتجه الاثنان إلى الحصن لإنقاذ باقي الرجال فوجدوهم حولهم جثثاً مشوهة وغارقة، أما عن مخزون الغذاء فتمت سرقته وحرق الباقي. في حين ظل مدفعان فقط كدليلاً على بناء ذلك الحصن المهدٌم.
سافر دييجو جارثيا دي موجيير يوم 24 أغسطس سنة 1534 على سفينته كونثبثيون الحربية الجديدة نحو ريو دي لا بلاتا ومر على جزيرة سانتاجو دي كابوفيردي ثم البرازيل حيث مصب أنهار أوروجواي وبارانا وهناك أسس أول مستوطنة في مدينة سانتا ماريا في بوينس آيرس.
وفي عام 1536 أقام بدرو دي مندوزا ميناء سانتا ماريا في بوينس آيرس. ولكن رغم جميع المحاولات فشلت عملية الاستيطان بسبب الجوع والمواجهات مع السكان الأصليين. هذا الحصار والحرمان من الغذاء أدى إلى أن بعض ساكني المستوطنة قد توجهوا إلى افتراس البشر. مما أدى إلى ترك المدينة واستقرار سكانها في اسونسيون التي بُنيت في وسط العمليات الإسبانية في المنطقة.

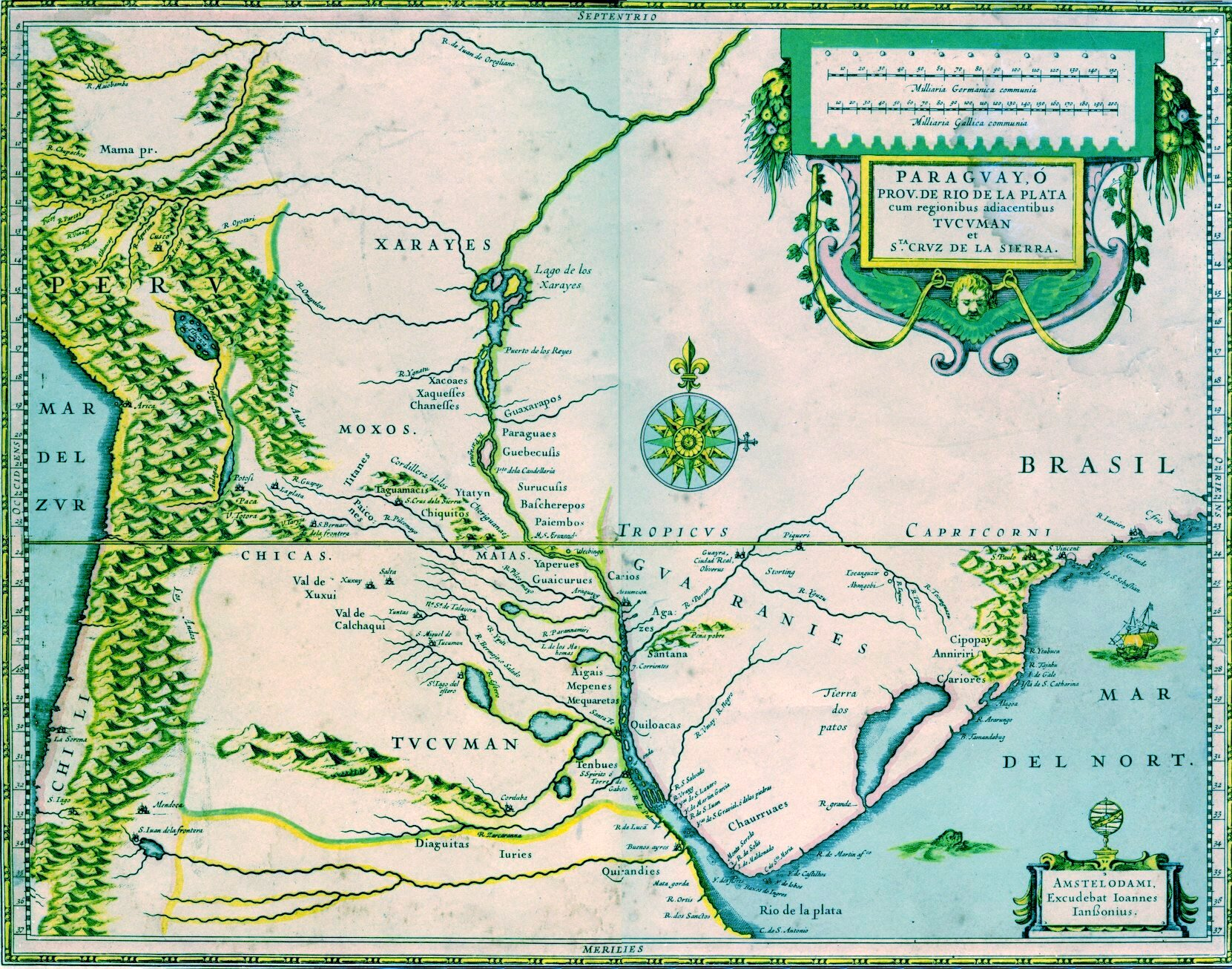
خارطة باراجواي ومقاطعة ريو دي لا بلاتا حوالي عام 1600.

مع حلول 1573 لم يوجد في منطقة نهر بارانا مستوطنات أوروبية البتة. أُطلق على هذه المناطق المؤرخون أمثال مارتين ديل باركو ثنتنيرة اسم أرخنتينا رينو أو مملكة الأرجنتين. وبذلك أسس خوان دي جاراي مصطحباً عدة شباب وخطَطَ لمدينة سانتا فيه في أطراف النهر، لتكون نقطة اتصال بين ريو دي لا بلاتا وبارانا وتوكوما وكويو والتو بيرو وتشيلي. مما أدى إلى اعتبار هذه المدينة أول مدينة تُبني على النُسُق المعمارية لعصر النهضة. في حين أن هذا النموذج لم يتم بنائه في أوروبا، وبذلك فإن أمريكا عامة وسانتا فيه بشكلاً أخص هم أدلة ملموسة على عملية التحضر الجديدة التي لم يتم تفعيلها من قبل، بعناصر يمكن حتى الآن رؤيتها بوضوح في حديقة سانتا فيه لا بيخا الأثرية في كاياستا.
وفي هذه الأرخنتينا رينو ظلت مدينة سانتا فيه لعدة سنوات حيث عاش أوائل الساكنين الذين سيحملون الجنسية الأرجنتينية. وقد ذكرها مارتين ديل باركو ثنتنيرة في قصيدته التاريخية (الأرجنتين) سنة 1602.
في سنة 1580 رحل خوان دي جاراي ليعيد بناء مدينة لا ترينيداد وميناء سانتا ماريا دي لوس بوينس آيري والتي لاحقاً سيطلق عليها بونيس آيرس وسوف تكون هذه المدينة جزءاً من حكومة لا نويفا اندالوسية (الأندلس الجديدة) داخل إمارة بيرو ومقرها ليما.
وقد أُسست في القرن 17 البعثات اليسوعية الجوارانية، هم إناسٍ تبشيريون عُينوا من قٍبل كوبانية دي خيسوس بين شعوب الجواراني والشعوب الذات صلة بغرض تعليم الدين المسيحي لتلك الشعوب في الأرجنتين وباراجواي. وبالفعل نجحوا في مهمتهم حتى عام 1768 عندما أمر الملك الإسباني كارلوس الثالث عشر بطرد اليسوعيين.

### احتلال توكومان (1549-1593)
عانى أصحاب الأراضي لمناطق الإنكا كارثة خطيرة، بعد صدور تقارير الراهب بارتولومي دي لاس كاساس، سن الإمبراطور كارلوس الخامس قوانين جديدة أعطت للسكان الأصليين حقوقا عدة: منع ممارسة العبودية وتعذيبهم وتنصيرهم بالقوة وسلب أراضيهم. وأيضاً منع توريث الإنكوميندا (نظام اقتصادي اجتماعي ظهر في إسبانيا ولاحقاً في المستعمرات الأمريكية وينص على أن ذي القوي في المجتمع يدافع عن الضعفاء مقابل عملهم في الأراضي التي تخصه). مما أدي إلى تمردهم ولكن استطاعت الحكومة الملكية بعد مشاقٍ كثيرة فرض هذه القوانين في صالح السكان الأصليين ولدوره الفعٌال كافأ حاكم بيرو الكابتن خوان نونييز دي برادو سنة 1549 بإدارة وحكم أراضي توكومان.
في السنة التي تليها 1550 أسس خوان نونييز دي برادو وزملاؤه مدينة الباركو. مما أثار حفيظة فرانشسكو دي اجييري مُدعيٌا أن جميع توكومان تنتمي لمقاطعة تشيلي. وبالفعل سنة 1553 نقل السكان ليُنشأ مدينة سانتياجو ديل استيرو ديل نويفومايسترازجو. على حسب ما تقول دراسات نارسيسو بنايان كارمونا، أن بعد مرور ثلاثة قرون فإن سكان شمال الأرجنتين سيكونوا من نسل إحدى أعضاء حملة برادو المائة والثلاثين.
ولقد حاول الإسبان ترسيخ الهيمنة في المنطقة عن طريق بناء المدن:
- سنة 1558 بني خوان بيريز دي زوريتا (لوندرس دي لا نويفا انجلاتيرا فيما يُعرف الآن بمقاطعة كاتاماركا. تلك المدينة دُمرت في 1560 خلال حرب كالتشاكي الأولي ولكن أُعيد بناءها بعد ذلك. استطاعت هذه المقاومة المحلية إبقاء الإسبان خارج بعض الأراضي مما أدى إلى نقل توكومان من إدارة تشيلي إلى إدارة بيرو.
- أسس نفس الشخص سنة 1561 مدينة نييفا ثم أعاد بناء سان سلفادور دي خوخوي.
- وأسس ابن شقيق أجييري، دييجو دي فيارويل سنة 1565 مدينة سان ميغيل دي توكومان.
- سنة 1573 أسس خرونيمو لويس دي كابريرا مدينة كوردوبا دي لا نويفا اندالوسية.د
- سنة 1582 أسس هيرناندو دي ليرما مدينة سالتا.
- وأيضاً أسس خوان راميرز دي بيلاسكو مدينة تودوي لوس سانتوس دي لا نويفا ريوخا سنة 1591. وأعاد بناء مدينة لوندرس في 1592 وبني سان سلفادور دي خوخوي في 1593.

### استعمار كويو (1560-1594)
تُناقض الوقائع المسجلة والخاصة بالراهب ريخنالدو دي لزاراجا، لغزو تشيلي بالأقل شأناً، حسب وجهة نظره، استعمار كويو. فلم يكن صعباً وسارت العملية بهدوء. فقد أرسلت قبائل الإواربي عبر جبال الإنديز وفداً لطلب رجال دين ومعمارين من الزائرين الجدد لتعليمهم الديانة وكيفية بناء المدن. وفي عام 1561، بنى الإسبان مدينة مندوزا ديل نويفوفايه دي لا ريوخا ويليها سان خوان لا فرونتيرا 1562 وسان لويس دي لا بونتا دي لوس فنادوس سنة 1594.

### تأثير اليسوعيين حتى طردهم الأول (1585-1767)
كان هناك خلاف شديد بين الاستعمار الإسباني والإنجليزي والفرنسي في أمريكا، بفضل مرسوم سوبليمس ديوس البابا بولس الثالث سنة 1537 المشهور الذي أعلن أن السكان الأصليين سواسية في الديانة المسيحية. ففي الإمبراطورية الإسبانية تُقيٌم الوحدة الاجتماعية من خلال عباءة الكنيسة الكاثوليكية.
في 1585، وصل اليسوعيين منطقة سانتاجو ديل إستيرو، وفي 1587 وصلوا إلى كوردوبا، وفي 1588 أسسوا البعثات التبشيرية اليسوعية الجوارانية وفي نفس السنة وصلوا لنهر سالادو لتنصير لاس بامباس.

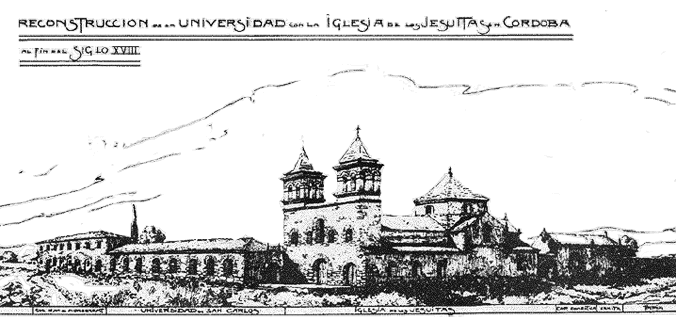
مبني لا مانزانا خسويتكا. في ركن الصورة يُلاحظ لا كومبانية دي خيسوس ومقر الجامعة (يعتبر الآن متحف ومكتبة كبيرة) وأيضاً جامعة مونسرات.

منذ وصلوهم تم اختيار كوردوبا لتكون مركزاً لمقاطعة اليسوعيين في باراجواي في إمارة بيرو. ولذلك كانوا في حاجة إلى الاستقرار للبدء بمرحلة التعليم العالي. بالفعل حدث ذلك في 1599، بعد المطالبة بتلك الحاجة إلى المجلس المحلي أعطوهم الأراضي اللازمة. عُرفوا بعد ذلك بلا مانزانا خسوتكا.
بمساعدة الأسقف تريخو سنة 1613 تم تأسيس الجامعة اليسوعية في كوردوبا وهي الأقدم في الدولة ومن الأوائل في أمريكا. في نفس السنة تم بناء لا لبريرية جراندي، المكتبة الكبيرة، والتي تُسمي الآن بيبليوتيكا مايور أو المكتبة الكبرى، التي تشهد السجلات على احتوائها على أكثر من خمسة آلاف مُجلد.

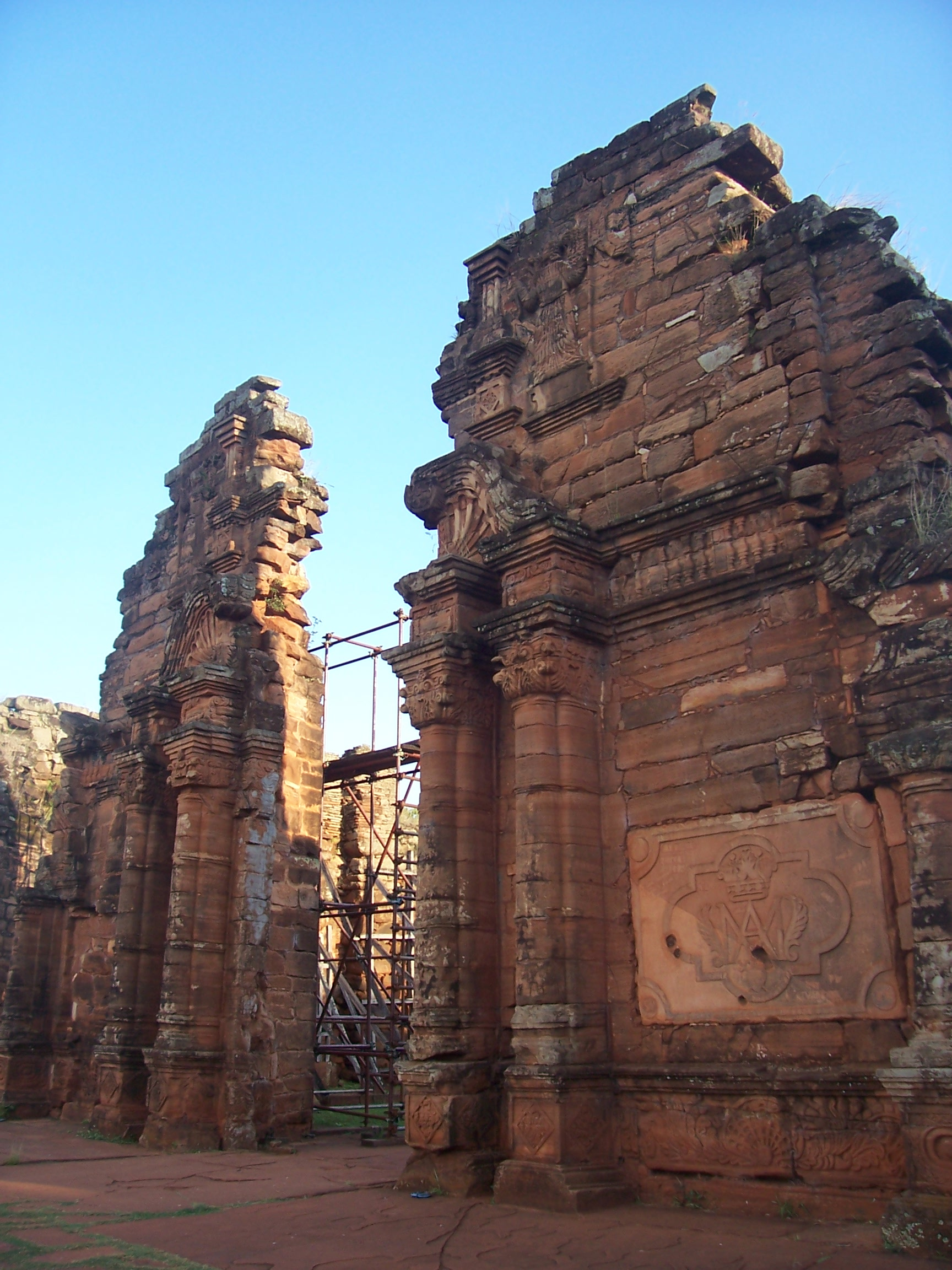
مدن للحملات التبشيرية اليسوعية.

وفي سنة 1624 تم تأسيس الجامعة اليسوعية في تشوكيساكا والتي منذ نشأتها كانت ذات تأثير ملحوظ في القارة الجنوبية. في سنة 1609 أنُشأت أول المدن التبشيرية الجوارانية والتي وصل عددها لثلاثين مدينة مع حلول القرن 18 كمركزاً تجارياً، أو دولية داخل الدولة كما أطُلق عليهم، الذين أصبحوا ذا نظام اقتصادي واجتماعي مختلف عن باقي المستعمرات المجاورة. فإن حكمها الذاتي وتبنيها للنظام الاجتماعي لشعوب الجواراني جعلها تتطور ولا تندثر. فالمدن كانت تضم إناسٍ من شعب الجواراني ويتم إداراتهم من قبل نفس الشعب وطبعاً تحت رعاية التبشيرين. أما عن الأراضي فقد قُسٌمت إلى تومبا مبايي (ملكية الرب) وأفامبايي (ملكية البشر). والزائد يتم المتاجرة به مع المستعمارت المجاورة مثل البلاتا وتوكومان والبرازيل وألتو بيرو وإسبانيا. بالإضافة إلى إنها تعُتبر وسيلة لنشر التبشيرية اليسوعية وللحفاظ على الجامعات كالتي يملكونها في كوردوبا.
وتُعد أهم المنتجات التجارية: البهشية البراغوانية والتبغ والجلد والغزل والنسيج. وعلى الرغم من ذلك عانت هذه البعثات من حصار القراصنة البرتغاليين الذين كانت مهنتهم الأساسية تجارة الرقيق في موطنهم ساو باولو والذين من سخرية القدر كانوا ساكني المدن التبشيرية. لقد لعبت تلك المدن دوراً هاماً في الدفاع عن باراجواي وريو دي لا بلاتا ضد التوسع البرتغالي، بالأخص بعد معركة مبروري سنة 1641 والتي دارت لعشرة أيام، حيث كان الجيش الجواراني تحت إمرة اليسوعين الذين كان معظمهم ذا خبرة عسكرية. وأيضا سمحوا للسكان الأصليين استعمال الأسلحة النارية الخفيفة، فهزموا جيش القراصنة البرتغالي، مما أدي إلى اعتبارهم ذا فائدة كبيرة لاحقاً في المواجهات ضد إسبانيا والبرتغال في ريو دي لا بلاتا.
ما تعلمته تلك الشعوب لم يكن فقط العمل والصلاة والمعارك بل أيضاً علٌموهم الموسيقي وفنوناً أخرى فكان أبرزها النُسق المعمارية الباروكية المزينة والبارزة في الحوائط وقوالب الطوب من النوع الروماني. ولهذا بعد طرد اليسوعيين، انتقل شعب الجواراني إلى مدن المستعمرات كمدينة كورينتس وأسنسيون وبوينس آيرس حيث امتهنوا التأليف والتدريس الموسيقي وصناعة الفضة والرسم.
وصل أوائل اليسوعيين لبوينس آيرس خلال حكم هرناندس سنة 1608 وأسسوا جامعة سان إجناسيو وفي 1675 أسسوا جامعة سان كارلوس المكية حيث أوُكل المجلس المحلي في بوينس آيرس مهمة تعليم الشباب لليسوعيين في 1654.
انتقل رهبان كومبانية دي خيسوس إلى جنوب نهر سالادو 1740 و1753 لتكوين مجموعة دائمة في نطاق حدود الدولة الاستعمارية لغرض تعليم الشعوب الأصلية المذهب المسيحي. تُعد مدينة دي نويسترا سنيورا في المستيريو دي كوثبثيون دي لوس سانتوس أول قرية تبشيرية أنُشأت في 1740 في أطراف نهر سالادو من قبل الأب مانويل كيفيدو والأب ماتيًاس ستروبل. الثانية كانت مدينة دي نويسترا سنيورا ديل بيلار دي بولنشتس. أسُست في 1747 قريبة من بحيرة لوس بادرس من قبل التبشيرين دوزيف كاردييل وتوماس فالكنر. وأخيراً مدينة دي لوس ديسمبارادوس دي تيولتشس أو دي باتاغونس التي أنُشأت في 1746 على بُعد أربعة فراسخ جنوب بحيرة لوس بادرس من قبل الأب لورنزو بالدا.
وهناك استطاعوا تنصير لفافاً كبيراً من سكان البامبا. واستطاع ستروبل التوفيق بين السلطات في بوينس آيرس والبامبا لنشر السلام بينهم. أما عن فالكنر وزميله اليسوعي فلوريان باوكيه فقد جمعوا معلومات عدة عن عادات شعوب البامبا والجواراني التي جسدتها الكتب والرسومات الرائعة فكانت حجر الأساس لعلم وصف الأعراق البشرية في المنطقة الأرجنتينية.
أسفر طرد اليسوعيين من الإمبراطورية الإسبانية سنة 1767 عن رحيل 2,630 يسوعياً عن أمريكا مما أدي إلى صفقة في المجال التعليمي نظراً لعمل كثيراً لعمل كثيراً منهم كأساتذة في معظم المؤسسات التعليمية.

### اكتشاف واحتلال القارة القطبية الجنوبية

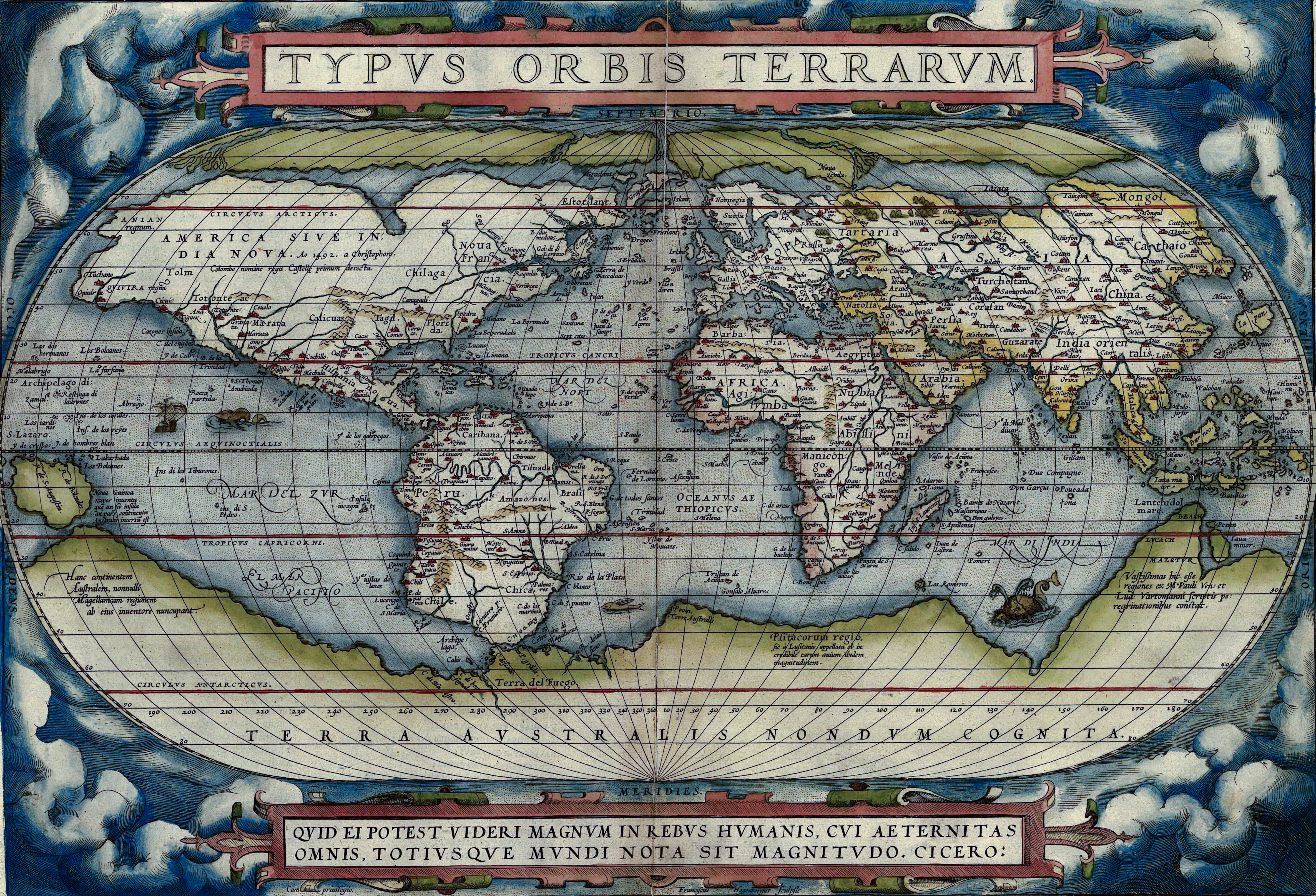
مابا موندي أو خريطة العالم رُسمت على يد إبراهام أورتليوس (1570) حيث تظهر لا تيرا أوستراليس انكوجنيتا. تُمثل تلك الخريطة مع خريطة مارتن فالدسميلر من أوائل الخرائط التي رسمت العالم الجديد (الأمريكتان) منفصلين عن الأراضي الجنوبية المجهولة بمضيق ماجلان على الرغم أن ما اكتشفه البحار فرناندو دي ماجلان كان في الأصل هوالمضيق داخل القارة الذي يحمل اسمه الآن. وفيما يتعلق بالقطب الجنوبي فلقد تم اكتشافه على يد فرانشسكو دي هوسس ولذلك أطلق خبراء الجغرافيا اسمه على المنطقة المحيطية نفسها: بحر هوسس

أبحر الإسباني جابريل دي كاستيا من فالبارايسو في مارس 1603 بسفنه الثلاثة بناءاً على أمر ابن عمه، لويس دي بيلاسكو، حاكم بيرو لقمع القراصنة الهولنديين في البحار الجنوبية. على ما يبدو أن هذه البعثة قد بلغت خط عرض 64 درجة ناحية الجنوب. على الرغم من عدم وجود وثائق إسبانية تؤكد وصولهم أو حتى رؤيتهم للقارة الجنوبية القطبية، فإن شهادة البحار الهولندي لورنز كلايز (في وثيقة غير مدونة بتاريخ ولكن على الأغلب كُتبَت بعد 1607) يقول فيها: 
| تاريخ الأرجنتين | بحرنا بقيادة الأميرال دون جابريل دي كاستيا بسفنه الثلاثة على طول سواحل تشيلي حتى فالباريسو ومن هناك اتجهنا ناحية مضيق ماجلان سنة 1604، وفي مارس وصلنا إلى خط عرض 64 حيث كانت متجمدة تماماً. في شهر إبريل التالي عدنا إلى شواطئ تشيلي. | تاريخ الأرجنتين |

في أخر يوم من شهر أبريل سنة 1606 استولي بيدرو فيرنانديز دي كيروس على كل الأراضي الواقعة من الجنوب حتى القطب الجليدي باسم التاج الإسباني في جزيرة إسبيرتو سانتو معتقداً إنها كانت جزءاً من تيرا أوستراليس انكوجنتيا (الأراضي الجنوبية المجهولة: قارة من صنع الخيال اليوناني الكلاسيكي وكانت تُرسم في الخرائط الأوروبية منذ القرن 15 حتى 18).
ويقول افتراض آخر أن في القرن 18 كانت شبه الجزيرة القطبية الجنوبية وأرخبيلات الأنديز الجنوبية مزاراً لصيادين الفقمات من إسبانيا وأمريكا اللاتينية والذين أخفوا حقيقة وجود تلك المنطقة لتجنب المنافسة خصوصاً مع الإنجليز. ما يَدُعم وجود بقايا من ملاجئهم في السواحل الشرقية من شبه الجزيرة القطبية الجنوبية.

### التوطيد الإسباني (1600-1720)
في بدايات القرن 17 كانت المدن التي بناها الإسبان لم تكن أكثر من حصون مراقبة منتشرة على نطاق واسع، وخلال المائة عام تلم اكتسبت أهمية أكثر على إثر دورها في تكوين وتأسيس المدن التي بَعُدت تدريجياً عن الكامينو رييال (طريق يربط بوينس آيري بالتو بيرو: بوليفيا حالياً). في حين أن المعارك الحدودية كانت شيئاً مألوفاً، ولم تكن هناك غزوات أكثر من ذي قبل بالأحرى كان شاغلهم الشاغل توطيد السيطرة الإسبانية على الأراضي التي احُتلت.
سنة 1599 مكث اليسوعيين في كوردوبا وفي 1613 أسسوا جامعة. في الوقت نفسه أخذوا في بناء مستوطنات بين شعب الجواراني وجوايكورو. فكانت تلك البعثات تحت مظلة التاج الإسباني. وكأي مدينة إسبانية كان لديها مجلس محلي وقاضٍ وعمدة وكاتب وباقي المؤسسات الإدارية الإسبانية مع اختلاف القاضي وباقي السلطات الشبيهه بالزعامة القبلية. ومثال على هذا التوطيد الإداري والإقليمي كان تأسيس ماركسادو يافي في 1707: عاصمتها كانت مدينة يافي (حالياً المقاطعة خوخوي) وكانت تمتد من شمال الأرجنتين حتى جنوب بوليفيا، تشوكيساكا وتاريخا وأوران وسان أنطونيو دي لوس كويرس...إلخ). وتم منح الماركيس أراضي شاسعة ثم جاء المجلس الأعلى الأرجنتيني، وتم إلغاء ما سلف سنة 1877.

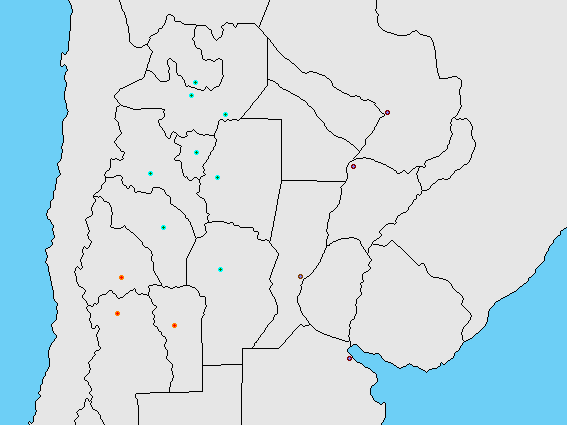
خارطة لمدن الأرجنتين وباراغواي حتى عام 1600.

في كويو مع حلول القرن 18 تحولت أقطاباً كثيرة من جماعات الأواربي إلى المسيحية متبنيين اللغة القشتالية (الإسبانية). تعتبر تلك المنطقة هي الأسرع تاثراً بعملية أسبنة السكان الأصليين. أما عن باقي جماعات الأواربي جنوب غرب ديامانتيه فقد احتلتها شعب المابوتشيه خلال عملية نشر ثقافتهم.
| تاريخ الأرجنتين | كانت تتمتع بوينس آيرس منذ تأسيسها بنظام اجتماعي حضاري إلى حد كبير. هي دولة قانون حيث لا انتقاص من الحريات، حيث نظام قضائي مميز (...) تقُاس الملكية العقارية وتُسجل فوراً وأيضاًالثروات والمعلومات الشخصية كتاريخ الميلاد والحالة الاجتماعية. بالمثل مع النزاعات وحالات الطلاق وبطلان الزيجات. كانت توجد مشافي ومدارس للعامة (...) ذلك المجتمع كان في الحقيقة ذاتيا الحكم: فكانت الكنيسة مجرد دار للعبادة وكذلك القضاء والإدارة العامة والجيش كلاً لديه مهمتها الخاصة. ومن هنا لزم الأمر وجود موظفون إسبان ولكن في معظم الحالات لم يستطيعوا فعل شئ إلا التوغل في المجتمع. | تاريخ الأرجنتين |

### صراعات مع البرتغال والبرازيل (1680-1828)

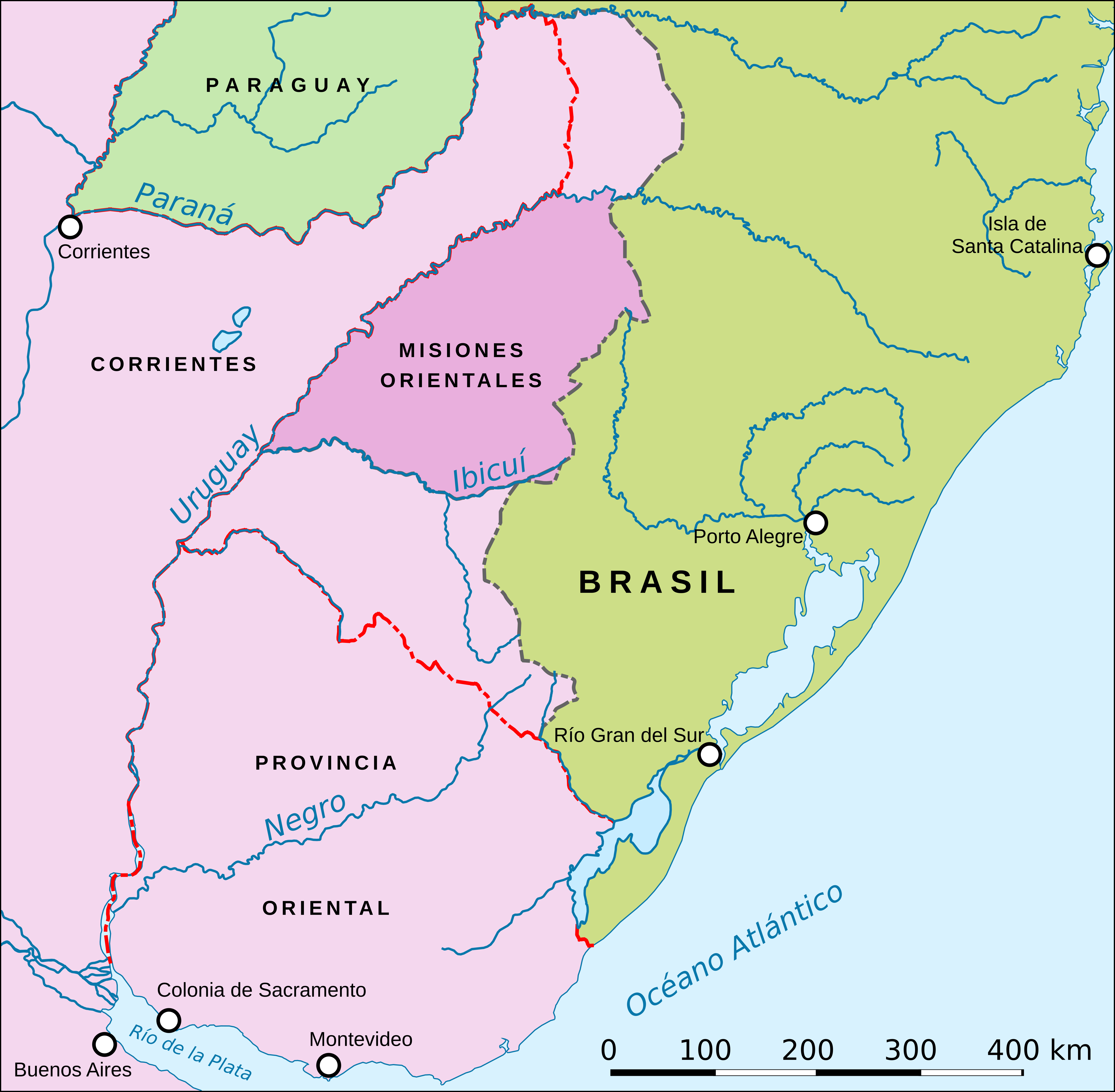
حدود تقريبية في 1811

ولدت الصراعات الحدودية بين إسبانيا والبرتغال، وتتبعهم مستعمراتهم بين 1680 و1828. أسس مانويل دي لوبو العسكري البرتغالي أول مدينة في ما يُعرف الآن بباراجواي وسماها ساكرامنتو. مما أدي إلى تعزيز قوة الجيش من توكومان وكورينتس وسانتا فيه والبعثات التبشيرية من قبل حاكم ريو دي لا بلاتا الإسباني والذي احتل المدينة المذكورة أعلاه. وفي السنة التي تليها وقٌع الملك الإسباني معاهدة مع البرتغال لإرجاعها في مقابل عدم التجارة في المدن الإسبانية.
بعد خمسين سنة، في 1723 أسس البرتغالي مانويل فريتاس فونسيكا حصن مونتيفيديو. مما أدي إلى استيلاء الإسبان عليه. وفي 1726 أمر الملك فيليب الخامس بتقوية الحصن وتأهيله بالسكان. ظل الوضع على ما هو عليه حتى 1762 في أعقاب حرب الستة أعوام استولي الإسبان على مستعمرة ساكرمنتو ولكن انتهت الحرب باتفاقية باريس سنة 1763 والتي أعادت المستعمرة إلى البرتغاليين ولكن مع اتفاقية سان الدفونسو في 1777 انتقلت مرة أخرى عليها.
بعد ثورة مايو استولت القوات البرتغالية على لا باندا أورينتال، شرق أوروجواي وشمال ريو دي لا بلاتا على الساحل الأطلنطي، سنة 1811. وكان ربط تلك المقاطعة بمملكة البرازيل سنة 1816 انتصاراً عظمياً وسُميت بعد ذلك بمقاطعة اورينتال من قبل مجلس مقاطعة فلوريدا وانضمامها إلى المقاطعات المتحدة لريو دي لا بلاتا. وأخيراً انتهت سنة 1828 الحرب وجميع الصراعات الحدودية بين الأطراف.

### الاحتلال والتوطيد المابوتشي: بولمابو (1650-1880)
في القرن 16 و17، بدأت شعوب يتولتشي الساكنة لأراضي البامبا وباتاغونبا في الهجرة نحو مناطق جبال الإنديز الواقعة تحت هيمنة شعوب بيونتشي. في ذات الحقبة انتقلت شعوب الأواربي الكائنة لما يُعرَف الآن بمندوزا نحو الجنوب لإقامة علاقات تعاون مع شعوب المابوتشي.

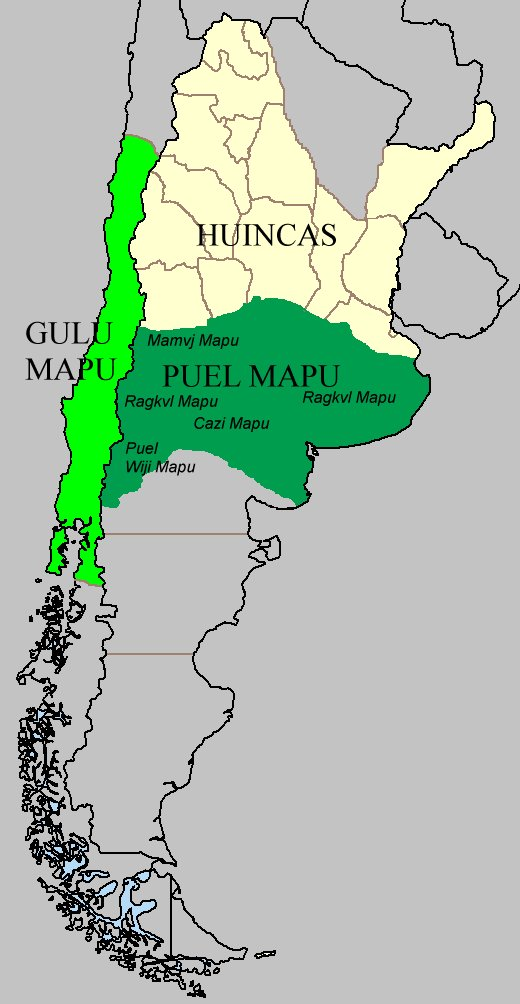
بدأ في القرن 16 شعب المابوتشي في الهجرة على نطاق واسع في المنطقة الشمالية لباتاغونيا والبامبا، فارضاً ثقافته على سكان تلك المنطقة،مُنشاً البويل مابو.

بدأت غارات العبيد في منطقة شعب الكونكو، جنوب تشيلي، المنتمية لشعوب المابوتشي بحلول 1608 بالهجرة عبر منطقة بيونشيي من الجانب الشرقي عبر الإنديز مما أدي إلى ما يُعرف الآن بفرض ثقافة المابوتشي على ثقافات شعوب تيولتشي.
ومع نهاية حرب أراوكو سنة 1606 بدأ المابوتشي بالتوسع في شمال باتاغونيا والبامبا مؤسسين فوتالمابوس أو الكونفدراليات ومثيلتها المقاطعات الفدرالية آيارويس، وعشائر لوفس. توطدت هذه العملية في القرن 18 لتشابه مثيلاتهن التبولتشي وتبني لغة المابودونجون، والتي ستؤثر مستقبلاً على اللهجات الإسبانية في المنطقة وأيضاً القوانين أوالأدمابو والتقاليد الماتوتشية.
يُعد استئناس الحصان المحرك الأساسي لتوسع الشعوب الأصلية في سهول البامبا وباتاغونيا والذي تم جلبهم من قبل الإسبان وتحويلهم إلى فرسان مهرة. كما تم تحويل المصادر الاقتصادية إلى صيد الأبقار بعد انتشارهم في أنحاء البامبا وأيضاً اعتمادهم على فاكهة التفاح في فاييه ديل ريو نجرو أو كورو ليوفو وأيضاً على استخراج الملح من الملاحات الكبيرة في المنطقة. وعلى حد سواء أسسوا طرق تجارية جديدة مع فاييه سنترال دي تشيلي. وتعد مستوطنة شعب الرانكيل واحدة من أهم المستوطنات التي بنوا فيها المقاطعات الفدرالية على طول سواحل أنهار تشاديليوفو وسالادو أو دساجواديرو وأيضاً قطاع الملاحات الكبيرة، متحكمين بذلك على منطقة البامبا.
في القرن 18 استطاعت شعوب المابوتشي تكوين كيان إقليمي سُمي بويلمابو أو بويل مابو والتي امتد من سلسة جبال الإنديز ونهر ليماي والكورو ليوفو أو ريو نجروفي الجنوب في منطقة ينوكين حتى نهر كوارتوفي الشمال والمحيط الأطلنطي في الشرق. وتم الاعتراف في برلمان لونكيمو عام 1784.
احتفلت الإمبراطورية الإسبانية سنة 1790 بأول ثلاث اتفاقيات مع شعب المابوتشي المتعلقة ببويل مابو:
- اتفاقية سلام مع زعيم القبلة كيفيلكي سنة 1790.
- اتفاقية مع شعب الرانكيل عام 1796.
- اتفاقية بين شعوب البوتشي ومقاطعة مندوزا سنة 1799.

تكميلاً لما ستأتي من اتفاقيات مع قطاع المابوتشي في الجانب الآخر من الإنديز.

### تكوين الإمارة (1776-1814)
تسببت التغيرات السياسية في الإمبراطورية الإسبانية في ما يتعلق بنقل العرش من الأسرة النمساوية إلى الأسرة البوربونية من السادس من شهر نوفمبر عام 1700 في نحويل الممالك المستقلة نسبياً في الأمريكتين إلى مستعمرات مستقلة نهائياً. في هذه الأثناء أسُست إمارة ريو دي لا بلاتا عام 1777 والتي ضمت الأراضي التابعة لإمارة بيرو. ولعبت عاصمتها بوينس آيرس دوراً أكثر أهمية من ذي قبل.
فَتَـت الإسبان إمارة بيرو في 1776 ضامين لي إمارة ريو دي لا بلاتا مناطق إدارية جديدة. يرجع سبب التفتيت إلى مساحتها الشاسعة التي عرقلت مهام الحكومة. وأنشاؤا بوينس آيرس كعاصمة نظراً لنموها المستمر كمركز تجاري وأيضاً لموقعها كمصب نهر ريو دي لا بلاتا كمدخل للقارة. هذه الإمارة تقع في ما يُعرف الآن بالأرجنتين وأوروجواي وباراجواي وتحتل جزءاً كبيراً من بوليفيا. على حسب التعداد، المقام في عهد كارلوس الثالث في 1778، تمتلك الإمارة 186,526 نسمة. حيث تمتلك كوردوبا 44,506 وبوينس آيرس 37,679 في حين تمتلك مندوزا 8,765. وفاق عدد السكان من الأصل الأفريقي عن نسبة الخمسين بالمئة في سانتياغو ديل أستيرو وكاتاماركا.
عانت بوينس آيرس في البداية من مشكلات الاكتفاء من البضائع الأساسية لإن التجارة الخارجية كانت مُحتكرة من قبل إسبانيا فكانت تعطي الأولوية إلى ميناء ليما في بيرو حيث كانوا يستخرجون كميات هائلة من الدهب والفضة، في حين لم تكن لها وجود تلك المنتجات في بوينس آيرس، وكنتيجة منطقية ظهرت العصابات. فيما يتعلق بالمنتج الأساسي لبوينس آيرس فكان إنتاج الجلد.
فرضت إسبانيا الدين المسيحي واللغة القشتالية، وأدُيرت كل المستعمرات على النسق والعادات الإسبانية على الرغم من اختلاف الأعراق والثقافات التي تخللت المجتمع استطاعت الشعوب إيجاد وسائل للحفاظ على بعض التراث الثقافي واللغوي والديني والتي في أحيان كثيرة اندمجت فيما بينها لتُخرج مظاهر جديدة. أما عن كثافة السكان فكانت منخفضة وحتى أنصاف القرن 19 كانت نصف مساحة الأرجنتين قاطنة للقبائل الأصلية.
فرضت إسبانيا في مستعمراتها نظاماً طبقياً يتكون من ثلاثة فرق أساسية:
1. ذو البشرة البيضاء.
2. الهنود.
3. ذو البشرة السوداء.

بالإضافة إلى الأعراق المختلطة مثل المولاتو، والمستيزو، والزامبو. كان يـُعتبر الهجين ملوث أو ذو دم ملوث. في حين وُجدت الاختلافات فمثلاً: ذو الدم الملوث من أصل هندي يظل ملوثاً حتى ثلاثة أجيال، أما الدم الملوث من أصل بشرةٍ سوداء فهو ملوث لمدى الحياة.
في أعلى الهرم الطبقي احتل الإسبان من شبه الجزيرة ذو الدم النقي، ذو الامتيازات الهائلة، يليهم الأمريكان من أصل إسباني ويـُعرفوا باسم الكريول وهم الأبناء الشرعيين من أب وأم إسبانيين. وعلى الرغم من وجود فرق في المفاهيم بين من جاء من شبه الجزيرة بشكل مباشر ومن وُلد في عائلة إسبانية مقيمة في المستعمرة فهم لم يختلفوا كثيراً في الحقوق. فلقد احتل الكريول مناصب لنائب الملك مثل خوان خوسيه دي فيرتز. وأخيراً في القاع يسكن ذو البشرة السوداء.
إن النظام الطبقي لم يكن صارم إلى هذا الحد فلقد كانت تؤجل بنوده إذا لزمت الحاجة. وبذلك خلال الغزوات الإنجليزية كانوا يعطون الأسلحة والرتب العسكرية لفرق عدة والتي لن يستطيعوا الوصول إليها في الظروف العادية، بالإضافة إلى قلة النساء الإسبان شجعت على المصاهرة. نتيجة لكون تربية الماشية والنقل بواسطتها واحدة من الأسس الاقتصادية واسعة النطاق فقد ظهرت لوس مانسيبوس، شبان الأرض، في القرن 17 ثم يليهم الغاوتشو والذين سيصبح لهم دوراً حاسماً في الأعمال التحررية في القرن 19.

### اكتشاف وتوطين وإدارة جزر فوكلاند

خارطة العالم بقلم دييجو دي ريبيرو (1529) ويمكن رؤية جزر أنطون حيث تتفق جغرافياً مع جزر الفوكلاند.مكتبة الفاتيكان والفاتيكان.

أجازت المراسم البابوية إنتر كايتيرا ودودوم سي كويدم سنة 1493 للمملكة الإسبانية كل الجزر والأراضي المـُكتشفة والتي ستـُكتشف، في حدود المائة فرسخ من جزر الأزور. تم رؤية تلك الجزر للمرة الأولي سنة 1520 من قبل استبان جوميز مـُبحراً على سفينة سان أنطونيو تابعاً لحملة فيرنانيز دي مجلان. بدأت الجزر في الظهور على الخرائط بواسطة بيدرو رينال (1522-1523)، ودييجو ريفيرو (1526 و1527- 1529، وإيسلاريو دي سانتا كروز (1541)، وسباستيان كابوت (1544) ودييجو جوتيريز (1561)، وبارتولومي دي أوليفوس (1562)، ومن بينهم بريطانيا العظمى التي أكدت اكتشاف جون ديفيس الجزر في 1592.
في 31 من شهر يناير 1764 وصل لويس أنطوان دو بوغنفيل إلى تلك الجزر وأسماها إيل ملويين. ويرجع سبب التسمية أن كل من جاء إلى تلاك الجزيرة لاستيطانها جاؤا من سان مالو. في 17 مارس أنشأ مستعمرة في جزيرة فوكلاند الشرقية والتي أطلق عليها ميناء سان لويس، وفي 5 أبريل 1764 استولى رسمياً على المنطقة باسم لويس الخامس عشر. ولكن في 1765 وصلت إسبانيا وفرنسا إلى اتفاق ينص على الاعتراف بملكية إسبانيا لجزر الفوكلاند ولكن بشرط التعويض الكامل للنفقات لويس أنطوان دو بوغنفيل. مما أدى إلى صدور مرسوم ملكي من قبل كارلوس الثالث ملك إسبانيا في 2 أكتوبر 1766 مُعلناً حكومة جزر الفوكلاند المستقلة عن حاكم وكابتن بوينس آيرس والذي كان في تلك اللحظة فرانشسكو دي بول باكوريللي، مُعيناً فيليب رويز بونتيه أول حاكم للمنطقة. وبذلك تحولت من الأيدي الفرنسية إلى الأيدي الإسبانية.

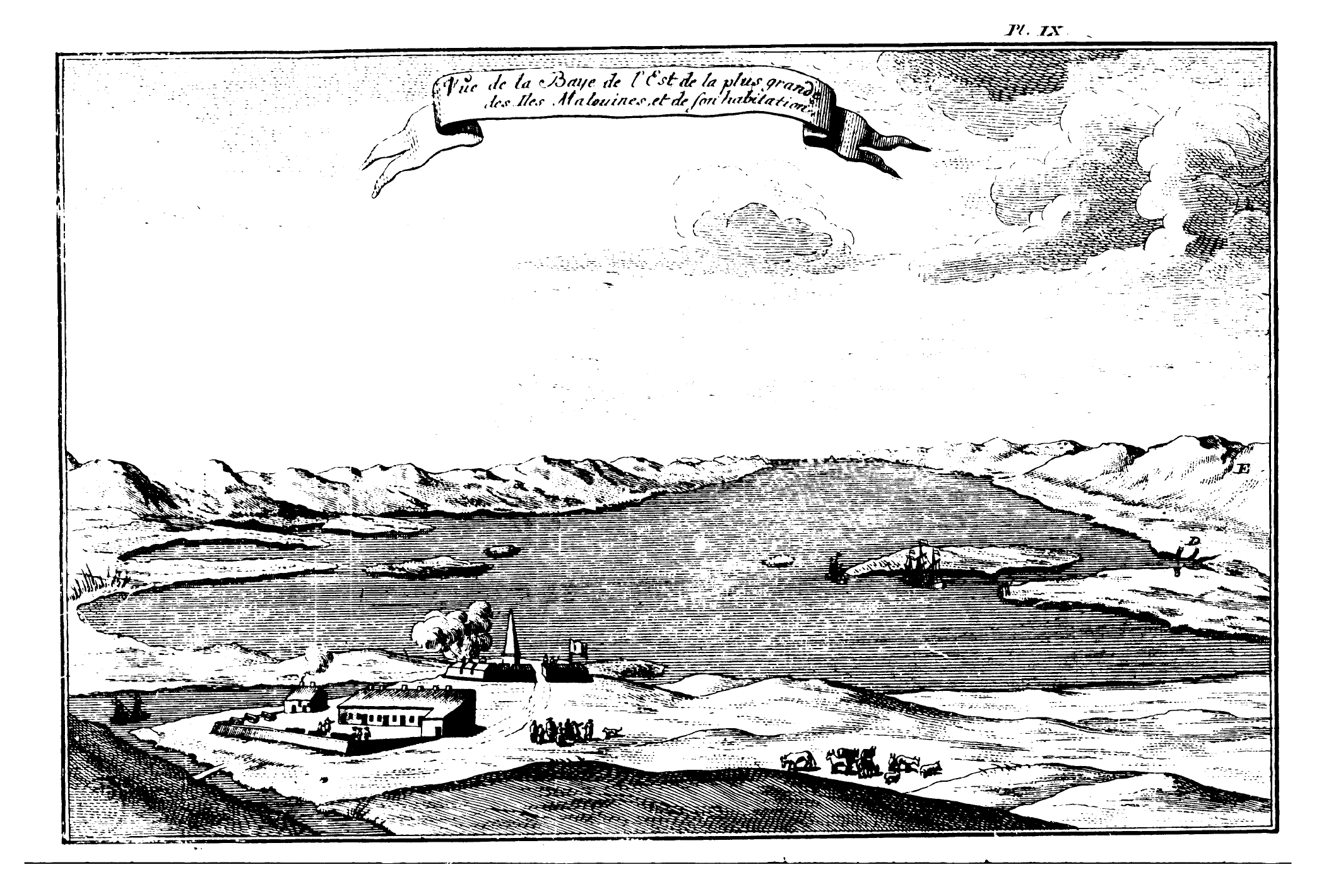
المستوطنة الأصلية لميناء سوليداد. انطوان جوزيف بيرنتي.1769.

عند توليه الحكم في ميناء سان لويس باشر في بناء مطابخ وثكنات وكنيسة نويسترا سنيورا دي لا سوليداد، حيث استبدل هذا الاسم كل الأسماء الفرنسية.
أصبح الميناء المذكور مُسبقاً مقر الحكم لجزر الفوكلاند، وقد حرص الحكام المتواليين، البالغ عددهم 18، على تفقد الشواطئ باستمرار ويرجع السبب إلى مجئ صائدي الثعالب والحيتان من إنجلترا وشمال أمريكا. تكون سكان جزر الفوكلاند من ضباط وجنود ومحكومين، حيث ينتمي الفصيل الأخير إلى السجن الذي بـُني في 1780.

قرر حاكم مونتي فيديو جاسبر دي فيجوت، بعد المحاولات الأولية للاستقلال في الإمارة، جمع كل القوي العسكرية التي وضعت حل للثوار مايو وبالتالي أمر بإخلاء جزر الفوكلاند. وبعد 37 سنة من الاحتلال حيث لوحات في أبراج جرس الكنائس والتي كانت تؤكد سيادتها، رحلت إسبانيا عنها بينة الرجوع مرة أخرى في يناير 1811. 
| تاريخ الأرجنتين | هذه المدينة، بموائنها، ومبانيها تنتمي إلى الملك فيرناندو، ملك إسبانيا والأمريكتين، سوليداد دي مالفيناس، 7 فبراير 1811 وحاكمها بابلو جيين. | تاريخ الأرجنتين |

## ظهور الدولة القومية (1806-1852)
في هامش الحروب النابليونية في أوروبا في 1806 و1807، كانت الغزوات الإنجليزية تقع على ريو دي لا بلاتا حيث ترأس هوم رجز بوبهام ويليام كار بيريسفورد أول حملة على منطقة كويلمس وسيطروا على بوينس آيرس في خلال 45 يوماً حتى تم طردهم من قبل الجيش المـُرسل من مونتي فيديو يترأسه سانتياجو دي لينيرس. وفي 1807، تم الهجوم من قبل جون وايت لوك بقوة أكثر عدداً (حوالي 8000 جندياً) ولكن تم أيضًَا مقاومته بنجاح.
كان هناك نتائج مهمة للصراع السياسي الدائر حيث انهارت مؤسسة الدولة القائمة وتم عزل نائب الملك رافاييل دي سوبري مونتي لهربه خلال الاحتلال، وعيٌن الشعب لينير حاكماً له دون الرجوع إلى الملك. بالإضافة إلى قصور عدد الجنود في الصراع الثاني وعدم إمكانية الاعتماد على المساعدة من المدينة بسبب التأجيل المستمر لإرسال القوة العسكرية. وقد سمح هذا بالتدخل في الحياة العامة. مما أدى إلى ظهور فوج باتريسيوس المـُكون من الكريول يترأسه كونيليو ساباديرا.
أثرت حرب استقلال الولايات المتحدة (1776)، والثورة الفرنسية (1789)، والأفكار التنويرية الجديدة على الكريول والسكان الأصليين وأيضاً ذوي الأصول الأفريقية في صراعهم ضد الإمبراطورية الإسبانية لفرض الحرية والمساواة والاستقلال في أمريكا اللاتينية.

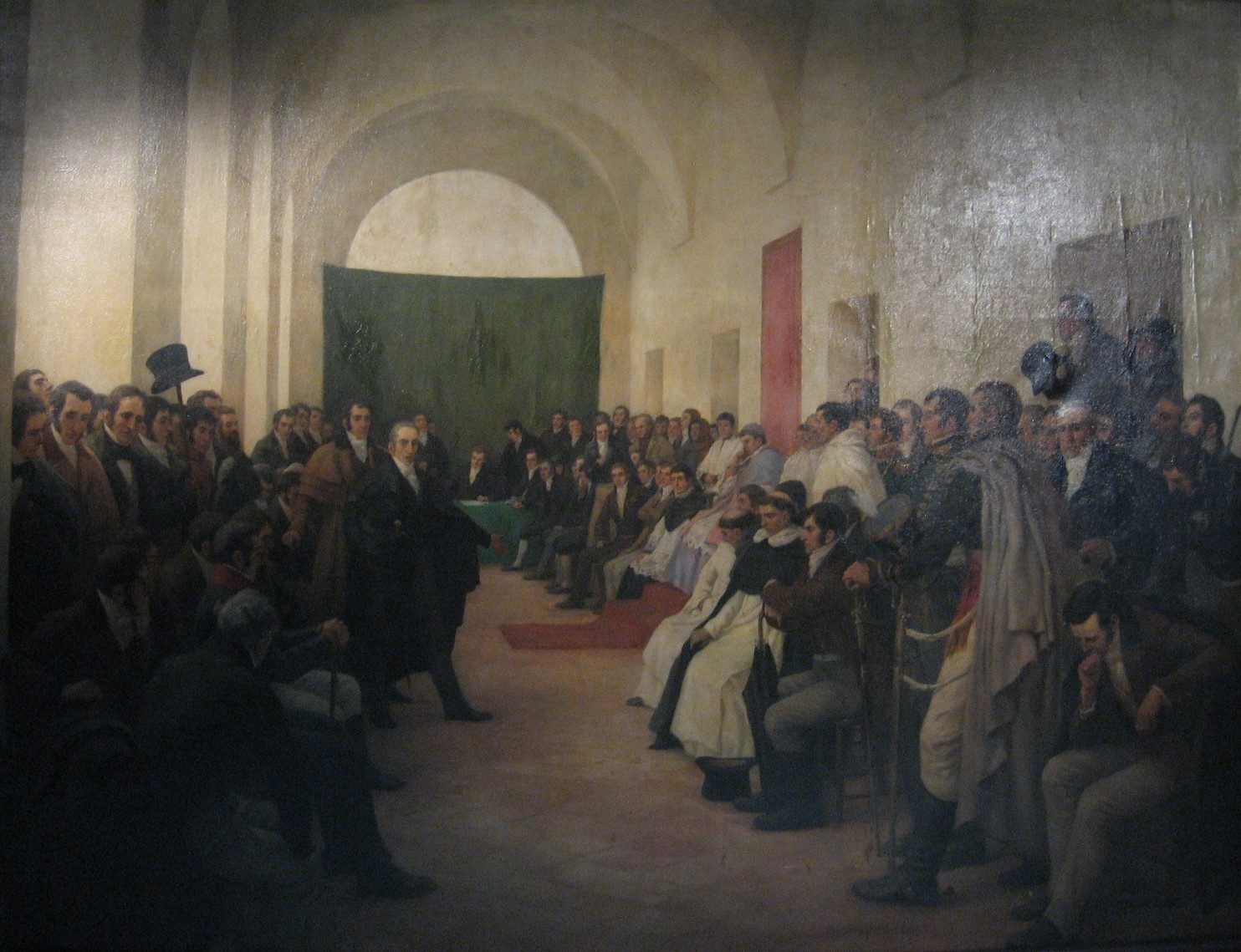
مشهد من المجلس المحلي. 22 مايو 1810.

تم عزل وطرد بالتسار ايدالجو دي سيسنيورس حاكم البلاد جراء ثورة مايو عام 1810، ودعا المجلس المحلي إلى إنشاء أول حكومة معظمها من الكريول في المقاطعات المتحدة من ريو دي لا بلاتا وأطُلق عليها اللجنة الأولي.
بين فترة 1810 و 1820 توالت حكومتان، وحكمان ثلاثيان وحاكماً واحداً تعبيراً عن مركزية الحكومة وتوحد أقطابها. وفي تلك الفترة كان اهتمام الحكومات الأساسي هو تعزيز القوي داخلياً لمقاومة جيوش الأوروبية والأمريكية، مدافعين عن ستاتو كوو وعن كل ما يرتبط بالتاج الإسباني. وأخيراً تم إعلان استقلال مقاطعات أمريكا الجنوبية المتحدة في مجلس توكومان عام 1816.

### الحملة التحررية والحرب الأهلية

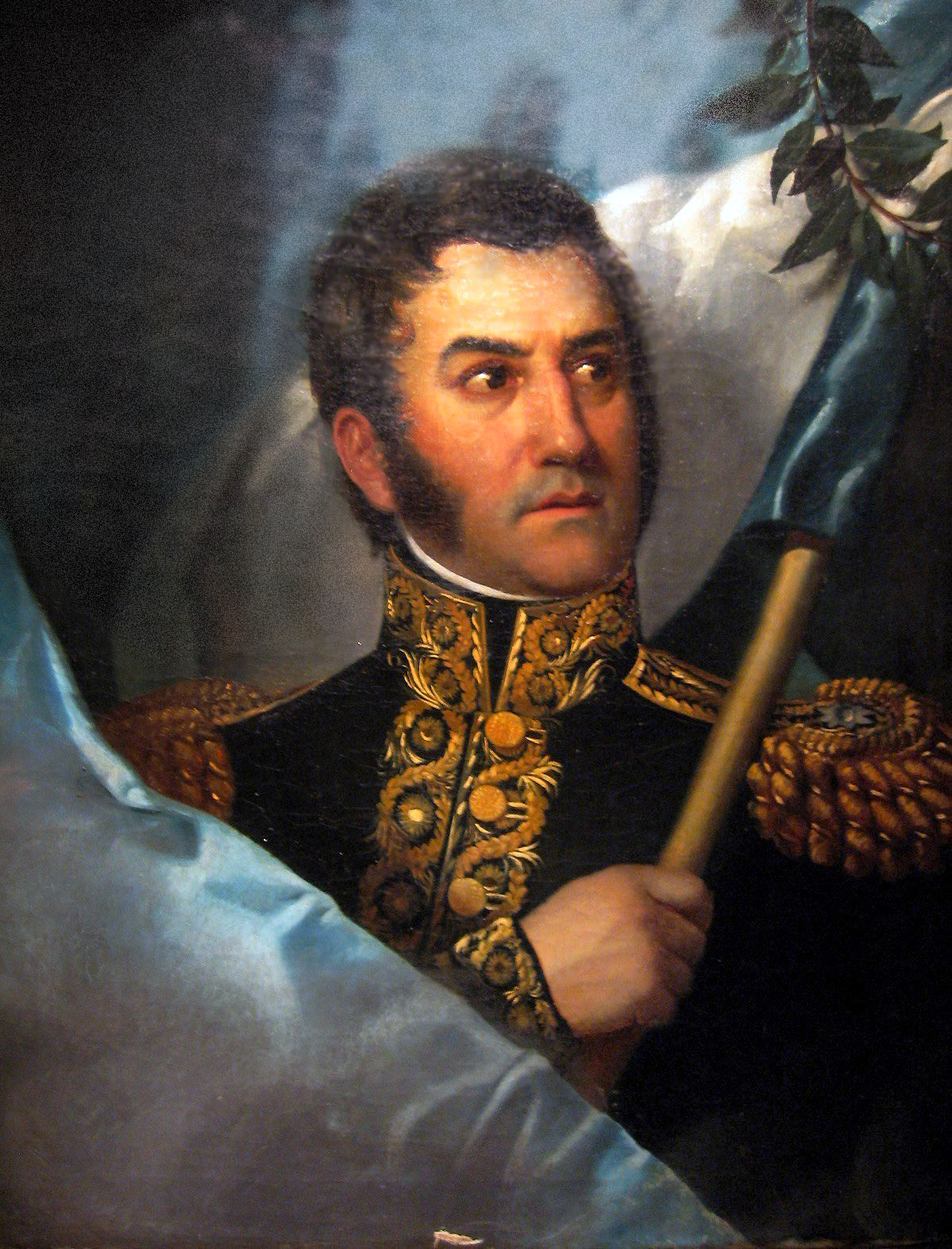
خوسيه دي سان مارتين 1828.

يعد خوسيه دي سان مارتين ومانويل بلجرانو ومارتين ميجيل دي جويميس، بعضاً من القـادة الوطنيين في حرب الاستقلال. حيث كـُلٌف مانويل بلجرانو بادارة الجيش الشمالي وعلى الرغم من هزيمته من قبل الجيوش المـُعادية وضع أساسات استطاعت باراجواي الاعتماد عليها في 1811 لتكوين حكومة. تم رفع علم الأرجنتين في 1812. وترأس أيضاً النزوح الخوخوي بعد نصرهم في معارك توكومان وسالتا ضد الإسبان.
نظم خوسيه دي سان مارتين في 1816 جيش الإنديز الذي يتكون من 4000 جندياً، وبين 1817 و1822 ترأس الحملات التحررية التي قادت إلى استقلال تشيلي وبيرو. يليه سيمون بوليفار الذي استطاع الاستقلال بكولومبيا ثم أكمل مسيرة استقلال بيرو وحرر بوليفيا (1824) آخر حصن للتاج الإسباني في جنوب أمريكا. وعدت الأرجنتين سان مارتين بطلاً عسكرياً وأعطته لقب أب الوطن.
تصارعت الأحزاب اللبرالية والفدرالية على الحكم واقتصاد البلد من خلال سلسة من الحروب الأهلية قبل 1820. ومع فوز الفدرليين في حرب سيبيدا بدأت فترة المقاطعات ذاتية الحكم حيث ظلت متحدة بفضل المعاهدات المبرمة بينها. استمرت الصراعات الداخلية بين المقاطعات وبوينس آيرس أكثر من 60 عاماً. فلقد تحكم زعماء المقاطعات بالخريطة السياسية في أواسط القرن 19 بواسطة جيوش كلاً منهم، واستطاعوا إدارة شؤون مقاطعاتهم الخاصة.
حكم الأرجنتين مارتين رودريجز في فترة 1820 و1824، وحقق وزيره بردناردينو ريبادابيا إصلاحات تاريخية كعمل أول قانون انتخابي في 1821 حيث طـُبق فقط في بوينس آيرس. وقـٌُع أيضاً على قرض من بارنج برزرز (الإخوة بارنج) بغرض تعزيز خزينة الدولة، واستولى على أراضي المؤسسات الدينية، من بينهم سانتواريو دي لوخان، وإرمانداد دي كاريداد، ومشفى سانتا كاتالينا وآخرين. مما أدى إلى اندلاع ثورة الرسل في 9 مارس 1823 للدفاع عن الأراضي التي تملكها الكنيسة الكاثوليكية في الأرجنتين وضد مذهب معاداة الكاثوليكية الذي تبناه ريبادابيا، وتزعمها جريجوريو جارثيا دي تاجلي. ولكن فشلت بعد صراع طويل.
تـُعد البقايا الاعتباطية ومن جانب واحد لحكومة ريبادابيا ودور الكنيسة الكاثوليكية في نشأة القومية الأرجنتينية من أسباب الإصلاح التاريخي الذي كان أساس الهوية الكاثوليكية الأرجنتينية الحالية حيث تم تدعيمه من قبل قانون 21.540 الذي نص على تكليف بعض الشخصيات التي تنتمي إلى العبادة الكاثوليكية الرسولية الرومانية. تلى رودريجز، خوان جريجوريو دي لاس إيراس في حكم البلاد وأنشأ المجلس العام كمحاولة لتوحيد البلاد.
في 1825، بمساعدة الحكومة الأرجنتينية ومجموعة من الشرقيين ومن مقاطعات أخري، أطلقوا عليهم الثلاث والثلاثين شرقياً يترأسهم خوان أنطونيو لاباخيا استطاعوا التسلل إلى الأراضي الشرقية لطرد المُحتلين البرازيليين، الذي ساعدهم فركتوسو ريفيرا على الرجوع إلى قاعدة جيشهم بعد عدة أشهر. وفي 25 أغسطس، أعلن مجلس فلوريدا استقلال المنطقة البرازيلية الشرقية وانضمامها إلى المقاطعات المتحدة الأرجنتينية. مما أدى إلى إعلان الحرب على الأرجنتين. عين المجلس ربادابيا ذا الاتجاه المركزي رئيساً للبلاد في 1826، والذي استمر في تقنين سياسة التجارة الحرة للحكومات المحلية حيث كانت أساس مكاسب ميناء بوينس آيرس.

### جزر فوكلاند ورفع علم الأرجنتين (1810-1833)

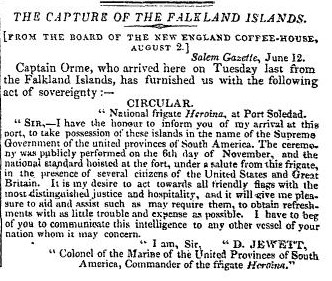
المنشور الأرجنتيني لاحتلال جزر الفوكلاند سنة 1820 والذي عـُرف في المملكة المتحدة بواسطة تقارير المستكشف البريطاني المشهور جايمز ودل. وقد تم نشر الخبر في جريدة التايمز يوم 3 من أغسطس عام 1821. لم تعترض المملكة المتحدة على الاحتلال الأرجنتيني بل ولم تعلن عن سيادتها عند توقيعها على معاهدة الصداقة والتجارة والإبحار سنة 1825 والتي تظل سارية حتى الآن

حافظت الأرجنتين على استقلالها واتبعت مبدأ الحدود الموروثة، مذهباً تتبعه إسبانيا، والذي جعلها تمارس السيطرة منذ 1810، وباعتراف إسبانيا باستقلال الأرجنتين 1859 فإنها تتنازل عن حقوقها في الأراضي الأرجنتينية صراحةً وبأثر رجعي في 25 مايو عام 1810 من ضمنها جزر الفوكلاند.
وقع الكولونيل من الولايات المتحدة دايفد جويت، آمر فرقاطة هيروينا (البطلة)، منشور احتلال جزر الفوكلاند باسم الأرجنتين. رفرف علم الأرجنتين لأول مرة على الجزر حيث تم نشر الخبر لصيادين الذئاب والحيتان وأيضاً حضر جايمس ودل المستكشف البريطاني. ونـُشر الخبر في الصحافة الأوروبية.
ظلت تحت إمرة المقاطعات المتحدة الأرجنتينية حتى الاحتلال البريطاني عام 1833.
وقعٌت المملكة المتحدة في 2 نوفمبر عام 1825 معاهدة صداقة وتجارة وإبحار والذي عـُرفت بعد ذلك باستقلال المقاطعات المتحدة مما أدى إلى اعترافها بأحقيتها في أراضيها وخصوصاً جزر الفوكلاند التي احتلتها في 1820 وبفرض سيادتها وسلطاتها. كما لم تطالب المملكة المتحدة بأي شيء يخص الجزر، فإن المعاهدة تفرض عليها الموافقة على النتائج القضائية لهذا الاعتراف.
في 10 يونيو عام 1829 أنشأ حاكم بوينس آيرس، مارتين رودريجز، ووزريره، سالفادور ماريا دي كاريل، بواسطة مرسوم قانوني القاعدة العسكرية والسياسية لجزر فوكلاند وكايب هورن المجاورة على المحيط الاطلنطي الجنوبي. حيث يكون مقرها في جزيرة سوليداد. واستلم لويس فيرنت منصب أول حاكم.
ولدت ماتيلدا فيرنت أي سايث، ابنة لويس فيرنت، يوم 5 فبراير عام 1830. وبذلك تكون أول المولوين المـُسجلين من السلالة الأرجنتينية على جزر فوكلاند قبل الاحتلال البريطاني عام 1833.

### ريبادابيا والفترة الرئاسية والحرب ضد البرازيل (1826-1828)

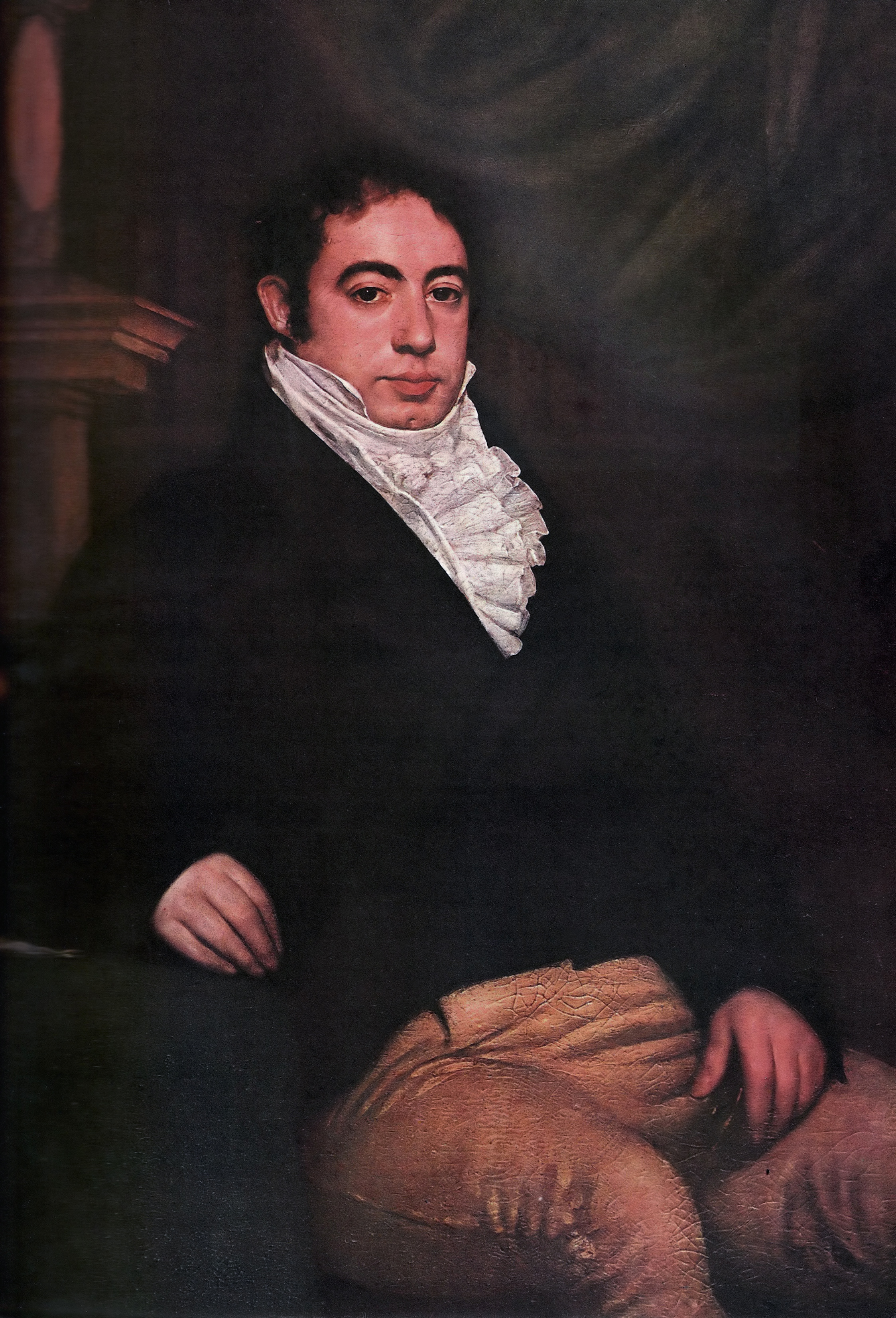
السفير برناردينو ريبادابيا في لندن

قرر ممثلي المقاطعات في 1826 توحيد الجبهات ضد البرازيل. فتم انتخاب ريبادابيا بثلاثين صوتاً مقابل خمسة فقط، والذي عـُرف كوزير لمارتين رودريجز وكسفير قبل ذلك المنصب. فوحُد المقاطعات في عهده، شيئاً كان ضرورياً آنذاك.
أرسل في 9 فبراير 1826 مشروع إنشاء العاصمة إلى المجلس لتحديد مكان حيث يستطيع أن يحكم من خلاله البلاد. وافق عليه خمسة وعشرين صوتاً مقابل أربعة عشر صوتاً. فتم إعلان مدينة بوينس آيرس عاصمة للبلاد ورُسمت حدودها الإقليمية. لم تكن تلك تابعة للمقاطعة. وما تبقي تم إنشائه كواحدة جديدة. مما أدى إلى فقدان المدينة الرئيسية بمينائها ودخلها الاقتصادي القوي.
اقترح قانوناً أخر لإنشاء البنك الوطني. كان يـُطلق عليه بنك مقاطعات ريو دي لا بلاتا المتحدة ذو رأس مال يبلغ عشرة ملايين بيسو. وأضُيف إليهم ثلاثة ملايين جاؤا كقرض بواسطة مقاطعة بوينس آيرس ومليوناً من بنك الخصومات وأيضا اشتراكات سنوية بقيمة مائتي دولار. حيث تـُكلف إدارة البنك إلى مجلس مديرين.
صـُدر في 18 مايو 1826 قانون إنفيتيوسيس والذي ينص على مصادرة الحكومة للأراضي العامة التي لن يتم الاستفادة منها بسبب المداينة مع بريطانيا لما لا يقل عن عشرين سنة بدءاً من 1 يناير 1827.
كانت الذروة التشريعية في دستور 1826 المُمَثل في 191 مادة منقسمين إلى عشرة أقسام، حيث ينظم الدولة تحت النظام الجمهوري الوحدوي. ويقع في الجزء الأخير تمثيل النص الدستوري بموافقة المقاطعات والعاصمة. فكان اعتراض الأوائل هو القشة التي قسمت ظهر البعير. مما أدى إلى تشجيع ريبادابيا لشركات البورصة مع العواصم البريطانية للاستغلال الموارد المعدنية.
فيما يتعلق بالحرب، على الرغم من عدائيات القوات الإمبريالية التي كانت أكثر من الجمهورية، فإن المقاطعات المتحدة استطاعت هزم القوات البرازيلية في كثير من المعارك في صراع طويل استغرق ثلاثة سنون أرضاً وبحراً، حيث كانت إتوزاينجو أهم تلك المعارك.
نتج عن المشاكل الاقتصادية والسياسية من الطرفين، خاصة الحصار العسكري البرازيلي لميناء بوينس آيرس والاحتلال الإقليمي بسبب وقوع كلاً من مستعمرات مونتيفيديو وسكرامنتو تحت السيادة البرازيلية طول فترة الصراع، عن بدأ محادثات السلام. وبالفعل وقـٌع الوزير الأرجنتيني المفوض، مانويل خوسيه جارثيا، على معاهدة سلام مبدئية مع البرازيليين والتي تنص على اعترافها بسيادة الإمبراطورية على المقاطعة الشرقية مقابل دفع تعويض مادي للبرازيل عن الحروب. اعتبرها الرئيس ريبادابيا معاهدة مُخزية رافضاً لها ومُـقدماً استقالته.
استمر الصراع حتى 27 أغسطس عام 1828 عندما وقـٌع ممثلي جمهورية المقاطعات المتحدة وإمبراطور البرازيل على اتفاقية سلام مبدئية تنص على اعتراف البرازيل باستقلالية المقاطعة الشرقية ووقف العدائيات.

### خوان مانويل دي روساس (1829-1825)
تولي خوان مانويل دي روساس الفدرالي والأرجنتيني الجنسية وذو المهارات الغير عادية عام 1829 منصب حاكم مقاطعات بوينس آيرس، مبقياً الوفد المُمَثل لمقاطعات الأخرى للحفاظ على العلاقات الخارجية. حكم حتى 1832 بيد من حديد معه شخصيات ذوي ثقل. أطلق روساس على باتاغونيا حملة عسكرية حيث تعارك مع بعض القبائل وتفاوض مع الباقي بغرض توسيع الحدود الجنوبية. يليه من 1832 حتى 1835 ثلاث حكومات ضعيفة: خوان رامون بالكارسي وخوان خوسيه فيامونتي ومانويل فيسنتي ماسا. واستقال الثلاثة ضد تأثير الموالين لخوان روساس، والأخير يـُاف إلى أسبابه اغتيال الزعيم فيكوندا كيروجا في برانكا ياكو، حيث تم التخطيط لتلك العملية من قبل الإخوة رينافيه. وفي 1833 احتلت بريطانيا العظيمة جزر الفوكلاند.

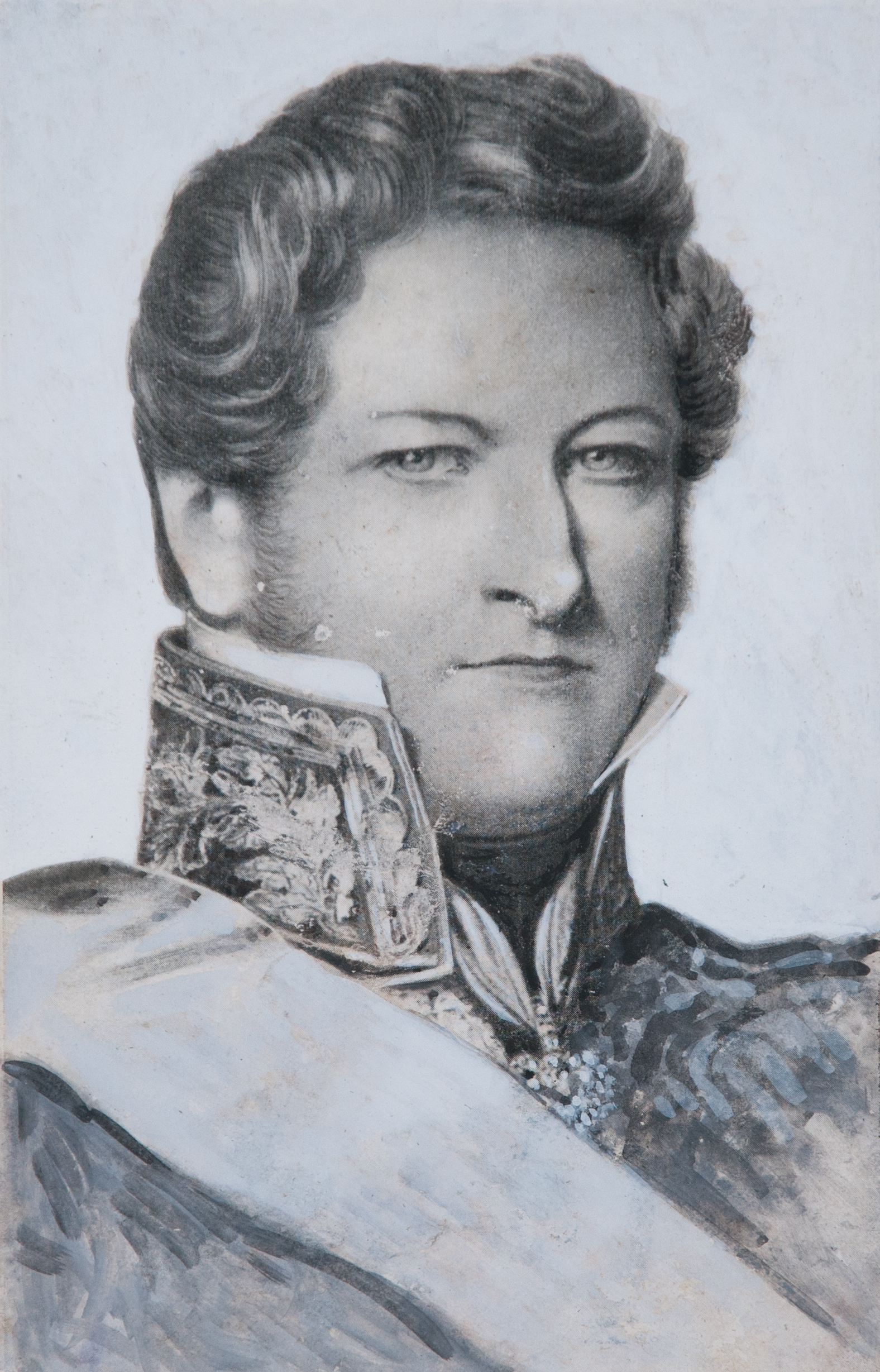
خوان مانويل دي روساس عام 1845

وفي وسط هذه الفوضي، انـُتخب خوان مانويل دي روساس حاكماً لبوينس آيرس عام 1835 مع ضم الثلاثة قوي في المنصب المذكور. حيث تم الموافقة عليه في استفتاء عام. بدأ حكمه بتطبيق سياسة اقتصادية حمائية مع عدم إدخال صناعات جديدة، ووقٌع على اتفاقات بين المقاطعات كالاتفاق الفدرالي. فرض تدابير في صالح القطاعات العامة كفرض حظر شامل على البيع وتجارة الرقيق التي أخذت في الازدهار خصوصا بعد ثورة مايو. اتبع سياسة القبض على المعارضين مُتخذاً الموت للموحديين الوحشيين شعاراً له، الذين في معظم الأحيان يتم قتلهم أو اغتيالهم أو نفيهم في بلدان ومدن بعيدة على الأطراف. مما أدى إلى تمرد صفوف المثقفين والأدباء الرومانسين لجيل 37 ضده حيث كانوا مجموعة من الشباب الواعي الذي تحرك قلمهم للدفاع عن الحق. كان منهم: جوان بوتيستا البيرديواستيبان إتشاباريا ودومينغو فاوستينو سارمينتو.
واجه روساس بين 1838 و1840 الحصار الفرنسي، الذي أقيم بسبب رفض الامتيازات للرعايا الفرنسيين. أثار أيضاً هذا الحصار أعمال الشغب وتوحيد قوي المعارضة مما أدي إلى تقوية جبهة روساس الذي استطاع هزيمة ائتلاف المقاطعات الشمالية. وبين 1843 و1851 حاصر مونتيفيديو لمساعدة رئيس أوروجواي السابق مانويل أوريبي الذي تم الانقلاب عليه في بلاده. تليه مقاومته المذهلة عام 1845 للحصار الإنجليزي- الفرنسي البحري في معركة لا بولتا دي أوبليجادو واستطاع إخماد انقلاب أخير في مقاطعة كورينتس.
تكررت استقالات روساس الرمزية البيان في السنوات الأخيرة من ولايته. ففوافق على واحدة منهن زعيم انتري ريوس تحت مُسمي وقرر تنصيب نفسه كمسؤول عن العلاقات الخارجية. مما أدى إلى إثارة حفيظة زعيم بوينس آيرس ولكن رده العسكري لم يكن بالكافي. حيث تواجهوا في أكبر معركة في تاريخ أمريكا الجنوبية، في معركة كاسيروس، ثالث يوم من شهر فبراير سنة 1852. هزم الجيش الكبير ذو 30 ألفاً الذي يترأسه زعيم انتري ريوس، الذي أيضاً ضم فرق عسكرية من البرازيل وأوروجواي وإنتري ريوس وكورينتس ورجال سياسة منفيين، الجيش الفدرالي ذا 22 ألفاً. نُـفي خوان مانويل دي روساس إلى إنجلترا. وبعد مرور خمسة عشر يوماً دخل الجنرال المنصور بوينس آيرس بموكب، يليه إعدام الشخصيات الهامة الموالية لروساس.

### جزر الفوكلاند والاحتلال البريطاني (1833)
انتهي وجود الكيان الأرجنتيني في جزر الفوكلاند في 3 يناير 1833 بواسطة عملية عسكرية من قبل المملكة المتحدة لبريطانيا العظمى وأيرلندا التي استولت على الجزر في 20 ديسمبر عام 1832، حيث دمرت الفرقيطة المصنوعة في الولايات المتحدة تحت مُسمى فرقاطة يو اس اس ليفجستون الدفاعات العسكرية للمستوطنة الأرجنتينية في ميناء سوليداد في جزيرة فوكلاند الشرقية. على الرغم من هدوء العلاقات مع الكونفدرالية الأرجنتينية فقد طردت المملكة المتحدة حامية عسكرية أرجنتينية على متنها 26 جندياً ورحلوا نهائياً بعد يومين. منذ ذلك الحين أصبحت جزر الفوكلاند تحت السيادة البريطانية ماعدا فترة وجيزة لحرب جزر الفوكلاند في 1982.

### البعثات الأولى لشبه الجزيرة القطبية الجنوبية والبحار الجنوبية
بدأ القائد البحري الأيرلندي تحت إمرة مقاطعات ريو دي لا بلاتا المتحدة حملة لمضايقة الأسطول الإسباني في المحيط الهادي. حين أبحر إلى كايب هورن بسفن هيركليز وترينيداد أجبرته الرياح اتجاه خط عرض 65º جنوب. كتب براون بين 1813-1828 في التحركات البحرية الأرجنتينية الموجودة في سجلات المؤسسة البحرية:
| تاريخ الأرجنتين | بعد الرجوع إلى كايب هورن ومقاومة الرياح العتيدة وبعد الوصول إلى خط عرض 65 حيث يـُرى الأفق بوضوح وبدون إشارات سيئة مما يدل على قربنا من الشاطئ تاهت السفينة عن حاجز الأمواج. | تاريخ الأرجنتين |

تذكر بعض المصادر الأرجنتينية رؤية براون لأراضي القطب الجنوبي في تلك الحملة مؤكداً ما يوجد في علم الخرائط الأرجنتيني ما يُـطلق عليه تييرا دي لا ترنيداد، أرض الثالوث، في أقصى شمال القطب الجنوبي حيث سٌُميت على السفينة ترنيداد. ولكن لم يؤكد براون هذه الإزعامات في مذكراته عند اكتشافه للقطب الجنوبي:
| تاريخ الأرجنتين | بعد الرجوع من كايب هورن متحملين للرياح تلك البحار العاتية خسرت الفرقاطة لا ترنيداد ساطور السفينة الذي يؤمن هيكلها مما أدي إلى تعريض بومبريس المركب، وهو العمود الموجود بمقدمة السفينة، للخطر. | تاريخ الأرجنتين |

أعطت حكومة مقاطعات ريو دي لا بلاتا المتحدة لأول مرة تنازلات لصيد الفقمات وطيور البطريق لخوان بيدرو دي إجي.

## المنظمة الوطنية (1853-1880)
حكم خوتو خوسيه دي اوركيزا البلاد ولم يستطع مقاومة انفصال «دولة بوينس آيرس» عن باقي المقاطعات. وفي 1853 بعد الانفصال المذكور سابقاً تجمعت المقاطعات الثلاثة عشر لتكوين المجلس التأسيسي في سانتا فيه وهم : كاتاماركا، وكوردوبا، وكورينتس، وانتري ريوس، وخوخوي، ولاريوخا، ومندوزا، وسالتا، وسان خوان، وسان لويس، وسانتا فيه، وسانتياجو ديل استيرو، وتوكومان. حيث صدر دستور 1853 الذي أسَس الجمهورية الأرجنتينية والتي عـُرفت أيضاً حتى 1860 بالكونفدرالية الأرجنتينية استناداً إلى المبادئ الجمهورية واليبرالية والفدرالية مُتبعين خطوات خوان باوتيستا البيردي. لم يتم التمثيل السياسي لسكان باقي المناطق التي لم يـُعترف بها كمقاطعات حتى القرن 20 وتييرا ديل فويغو في 1991. هم: مسيونس، ولا تشاكا، وتشاكو، وفورموسا، ونيوكين، وريو نيجرو، تشوبوت، وسانتا كروز. ومن جانب مقاطعة بوينس آيرس ظلت منفصلة حتى 1860. وفي الانتخابات الرئاسية لعام 1856 انـُتخب اوركيزا ليكون رئيساً للكونفدرالية.
تأثر اقتصاد المقاطعات مع عدم وجود ميناء تجاري في مقاطعة نائية مثل بوينس آيرس ولذلك لزم توحيد البلاد عسكرياً. وبالفعل تم ذلك بعد حرب سيبيدا (1859) وبافون (1861)، ومنذ ذلك الحين اعتزل اوركيزا السياسة.
يُطلق اسم الفترات الرئاسية التاريخية على ثلاث فترات رئاسية جاءت بعد صدور دستور 1853 خلال 18 سنة منذ 1862 حتى 1880
في 1862 اعتلي حاكم بوينس آيرس، بارتلوميه ميتري منصب أول رئيس دستوري للأرجنتين المتحدة. بدأ سياسية تصحيحية، حيث سن قوانين مهمة وشجع الهجرة الداخلية والتعليم. وقاوم بيد من حديد زعماء المقاطعات خاصة بنيالوزا. اتحدت الأرجنتين مع البرازيل وأوروجواي لهزيمة باراجواي التي استولت على مقاطعة كورينتس في حرب الحلف الثلاثي. أعُتقد أن ذلك الصراع سوف ينتهي سريعاً ولكن في 1870 بعد ستة أعوام دُمرت باراجواي وراح ضحيته 30 ألف جندياً أرجنتينياً.

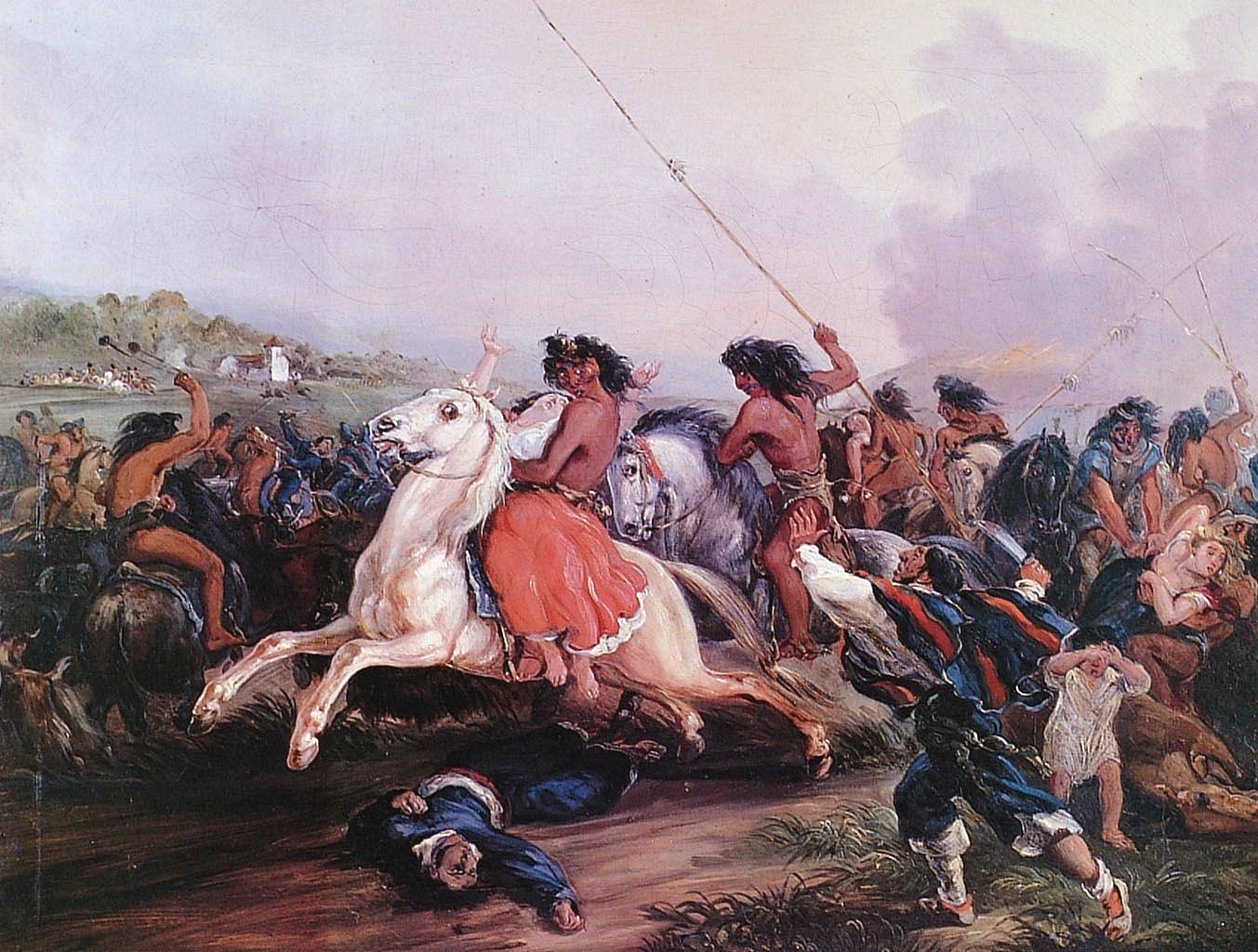
لوحة زيتية للرسام مارريسيو روخنداس تُسمي المالون.

تلاه دومينغو فاوستينو سارمينتو عام 1868 والذي أمر بأول تعداد للسكان، وشجع التعليم العام، والثقافة، والبرقيات. دخل في صراع مع زعماء فدراليين واستطاع هزيمتهم، ووقٌع على معاهدات دولية مهمة بعد الانتهاء من حرب الحلف الثلاثي. كما شجع الهجرة الأوروبية حتى القرن 20 حيث استقبلت الأرجنتين بين 1871 و 1915 ما يقارب من 5 ملايين مهاجر أوروبي من كافة المناطق المختلفة.
جاء بعده نيكولاس ابينادا في 1874 بسبب أزمة اقتصادية صغيرة اجتاحت البلاد، والذي تولي مهمة السيطرة على المناطق التي مازالت يحكمها اقبائل الأصلية. بالإضافة إلى تشجيعه للهجرة والصناعات الجديدة، على الرغم من الركود الاقتصادي الذي عاناه. استطاعت الحملة باي فرض السيطرة الأرجنتينية جنوب نهر سانتا كروز عام 1878، حيث كانت العلاقة شديدة الحساسية مع تشيلي.

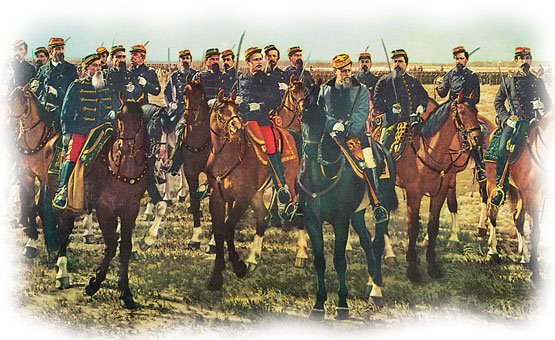
معركة غزو الصحراء 1878-1885

استطاعت الأرجنتين من خلال حرب عزو الصحراء سنة 1879 الاستيلاء على ملايين الهكتارات التابعة للقبائل الأصلية في سهول البامبا الغربية وشمال باتاغونيا. استطاع خوليو أرجنتينو روكا قائد تلك الحملة في التخلص من تهديد الغارات المفاجئة على الحدود القديمة مع القبائل الأصلية واستولى على بعض الأراضي الصغيرة أيضاً. بعد مضي سنين تم تطبيق نفس المنهج في الاستيلاء على أراضي تشاكا. وبهذه الطريقة استولت الحكومة على أكبر قدر من الأراضي الحدودية مع بلاد أخرى وبذلك استطاعت تقوية وحماية حدودها. مما أدى إلى انخفاض حد في عدد السكان الأصليين في المناطق المذكورة آنفاً.
اندلعت ثورة مركزية أخيرة في 1880، بسبب تزوير عام في الانتخابات في النصف الثاني من القرن 19، بقيادة كارلوس تيخيدور وبارتلوميه ميتري. ولكن تم كبح الثورة رسم النهاية للحروب الأهلية الأرجنتينية، مما أدى إلى صدور القانون الفدرالي والذي بواسطته أصبحت بوينس آيرس عاصمة فدرالية للبلاد.
اعتلى روكا كرسي الرئاسة حيث بدأ خطة إصلاح شاملة للمرافق العامة في كافة المقاطعات. توالت فترة ثلاثة عقود أو أكثر لوزارات محافظة وليبرالية مدعومة من قبل سياسات احتيالية وخاصة جداً في تاريخ الأرجنتين.

## الجمهورية المحافظة (1880-1916)
كان الحزب الوطني المستقل (PAN) يهيمن على الحياة السياسية في تلك الفترة حيث احتكر السلطة بناءً على انتخابات مزورة من خلال فرض نظام التصويت علناً ولمدة 25 سنة، ما عدا الجنرال خوليو أرخنتينو روكا.
توالي على كرسي الرئاسة كلاً من:
- خوليو أرخنتينو روكا
- ميجيل خواريز سلمان والذي استقال عام 1890 وتم خنقة بناءاً على رغبة الشعب في ثورة التي قامت بقيادة لياندرو. ن. الم، تم استبداله بكارلوس بيلجريني (1890-1892)
- لويس ساينز بنيا (1892-1895)
- خوسيه أباريستو أوريبورو (1895-1898)
- خوليو أرخنتينو روكا (1898-1904)
- مانويل كنتانا (1904-1906)
- خوسيه فيجوروا الكورتا (1906-1910)
- روكي ساينز بنيا (1910-1914)
- فكتوريا دي لا بلازا (1914-1916)

اتبعت الحكومة المحافظة نموذج الصادرات الزراعية الناجح نسبياً، مرتكزاً بشكل أساسي على نظام الأراضي الشاسعة التي يملكها سكان بوينس آيرس والعواصم البريطانية، والذي أدخل البلاد في نظام عالمي طبقته الإمبراطورية البريطانية في النصف الثاني من القرن 19. تحولت البامبا الأرجنتينية إلى مصدر لإنتاج السلع الخام الغذائية كاللحوم والحبوب للعمالة الأوروبية وخاصة البريطانية ويرجع السبب إلى التقسيم الدولي للعمل الذي جعل دول شمال أوروبا مسؤولة عن إنتاج السلع الصناعية.
تحقيقاً لهذه الغاية، قام ما يـُعرف بجيل 80 بتطبيق بعض التقنيات الحديثة في الزراعة وتنشئة الحيوانات، كذلك أنشاؤا شبكة سكة حديد وبوينس آيرس مركزاً لها، وأيضاً شجعوا على الهجرة الأوروبية بشكل كبير (1870-1930) حيث جاءت جموع هائلة من الأوروبيين معظمهم فلاحين إيطاليين وإسبان والذي ساهم في زيادة عدد السكان من 3.5% إلى 11.1% عام 1930.
اتجهت الاستثمارات خاصة البريطانية إلى المناطق التي بها سكك حديدية ومواني وثلاجات التبريد. تكدست الهجرة والأنشطة الاقتصادية في أطراف البلاد عن الوسط مما أدى إلى ثراء ورخاء بوينس آيرس.
تسببت هذه النماذج الاقتصادية إلى تراكم الثروات في أيدي الطبقة الأرستقراطية في بوينس آيرس وتباعدهم وإقصائهم عن الطبقة العاملة الفقيرة. مما أدى إلى تطور البلاد بشكل غير متماثل مع تأجيل تطوير المناطق الداخلية وهو مفهوم أطُلق على مناطق غير بوينس آيرس.
من الناحية الأخرى، فقد جاءت مفاهيم الاشتراكية والأناركية مع المهاجرين الذين آتوا والتي ظلت تحاربها وتكبح جماحها الحكومة وحتى حاولت منع دخولها إلى الأرجنتين.
حكم حزب (PAN) البلاد عن طريق التزوير الانتخابي حتى 1916 عندما أتاح تطبيق قانون ساينز بنيا حق الانتخاب السري للرجال قبل أربع سنوات فوز الاتحاد المدني الراديكالي برئاسة هيبوليتو يريجوين. ساعد الراديكليين، الذين لعبوا دوراً مهماً في قيام بعض المحاولات الثورية ضد النظام، في إنشاء وتوسيع الطبقة الوسطي في المجتمع الأرجنتيني.

### ثورة التسعينيات
قام الحزب المدني الراديكالي المـُشكل حديثاً بانقلاب الباركيه أو الحديقة برئاسة لياندرو ألم وبارتلومي ميتري وأرسطوبولو ديل بايه وبرناردو دي أريجوين وفرانشسكو باروتابينيا والمئات الأخرى على النظام القائم برئاسة ميجيل خواريز سلمان.

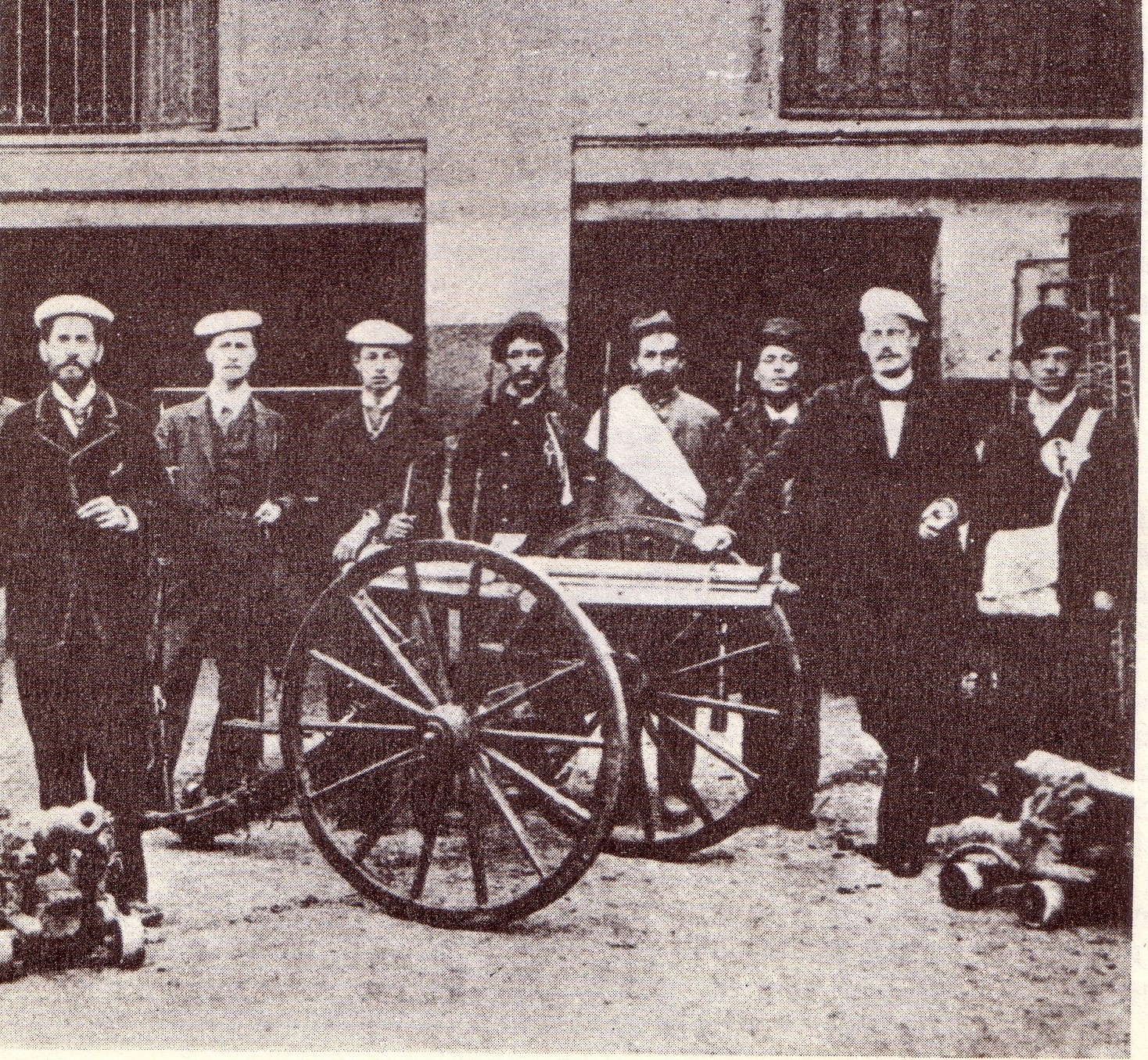
ثوار انقلاب الباركيه بجانب مدفع.

سبق الانقلاب أزمة اقتصادية خطيرة والتي ظلت لسنتين وكذلك ادعاءات بالفساد والاستبداد من قبل معارضيه. تم تشكيل المجلس العسكري الثوري المؤلف من 33 ضابط. من بينهم الملازم خوسيه فيلكس أوروبورو والذي سيترأس انقلاباً عسكرياً بعد 40 سنة والذي سيطيح بايبوليتو يريجوين.
تنص الخطة على تمركز قوات التمرد في حديقة أرتييرية وقصف الأسطول لبيت الرئاسة ومقر رتيرو. في حين تأخذ المليشيات الرئيس خواريز سلمان ونائبه بلجريني ووزير الدفاع الجنرال ليفايي ورئيس مجلس الشعب خوليو أرخنتينو روكا، ثم قطع خطوط سكك الحديد والتلغراف.
بدأت الانتفاضة في اليوم المُتفق عليه فجر 26 يوليو عام 1890. استولت مجموعة مدنية مسلحة على حديقة أرتييرية في مدينة بوينس آيرس، حيث اليوم يقع مبني المحكمة العليا، على بعد 900 متراً من مقر الرئاسة. وفي الوقت نفسه، اتجهت إلى المكان المذكور مجموعات متمردة أخرى. وبعد صراع دموي مسلح ثار السرب البحري في ميناء لا بوكا جنوب بيت الرئاسة. لاقت القوات الثورية دعم مدني من المليشيات المدنية المسلحة. وفي الجهة الأخرى تمركزت قوات الحكومة في مقر رتيرو في شمال شرق المدينة. فهناك يوجد مقر مهم للغاية في ما يـُعرف الآن بميدان سان مارتين ومحطة قطار رتيرو، حيث كانت تـُستخدم في جلب الفرق العسكرية من المقاطعات. ومكث في مقر رتيرو منذ السادسة صباحاً الشخصيات المهمة: الرئيس ميجيل خواريز سلمان، ونائبه كارلوس بليجريني، ورئيس مجلس الشعب خوليو أرخنتينو روكا، ووزير الدفاع الجنرال نيكولاس ليفايي الذي سيقود الفرق العسكرية التي مازلت منتمية له، وأخيراً رئيس الشرطة العقيد ألبرتو كابديبيلا.
وبمجرد وجود النظام الحاكم في مقر رتيرو، رحل خواريز سلمان بوينس آيرس بناءً على نصيحة بليجريني وروكا والذين استولوا على الحكم من بعده.
حين تمركزت القوات الثورية في أرتييرية، استبدل الجنرال مانويل خ. كامبوس الخطة المـُتفق عليها مُسبقاً ولم يهاجم على بيت الرئاسة وسيتلي عليه بل أمر الفرق بالمكوث مكانهم. يفسر المؤرخون ما حصل على إنه تم الاتفاق بشكل سري بين الجنرال وروكا. حيث يدعم الأخير الانقلاب ضد سلمان ولكن يمنع نصر المتمردين الذين اختاروا لياندرو ألم رئيساً مؤقتاً لهم.
تواجدالأسطول المتمرد خلف بيت الرئاسة حيث بدأ بالقصف عشوائياً على مقر رتيرو والشرطة والمنطقة المحيطة في جنوب المدينة وبيت الرئاسة. استمر الصراع حتى 29 يوليو حين استسلم المتمردون بشرط عدم النيل منهم لاحقاً. لم يتم تعداد ضحايا ثورة التسعين حتى الآن. حيث تفيد مصادر متعددة إنهم بين 150 إلى 300 ضحية أو 1500 بشكل غير رسمي من بينهم ضحايا وجرحى. في 6 أغسطس عام 1890، استقال سلمان وتم استبداله بنائبه بليجريني، الذي عين روكا وزيراً للداخلية، حيث دعم الانقلاب الفاشل موقفه السياسي.

### الثورة الراديكالية عام 1905
أحل هيبوليتو يريغوين لجنة حزب الراديكالي المدني في مقاطعة بوينس آيرس بسبب اختلاف مع برناردينو دي أريغوين. مما أدى إلى تشكيل نواة من الراديكاليين (المتطرفين) ويرأسهم هيبوليتو يريغوين، الذي شرع في 1903 في إعادة تنظيم الحزب وإنشائه من جديد. أعلنت اللجنة الوطنية للحزب في 29 فبراير 1904 الامتناع عن التصويت في كل أنحاء البلاد في الانتخابات مجلس الشعب والرئاسية ونائب الرئيس، وأعلنت الكفاح المسلح. وكان يتولى الحكومة مانويل كينتانا، ممثل الحزب الوطني المستقل.
اندلعت الانتفاضة المسلحة في العاصمة الفدرالية بوينس آيرس وكامبو دي مايو وباهيا بلانكا ومندوزا وكوردوبا سانتا فيه، بهدف الإطاحة بالسلطات والتي كانت على علم بتلك المؤامرة، فأعلنت حالة الطوارئ في البلاد لمدة 90 يوماً.
لم يستطع الانقلابيين السيطرة على الترسانة الحربية في بوينس آيرس عندما نقل، الجنرال كارلوس سميث، رئيس أركان الجيش الجنود المواليين لليريجويين. ومن الناحية الأخرى استطاعت القوات الموالية استرجاع أقسام الشرطة التي أخُذت عنوة والمناطق الثورية. وفي كوردوبا أسر المتمردون نائب الرئيس خوسيه فيجوروا الكورتا وهددوا بقتله إن لم يتنازل مانويل كينتانا عن كرسي الرئاسة. ولكن لم ينـُفذ كلاً من التهديد ولا التنازل. فأسروا النائب خوليو أرخنتينو باسكوال روكا وفرانشسكوا خوليان بيازلي، رئيس الشرطة السابق، ولم يستطيعوا أسر نائب الرئيس خوليو أرخنتينو روكا لهربه السريع إلى سانتياجو ديل إستيرو.
أخذ المتمردون 300,000 بيسو من البنك الوطني وهاجموا الثكنات التي كان الملازم بايسيليو برتنيه يدافع عنها. لم تـُلقي القوات المتمردة في باهيا بلانكا أو حتى في أماكن أخرى أي دعم أو صدى لقضيتهم. واستمروا في المقاومة في مندوزا وكوردوبا حتى 8 فبراير. تم هزيمة تلك القوات وإخماد نيرانها ومحاكمتهم بعقوبات لا تقل عن 8 سنوات وأوُرسلوا إلى سجن أوشوايا.

### 1910: مئوية ثورة مايو

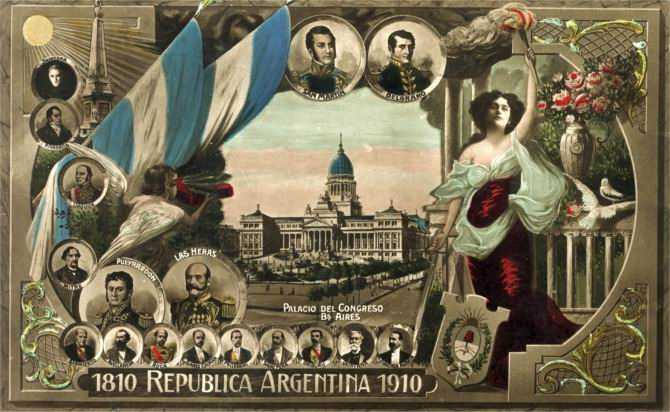
بريد تذكاري لثورة مايو 1910

كان 1910 هو عام إخفاقات والإنجازات الفاشلة لجيل 80. ويوافق ال25 من مايو عام 1910 الذكري المائة لثورة مايو حيث كانت خطوة مبدائية في طريق الاستقلال. قررت الحكومة برئاسة خوسيه فجوروا الكورتا تنظيم الاحتفالات لها كحدث عالمي يحضره كبار الشخصيات.
وصل إلى بوينس آيرس كل من إيزبيلا أميرة إسبانيا، وبيدرو مونت رئيس تشيلي، وممثلين عن مختلف البلدان. ولكن تغيبوا رؤساء بوليفيا والبرازيل نظراً للعلاقات الدبلوماسية السيئة مع الأرجنتين.
كانت بوينس آيرس هي تمركز لكل الاحتفالات المـُنظمة من قبل الحكومة وأفراد ينطوي عليهم السمات الثقافية وعسكريين وطلاب علم وحتى من الجاليات الأجنبية. وقد أجُريت عروض عسكرية ومظاهر مدنية واحتفال في مسرح كولمبوس. أنُشأت النصب التذكارية وتم استئناف بناء المجلس والمحكمة العليا.
نُظمت المؤتمرات الدولية وعرض للفنون الجميلة. ونشرت صحف كثيرة عن ذلك الحدث منها جريدة لا ناثيون كانت الأهم. وفي يوم 25 مايو، سارت مجموعة من الطلاب إلى ريو دي لا بلاتا لمشاهدة شروق الشمس. في الصباح في ميدان مايو تم وضع حجر الأساس للنصب التذكاري لثورة مايو. وفي ميدان المجلس اجتمع الطلاب. وفي الثالثة ظهراً أقُيم عرض عسكري.
من الناحية الأخرى أعربت النقابات عن استيائها إزاء حالة عد المساواة الاجتماعية والاقتصادية. تأثراً بأفكار الاشتراكية والنقابية الثورية والأناركية، نظمت الاتحادات العمالية الإقليمية الأرجنتينية (CORA) و (FORA) احتجاجات وهددوا بالإضراب العام. حيث كانت مطالبهم إلغاء قانون الإقامة الذي يخول الدولة ترحيل الأجانب دون اتباع الإجراءات القانونية الواجبة. فرضت الحكومة حالة الطوارئ وهاجمت الشرطة المتظاهرين. فتفتت الأحزاب العمالية ولم ينجح الاحتجاج.
اختلفت أوجه النظر في تفسير الاحتفال المئوي الكبير، فبالنسبة للطبقة الاجتماعية الرفيعة فقد رأته كدليل مستمراً لسنين عدة على القوة والعظمة في وجه الأوروبيين ولكن بالنسبة للطبقة المطحونة فرأته كترف أرستقراطي.

### مشاركة الأرجنتين في استكشاف القطب الجنوبي والاحتلال الدائم له
سافر القائد الأرجنتيني لويس بيدرابوينا على متن مركب ويليام سمايلي إلى القطب الجنوبي كصبي سفينة ليتعلم كيف يكون بحار.
استكشفت الحملة الأرجنتينية لأراضي وبحار الجنوب عام 1881 بقيادة الملازم البحار الإيطالي جياكومو بوفي، تييرا دي فويجو حتى غرقت سفينته. وفشلت حملة الروماني خوليو بوبر خلال فترة تجنيده لموته عام 1893.
أذن الرئيس الأرجنتيني لويس ساينز بنيا للويس نيوماير في 29 ديسمبر عام 1894 باستكشاف المنطقة الواقعة جنوب باتاغونيا حيث يـُطلق عليها تييرا دي جراند وهي شبه الجزيرة القطبية الجنوبية، مع عدم فرض أي نوع من الاستغلال. ولكن لم تـُحقق الحملة.
تم حصار البعثة البلجيكية بقيادة أدريان دي جيرلاش وشارك فيها روال أموندسن بين 1897 و1899 لقضاء الشتاء في القارة القطبية لإحاطة الجليد بهم من كل مكان.

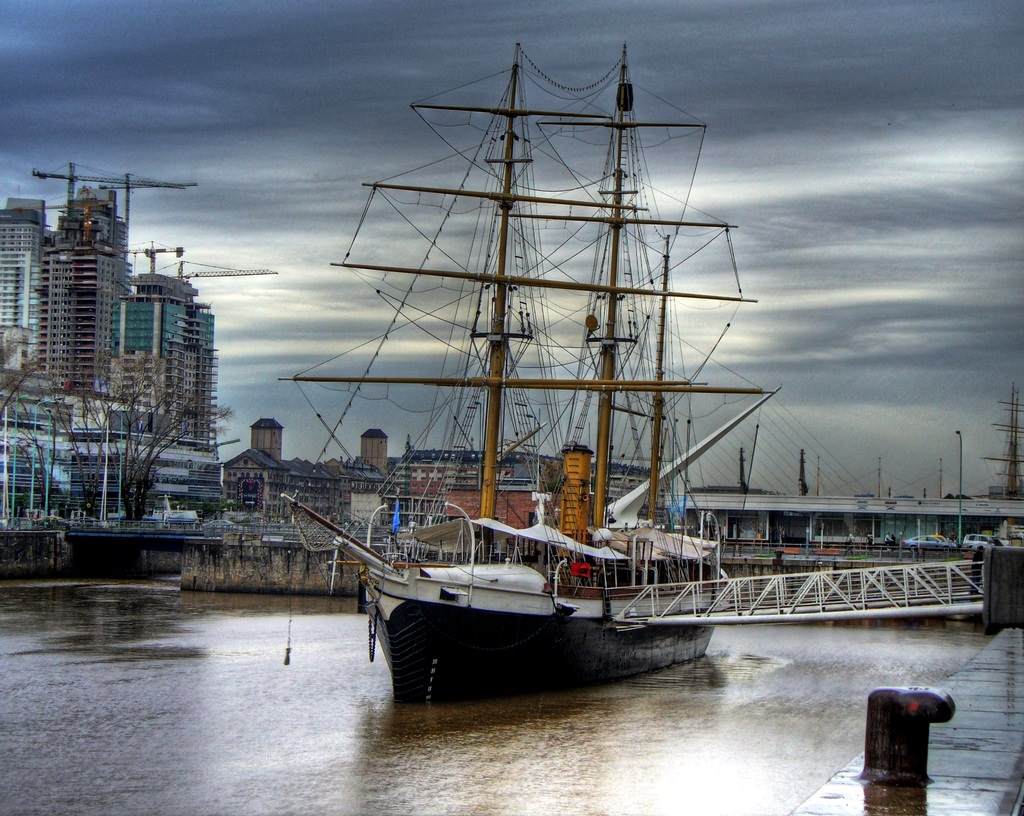
السفينة الحربية إيه آر إيه أوروجواي.

قررت الحكومة الأرجنتينية في 10 أكتوبر 1900 الانضمام للقوي الدولية المكونة من حملات عديدة لاستكشاف القطب الجنوبي، ولكن البعثة الأجنتينية لم تذهب قط ولكن قدمت الدعم إلى البعثة السويدية بقيادة أتوتو نوردنسكجولد. في مقابل انضمام بحار أرجنتيني للبعثة وتسليمه البيانات العلمية والمجموعات الحيوانية التي يجمعها. في طريقه لبوينس آيرس ركب حامل الراية خوسيه ماريا سوبرال على بوكيه انتاركاتك في 21 ديسمبر 1901. أرسلت الحكومة الأرجنتينية السفينة الحربية إيه آر إيه أوروجواي، للبحث عن البعثة التي لم يسمعوا عنها خبر منذ إبحارها، بقيادة الملازم خوليان أريزار في 8 أكتوبر عام 1903. وبالفعل أنقذوا أعضاء البعثة الذين حوصروا بالانهيار الجليدي.

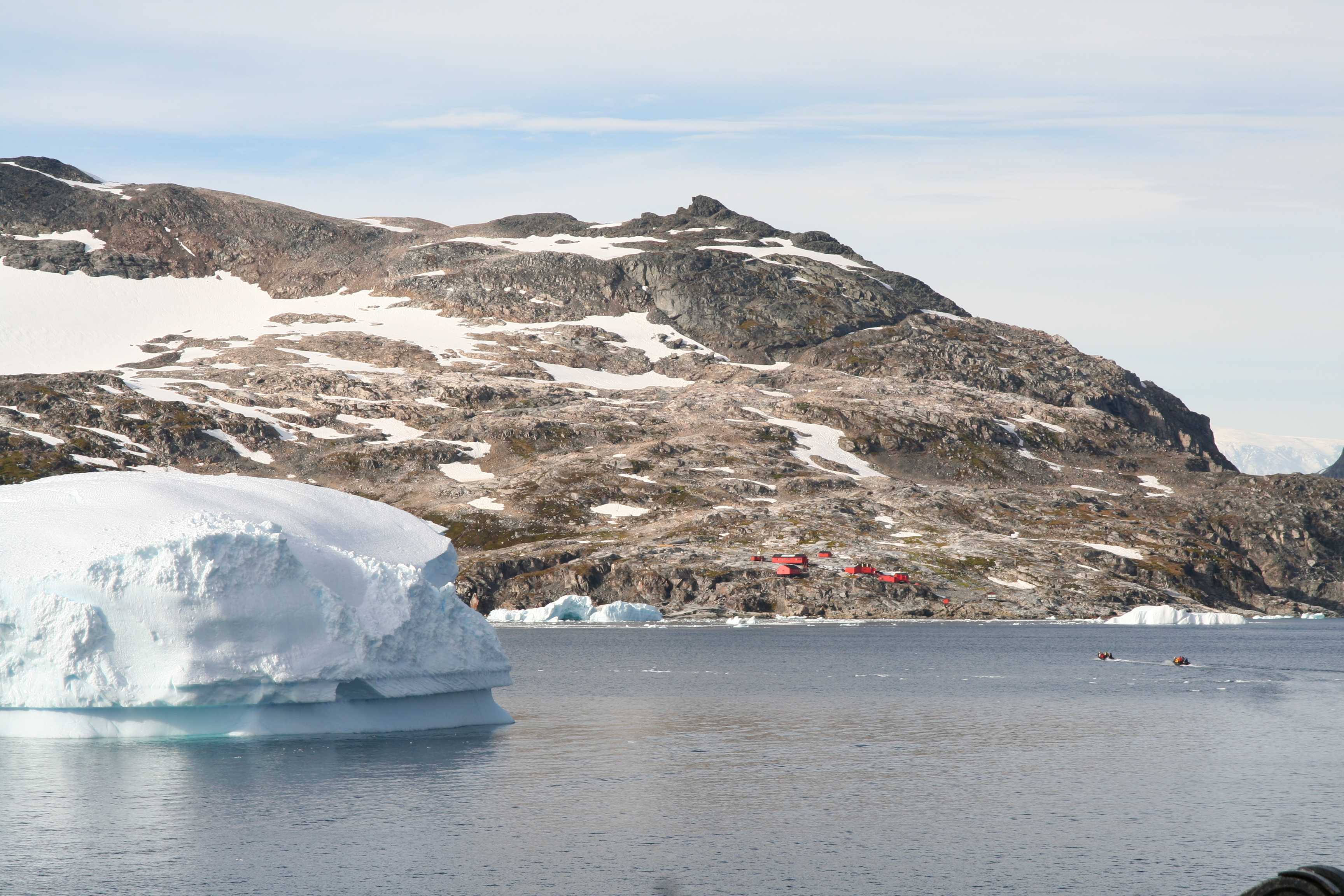
قاعدة بريمابيرا في شبه الجزيرة القطبية الجنوبية.

بني الإسكتلندي ويليام سبيرز بروس محطة فلكية أرجنتينية في جزيرة لاوريي دي لاس أوركاداس الجنوبية، والتي مكث فيها ستة رجال يكتبون الملاحظات العلمية. بها أيضاً تم تركيب مرصد جوي وبجانبه مكتب بريد. وفي يوم 22 فبراير 1904، تم رفع العلم الأرجنتيني لأول مرة في قطاع القطب الجنوبي من قبل هيوجو ألبرتو أكونيا، الموظف في الشركة الرسمية الأرجنتينية للبريد والبرق. فكان ذلك المرصد هو أقدم منشأة قائمة حتى الآن في القطب الجنوبي.
رجعت السفينة أيه آر إيه أوروجواي إلى القطب الجنوبي عام 1905 حيث أبحر من ميناء بوينس آيرس يوم 10 ديسمبر عام 1904 لاستكشاف اوركاداس الجنوبية والتوجه إلى جزيرة ديسبسيون ثم جزيرة فينكي بحثاً عن جان باتيست شاركو والذي فـُقدت بعثته (1903-1905). عمٌد شاركو مجموعة من الجزر وأسماهم الجزر الأرجنتينية كنوع من الشكر والتقدير. وأسمى واحدة منهن بجزيرة جاليندز تكريماً للقائد السفينة إسماعيل جاليندز وأخرى بجزيرة أوروجواي تكريماً للسفينة الأرجنتينية.
قررت الحكومة الأرجنتينية جمع إضافة مرصدين مناخيين في جزيرة جورجيا الجنوبية وفي جزيرة فاندال، على ما يمتلكونه في جزيرة لاوريي. رحلت البعثة بقيادة الملازم البحار لورنزو سابوريدو في سفينة أورسترال عن بوينس آيرس حيث يجب عليها تثبيت المرصد في الميناء حيث قضي شاركو شتاء 1904 في جزيرة فاندال (الآن جزيرة بوث) والتي كانت سابقاً تم شراءها لشاركو باسم لو فرنسيه عندما سافر إلى بوينس آيرس في فبراير في نفس السنة.
بعد استكشاف الأوركاداس، رجع إلى بوينس آيرس دون الذهاب إلى جزيرة فاندال. في محاولة جديدة في 22 ديسمبر 1906 بقيادة الملازم البحار أرتورو سليري تحطمت السفينة وغرقت في البانكو أورتيز في ريو دي لا بلاتا، ولم يتم بناء المرصد قط.
في يونيو 1905، قامت سفينة جوارديا ناثيونال، التابعة للحرس الوطني، بقيادة الملازم البحار ألفريدو ب. لاماس بهمة بناء المرصد في جورجيا الجنوبية في باهيا كامبرلاند والتي أطلقوا عليها فيما بعد باهيا جوارديا ناثيونال.
أصدرت تشيلي مرسوم في 27 فبراير 1906 أتاحت لكلاً من انريكي فابري ودومينغو دي تورو هيريرا الاستغلال الصناعي للموارد الزراعية والسمكية في جزر دييجو راميرز، وشتلاند الجنوبية، وجورجيا الجنوبية، وتييرا دي جرهام (تييرا دي أوجنز/سان مارتين) وأيضاً وُكل لهم مهمة استلام وحفظ المصالح السيادية للتشيلي في المنطقة. اعترضت الأرجنتين رسمياً في 10 يونيو 1906 على تلك الأفعال، وفي السنة التالية دعت تشيلي الحكومة الأرجنتينية للتفاوض على اتفاقية لتقسيم الجزر والقارة القطبية الأمريكية. لم توافق الأرجنتين.
أعلنت رسمياً المملكة المتحدة في 21 يوليو عام 1908 سيادتها على كل الأراضي الواقعة من خط طول 20 درجة إلى 80 درجة جنوباً وخط عرض 50 جنوباً. وتغير في 1917 إلى خط عرض 58 درجة جنوباً لضم جزء من باتاغونيا.

## التطرف في السلطة (1916-1930)

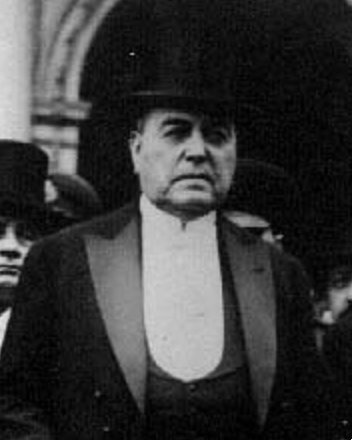
يُعتبر هيبوليتو يريغوين أول رئيس أرجنتيني يُنتخب عن طريق التصويت السري.

اتضح مع وصول الراديكالية (التطرف) إلى الحكم أن لديها أكثر من مجرد برنامج رئاسي. فكانت ذو مبادئ: القضية ضد النظام، والتعويض التاريخي، والانتعاش الأخلاقي واحترام الفيدرالية.
نجد بين المبادئ التي رستها «القضية ضد النظام». فأما القضية فهي القضية الراديكالية ذو مفاهيم مشرفة، كعدم التزوير الاقتراعي، وإعادة تنظيم البلاد، والديمقراطية، واحترام الدستور والقوانين. فأما النظام فهو الحزب الوطني المستقل (PAN)، ضد ذلك النظام الفاسد، والظالم، إلخ تأتي القضية الاتحاد المدني الراديكالي (UCR) لتصلح الأضرار التي سببتها (PAN). أما عن التعويض التاريخي فمعناه أن الحكومة لن تأتي إلا لتصلح ما ارتكبه السابقون.

### أول حكومة هيبوليتو يريغوين (1916-1922)
تولي هيبوليتو يريغوين، المعروف أيضاً بالمـُشعر نظراً لانطوائه الشديد، الرئاسة عام 1916 بفضل قانون ساينز بنيا للاقتراع السري للرجال. ومعها تبدأ الفترة الرئاسية الراديكالية التي تبدأ من 1916 حتى 1930 حيث وقع الانقلاب العسكري الأول الأرجنتيني.
حاول تغيير النظام القائم ولكن لم ينجح، حيث تم الاعتراض على كل مقترحاته من قبل أغلبية أعضاء مجلس الشعب الذين ينتمون إلى الأحزاب المحافظة. ولذلك أصدر مراسم عدة وقرر التدخل في شؤون جميع المقاطعات نظراً لخبرته السابقة. وعلى الرغم من أن فترة رئاسته كانت تتميز بحرية الصحافة، والتعبير، والفعل، والسياسة، فقد لطخ تاريخه السياسي القمع وإعدام العمال في باتاغونيا (أطُلق عليه باتاغونيا الثائرة) وحوادث بوينس آيرس ومظاهرات عمالية وقطاعات قومية أخرى معروفين بالأسبوع المأساوي.
من أهم أعمال يريغوين هو تصليح التعليم الجامعي عام 1918 لجعل الجامعات أكثر ديمقراطية والذي تبنته بلدان أخري. لقد أثرت الحرب العالمية الأولي تأثيراً اقصادياً على الأرجنتين، بسبب القيود المفروضة على لسوق العالمية. ولكن تبرز صناعة النسيج والبترول مع نشأة (YPF) أو حقول النفط المالية. وظهرت أيضاً قطاعات من المجتمع والتي كانت مهمشة قبلاً في حكم المحافظين.

### حكومة مارسيلو ت. دي البيار (1922-1928)

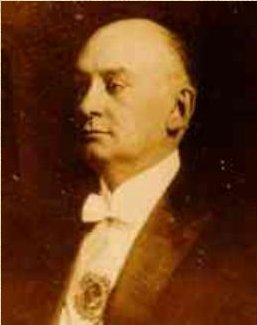
مارسيلو ت. البيار

قامت الانتخابات الرئاسية يوم 2 أبريل 1922، حيث فاز الاتحاد المدني الراديكالي ب450،000 صوتاً، وفاز الحزب الوطني التابع للمحافظين ب200،000 صوتاً، أما الحزب الاشتراكي والحزب التقدمي الديمقراطي فقد حصل كلاً منها على 75,000 صوتاً.
يعد مارسيلو ت. البيار رجلاً من الطبقة الاجتماعية العالية، ذو فترة رئاسية مختلفة حتى عن هيبوليتو يريغوين.
أضعفت التحولات الاقتصادية والاجتماعية والسياسية فترة حكم يريغوين عندما لم تـُعكس بشكل مباشر كحالة التصليح التعليم الجامعي أو عندما اعترض الرئيس البيار على مشروع مد فترة التقاعد لقطاعات واسعة من العمال والذي واجهه الحركات النقابية. ولكن ذاك لم يمنعه على الرغم من إرسال الحكومة لمشروع تأميم البترول للمجلس لم يـُوافق عليه قط.
أدت تلك الاختلافات إلى مواجهة بين البيار ويريغوين وأيضاً بسبب اختلافات داخلية في الحزب المدني الراديكالي بين مؤيدين يريغوين ومعارضيه. فكل قطاع منهم يمثلهم رئيساً مختلفاً. فمعارضيه يمثلهم ليوبولدو ميلو وفيسنتي جايو، أما مؤيدينه يمثلهم يريغوين وفرانشسكو بيرو.
وقامت الانتخابات أول يوم في أبريل 1928 فكانت النتيجة:
- حصل الحزب المدني الراديكالي المؤيد (يريغوين): 838.583 صوتاً
- حصل الحزب المدني الراديكالي المعارض (ميلو): 410.026 صوتاً
- حصل الحزب الشيوعي (خوستو): 64.985 صوتاً
- حصل الحزب التقدمي الديمقراطي: 14.173 صوتاً
- حصل الحزب الاشتراكي الأرجنتيني: 7.658 صوتاً
- حصل الحزب الاشتراكي لجمهورية الأرجنتين (خوسيه فرناندو بنيلون): 5.475 صوتاً

فكان فوز مؤيدي يريغوين ساحقاً.

### الحكومة الثانية لهيبوليتو يريغوين (1928-1930)
تولي يريغوين الرئاسة ثانية في 12 أكتوبر عام 1928، يليها بعام الكساد العالمي الكبير. ولم تستطع سياسة يريغوين الاستجابة لتلك الكارثة.
يقول المؤرخ الراديكالي فيلكس لونا:
| تاريخ الأرجنتين | يرجع إفلاس الحكومة الراديكالية إلى إفلاس النظام نفسه | تاريخ الأرجنتين |

ولٌدت الصراعات الداخلية في الأحزاب الراديكالية عداء سياسي كبير.

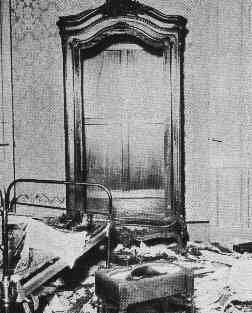
تخريب بيت يريغوين من قبل المظاهرات

أمر يريغوين التدخل في مقاطعات مندوزا وسان خوان الذين كانوا تحت سيطرة حركات راديكالية منشقة مثل اللنسينية في أول مقاطعة ويرجع الاسم إلى كارلوس واشنطن لنسيناس، والحزب المدني الراديكالي المانع في ثاني مقاطعة. تلاها اغتيال عضو مجلش الشعب المندوزي لنسيناس. فأثارت الجريمة ضجة هائلة. مما نتج عن محاولة اغتيال يريغوين عند خروجه من بيته للذهاب لمقر الحكم. بدأت 1930 باغتيال لمعارض أخر يـُسمي مانويل اجناسيو كاستيان، محامي للحزب المانع، في مقاطعة تديرها الحكومة. أصبح شيئاً مألوفاً رؤية انتقاد لاذع للرئيس لاستبداده وعدم كفاءته في آراء الطلاب والسياسيين والعسكرين والمدنيين وكفة قطاعات الصحافة.
تمت الانتخابات البرلمانية في 2 مارس هـُزمت الأحزاب الراديكالية شر هزيمة في بوينس آيرس بفارق 1000 صوت، حيث تخطاها الحزب الشيوعي وحصل على 84,000 صوت وتخطاه الحزب الشيوعي المستقل وحصل على 100,000 صوت. فكان إجمالي الأصوات لصالح لمعارضة 695,000 صوت، يقابله 655,000 صوت لصالح الحكومة.
أثرت الأزمة العالمية على اقتصاد الأرجنتين بشكل كبير، ويرجع لسبب إلى اعتمادها على المنتجات الخام اللازمة للزراعة من أسواق تم غلقها. فأصبح موقف الراديكالية مريع وشائك وبلا اتقاف مع المعارضة.
كان أهم قرار أؤخذ في حكومة يريغوين الثانية هو قرار الجنرال انريكي موسكوني، مدير شركة أو حقول النفط المالية، بالتدخل في سوق النفط بغرض تثبيت سعره وإلغاء الاحتكار. وبالكاد مر 37 يوم حدث انقلاباً عسكرياً، مما جعل المؤرخون يربطون بين القرار والانقلاب.
أسقط الجنرال خوسيه فيلكس اوريبورو الحكومة الدستورية في 6 سبتمبر 1930 معلناً عن سلسلة انقلابات عسكرية في الأرجنتين وحكومات عسكرية ستمتد حتى 1983، مانعاً أي محاولة للاقتراع الشعبي.

### الدفاع عن سيادة الأرجنتين في قطاع القطب الجنوبي
في عشرينيات القرن الماضي حاول المهندس المدني خوسيه مانويل مونيتا، الذي ذهب مع البعثات المرسلة إلى جزر الاوركاداس الجنوبية في 1923 و 1925 و 1927 و 1929، نشر الوعي عن حقوق الأرجنتين في القطب الجنوبي، وكتب رحلاته تلك في كتاب أربعة سنوات في جزر الاوركاداس الجنوبية. وأيضاً كسياسي فتولي المناصب المتعلقة بالقطب الجنوبي نيابة عن دولة الأرجنتين.
في النصف الأول من القرن العشرين نشر من خلال منشورات مطبوعة وأفلام بدائية الصنع عن أهمية السيادة الأرجنتينية في القطب الجنوبي.
تم افتتاح أول مكتب برقيات في جزر الاوركاداس الجنوبية في 30 مارس عام 1927.

أبلغ المدير العام للبريد والبرقيات لدولة الأرجنتين المكتب الدولي للاتحاد البريدي العالمي في 15 ديسمبر 1927: 
| تاريخ الأرجنتين | (...) تمتد السيادة الإقليمية الأرجنتينية على أرض الواقع إلى الجزر الواقعة على الساحل البحري وهي جزء من تييرا ديل فويغو و أرخبيلات الدول وانيو نويفو و جورجيا الجنوبية و اوركاداس الجنوبية و الأراضي الغير محددة بعد. أما قانونياً لا تستيطع إدارتها بسبب الإحتلال من قبل بريطانيا العظمي وينطبق الأمر ذاته على جزر الفوكلاند. | تاريخ الأرجنتين |

## العِقد السئ

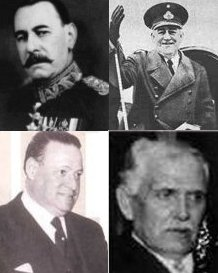
صور لرؤساء تلك الفترة: اوريبورو، و خوستو، و اورتيز، و كاستيا.

يبدأ هذا العقد في السادس من سبتمبر عام 1930 مع الانقلاب العسكري الذي يرأسه الجنرال المهيمن القومي الكاثوليكي خوسيه فيلكس اوربورو الذي أسقط الرئيس هيبوليتو يريغوين التابع للاتحاد المدني الراديكالي والذي تم انتخابه بشكل ديمقراطي لتولي فترته الرئاسية الثانية عام 1928. حظرت الحكومة على ذاك الحزب الانخراط في العمل السياسي، ونظمت حل انتخابي مزور بواسطة القوي المسلحة والتي أدت إلى احتيال وفساد من قبل حكومات محافظة متوالية والتي تمت إدارتهم بواسطة اتحاد التوافق الموقع بين الحزب القومي الديمقراطي (ويـُعرف أيضاً بالحزب المحافظ) والحزب المدني الراديكالي المعارض والحزب الشيوعي المستقل والذي حكم البلاد حتى 1943. وتتميز تلك الفترة بظهور نموذج اقتصادي جديد يـُسمي التصنيع لاستبدال الواردات.

### أحداث ما قبل انقلاب 6 سبتمبر عام 1930
اندلعت الثورة البلشفية التي أنشأت الاتحاد السوفيتي تأثراً بمبادئ الاشتراكية بعد الحرب العالمية الأولي. فقد انقسمت الحركة الشيوعية عندما ساعد قادة الأحزاب الديمقراطية الاجتماعية في الحرب العالمية في حين كون المؤيدون للثورة البلشفية عام 1917 الأحزاب الاشتراكية في أغلب البلاد الصناعية وحتى غير الصناعية.
تم توقيع معاهدة فرساي بعد الحرب العالمية الأولي وأنُشأت منظمة العمل الدولية التي ضمت حكومات ونقابات ومنظمات لأصحاب العمل، وفرضت عقوبات اقتصادية على ألمانيا والتي أدت إلى حدوث أزمة اقتصادية وإنسانية في ذاك البلد. من بين النتائج الاقتصادية،انتفاضة سبارتاكوس في يناير 1919. وفي بافاريا أسقط الاشتراكيون الحكومة وأسسوا الجمهورية السوفيتية البافارية والتي مكثت عدة أسابيع في 1919. كتلك الجمهورية كالأخريات في باقي المقاطعات الألمانية، والتي لم يُكتب لها الأجل الطويل، وكذلك الحكومة السوفيتية في المجر بقيادة بيلا كون في 1919.

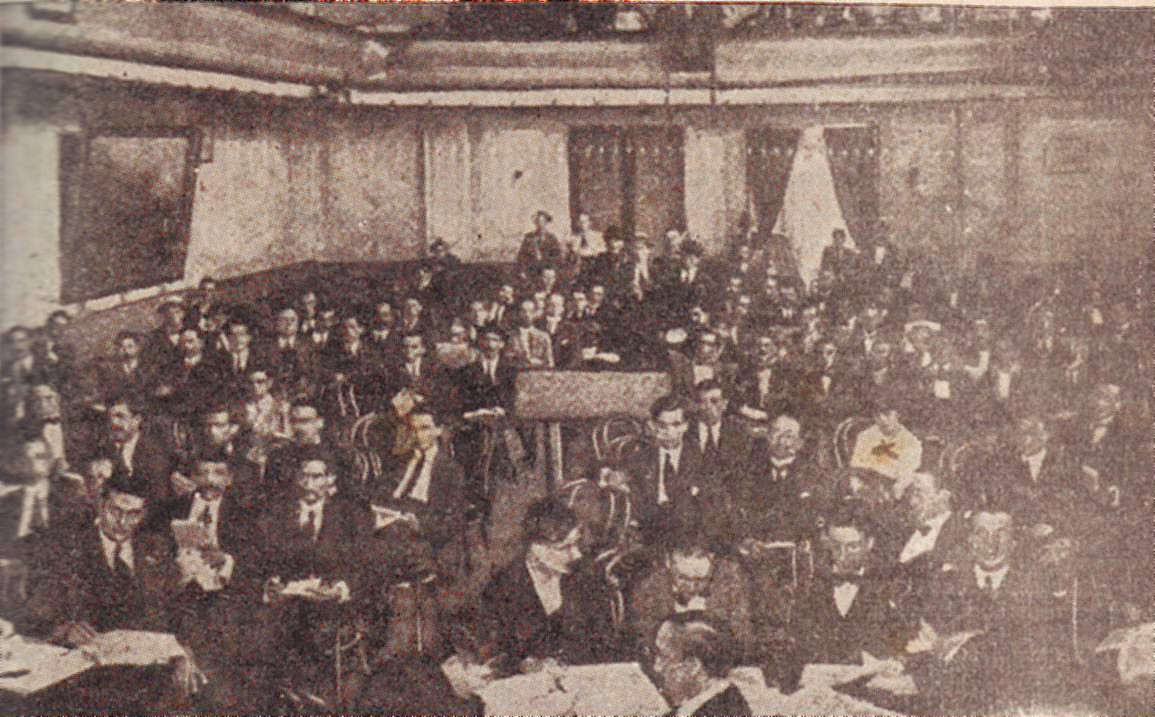
المجلس المؤسس للحزب الاشتراكي الأرجنتيني في يناير عام 1918.

كانت لثورة أكتوبر 1917 دوراً تنشيطياً للحركة العمالية الأرجنتينية.[بحاجة لمصدر] رأي مؤرخون أخرون أن الثورة البلشفية لم يكن لها تأثير على الأرجنتين، في حين أن قيام النظام الديمقراطي عام 1916 وسياسة يريغوين للحوار السياسي شجعوا على نمو العمل النقابي للتداول المنظم في الانعقاد التاسع لمجلس الاتحاد الإقليمي العمالي الأرجنتيني (FORA). حيث رفع المجلس عدد النقابات التابعة لها من 51 سنة 1915 إلى 350 سنة 1918. وافق الأناركيون بالإجماع على هذا القرار ولكن سرعان ما تجلي الموقف النقدي. فمنذ 1920 تجنب الأناركيون سياسة لنين، ما عدا حفنة صغيرة تسمي الأناركية البلشفية، ظلت تحرر بعض الصحف مثل بانديرا روخا، وفرنتي بروليتاريو، وفرنتي أونيكو، وإل سول..إلخ. وطدت الراديكالية من جانبها علاقتها مع النقابات الثورية، خاصة الفدرالية العمالية البحرية (FOM) والفدرالية العمالية للسكك الحديدية (FOF) والتي جمعت نصف العمال النقابيين في البلاد.

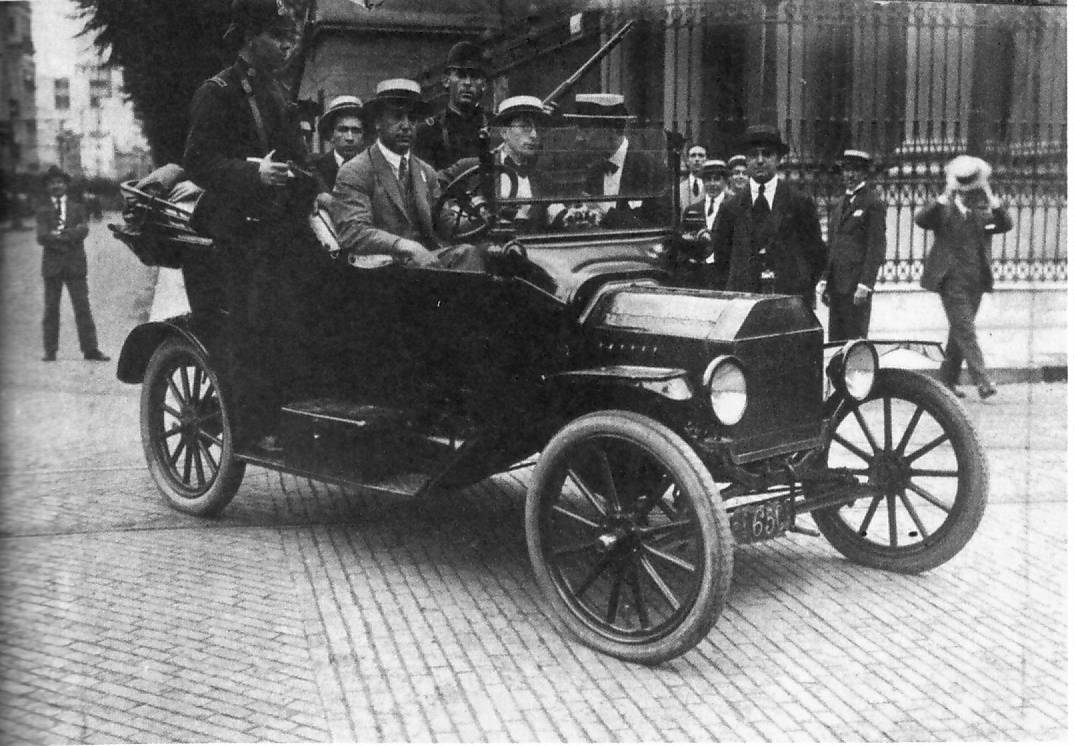
عصابة من المنظمة الفاشية الشبه عسكرية من الاتحاد الوطني الأرجنتيني. كان لهم تدخل قوي في البوغروم والإسبوع المأسوي في 1919.

أنُشأ في الأرجنتين الحزب الاشتراكي عام 1918. ومنذ نشأته اتبع سياسة الحزب الاشتراكي للاتحاد السوفيتي، داعماً مبادراته. أدي هذا الانحياز للحزب الاشتراكي في الفترة الستالينية إلى إثارة حفيظة بعض الأحزاب اليسارية. وعلى مدار العقد العشرين حدث بعض الانشقاقات مثل لوس فرنتيستاس 1923 ولوس تشيسبيستاس (ما قبل تروتسكي) 1925 وأيضاً في الحزب الموالي لخوسيه فرناندو بنيلون ونيكولاي بوخارين في 1928، مما أدى إلى رجوع بعض الأحزاب المهمة في المجلس الثامن للحزب الاشتراكي الأرجنتيني في تلك السنة.
تم تشكيل منظمات يمينة شبه عسكرية بتمويل الشركات وسفارة بريطانيا العظمي، ومن بينهم الدوري الوطني برئاسة الزعيم الراديكالي مانويل كارليس والأميرال مانويل دوميك غارسيا والوزير البحري في حكوم مارسيلو ت. دي اليبار. قوي ساعد تلك المنظمات على مدار العقد العشرين، مستعرضاً قواه مع القوات المسلحة ومشاركاً في المجازر العمالية وبوغروم أو مذابح الإسبوع المأساوي 1919 وفي باتاغونيا 1921\1922 وإضرابات الغابات في سانتا فيه1921. مما أدى إلى اعتبار كارليس واحداً من زعماء الفاشية عام 1925. وكان لهم دوراً مهماً في انقلاب 1930 وفي القمع الغير شرعي لاحقاً.

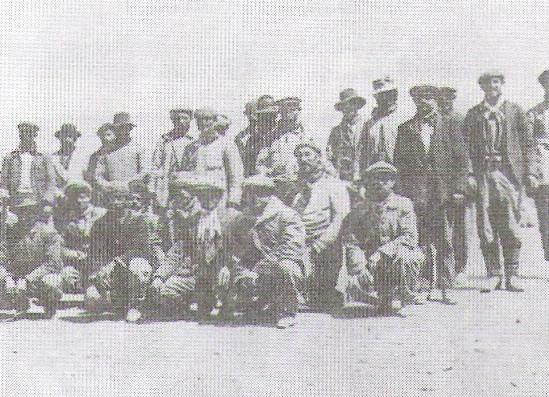
مضربون موقوفون خلال صرع باتاغونيا المأساوي بين 1920 و1921.

كان أبطال صراع باتاغونيا المأساوي عام 1921 هم سكانها ونقابيين من سانتا كروز. نادت النقابات المختلفة بذاك الإضراب ضد المالكين المحليين للأراضي الشاسعة حيث تم قمعه بعنف من قبل حكومة يريغوين الذي أرسل المقدم هكتور بنيجنو فيرلا ومعه كتيبة جيش، مما نتج عن قتل 1500 عامل ورؤساء نقابات. ونظراً لما ارتكب المقدم فيرلا من أفعال وحشية حوكم عليه بالإعدام رمياً بالرصاص عام 1923 من قبل الأناركي كيرت جوستاف فلكنز، في حي بالميرو في مدينة بوينس آيرس.

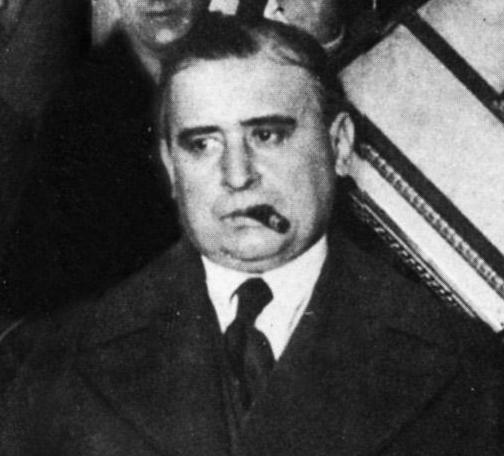
كون الأوروجواي الجنسية ناتاليو فيلكس بوتانا جزءاً من الانقلاب. و لقد استخدم جريدة الكريتكوالتي أنشأها لتشويه سمعة يريغوين

ظهرت في أواسط العشرينيات في إيطاليا وألمانيا حركات فاشية ونازية والتي كان لها تأثير على القوات المسلحة والقطاعات اليمينية والجاليات الإيطالية في الأرجنتين حيث كانوا وقتئذ أغلبية المجتمع. وفي 1922 تولي بينيتو موسوليني الرئاسة في إيطاليا. أما في الجانب الأرجنتيني تم تعيين زعيم الفاشية فيتوريو فالداني لمنصب المدير التنفيذي في شركة حقول النفط المالية من قبل الرئيس مارسيلو ت. دي أليبار.
كان للأزمة الاقتصادية العالمية في 1929 والتي أطُلق عليها الكساد الكبير تأثيراً طاحناً. في البداية أثرت على الاقتصاد حيث 80% من المنتجات كانت عن طريق الإستيراد. خلقت الأزمة حلة من التوتر الاجتماعي وتدني الأجور وارتفاع معدل البطالة مما أدى إلى انكماش الاقتصاد ومن الناحية السياسة أدى إلى الانقلاب عام 1930. تلك الأزمة خلقت حالة من التوتر وعدم الارتياح في القطاعات الصناعية الكبيرة بشأن الاقتصاد. بالإضافة إلى وجود أزمة في السياسات الديمقراطية في أنحاء أميريكا اللاتينية.
من الجانب الآخر فقد استندت تعاليم الكنيسة الكاثوليكية على منشور ريروم نوفاروم الديني في 1891 الذي تناول أوضاع الطبقة العاملة، وأظهر دعماً واضحاً لقانون العمل في تشكيل نقابات واتحادات، وأيضاً أكدت على دعمها للحصول على حق الملكية الخاصة، وتناولت الجدال القائم حول العلاقة بين الحكومة والشركات والعمال والكنيسة، مقترحةً مشروع منظمة اجتماعية اقتصادية أطُلق عليها فيما بعد بالنقابوية. وفي 1931 أدان البابا بيوس الحادي عشر الفاشية وأقترح تطبيق مبادئ العقل الصحيح والفلسفة الاجتماعية المسيحية.
نشأت المواقف القومية تأثراً لما يحدث في إيطاليا مع بينتو موسيليني والذي دعم تشكيل النقابوية والتي أدت إلى انقسام الحزب الشعبي وتفككه. فدعم القوميون الكاثوليك ندوة الجمهورية الجديدة والتي كانت معارضة لحكومة يريغوين الراديكالية، حيث ارتكبت خلال فترة الكساد الكبير تدخلات في المقاطعات واغتيالات عدة منها محاولة اغتيال كاروس واشنطن لنثيناس، وبالتالي اختل النظام الديمقراطي والذي نتج عنه الانقلاب العسكري بقيادة الجنرال خوسيه فيلكس اوربورو.
تكتل قطاع واسع في الحزب المدني الراديكالي معارض حين تولي يريغوين الرئاسة عام 1916 لاستبداده. أطلقوا على أنفسهم اسم أنتي برسوناليستا وأنشاؤا حزب سمي الحزب المدني الراديكالي المعارض والذي دخل الانتخابات الرئاسية عام 1928 حيث يمثله ليوبولدو ميلو وفيسنتي جايو، والذي احتل المركز الثاني بعد يريغوين. نتجت من تلك الهزيمة بداية تآمر ضد الحكومة ثم جاء النظام التوافقي الفاسد الذي حكم من 1932 حتى 1943.
انضم القطاع السياسي المحافظ ووسائل الإعلام المكتوبة إلى التآمر ضد الحكومة منذ أن انـُتخب أول رئيس في الاقتراع السري والإجباري عام 1916. ولقد حظرت جريدة لا برنسا يريغوين إذا ما لم يطبق النظام المحافظ سوف يتم خلعه من الحكم. وتعد الجريدة النقدية للاورواجواي ناتاليو فيلكس بوتانا عامل مؤثر أخر في قيام الانقلاب ضد حكومة يريغوين. ليس فقط بنقده اللاذع للحكومة بل أيضاً بمشاركته الشخصية في جيش أجوستين خوستو في 6 سبتمبر 1930.

### ديكتاتورية اوربورو العسكرية (1930-1932)
قام اوربورو بانقلاب عسكري في 6 سبتمبر عام 1930 وأسقط حكومة يريغوين الدستورية، حيث بدأت منذ تلك اللحظة سلسلة من الحكم الديكتاتوري العسكري الذي سيظل حتى 1983.
و في العاشر من سبتمبر أعلنت المحكمة العليا الأرجنتينية خوسيه فيلكس اوربورو رئيساً شرعياً للأمة عن طريق اتفاقية سمحت بتسلسل الحكام العسكرين على البلاد لفترات عدة.
كان اوربورو في تلك اللحظة يمثل النقابوية القومية الكاثوليكية. بما في ذلك مشروع الدسنور النقابوي المختلط الجديد. فقد أرادوا غرفة نقابوية حيث تجمع كل النقابات والشركات وغرفة أخرى لتمثيل السياسي. أعتقد من الناحية الأيدولوجية أن ستكثوها عباءة القومية الكاثوليكية التي أخذت في النمو منذ عشرينيات القرن.
عهد اوربورو إلى الشاعر ليوبولدو لوجونس كتابة الإعلان الثوري، ولكن رأي الكولونيل خوسيه ماريا ساروبي والجنرال أوجستين ب. خوستو، الذين يمثلوا الليبرالية المحافظة التقليدية، نزعة فاشية في النسخة الأولي من الإعلان.
كانت الخطب تدعو باستمرار الحاجة لإستعادة النظام والممتلكات والطبقية الاجتماعية. ولكن خلافاً عن الفاشية الأوروبية فلقد اعتبر القانون الأرجنتيني أن الجيش هو النظام السياسي الأمثل وليس المنظمات شبه العسكرية.
اقترح اوروبورو تكوين حزباً وطنياً والذي سيتقيد به باقي الأحزاب، على الرغم من استبعادهم من سياسية يريغوين الراديكالية وربما من الحزب الاشتراكي أيضاً. ولكن رفُضت الدعوة من قبل الجميع تقريباً إلا بعض الفرق المحافظة. مضي اوروبورو قدماً في الدعوة لقيام انتخابات لرئاسة بوينس آيرس، على أمل أن يكون المرشح الوحيد من الحزب الوطني أمام الراديكاليين ولكن قد فات الأوان ولم يستطع الروج في ذلك القرار حتى مع فشل المشروع.
على الرغم من اعتبار الراديكالية انتهت من التاريخ، فقد احتفلت الحكومة بنتيجة انتخابات بوينس آيرس الغير متوقعة في شهر أبريل عام 1931 بفوز المرشح هونوريو بويردون حيث فازت بدون تنظيم لحملات انتخابية ولا بدعم الصحافة. لم تفز الراديكالية في الهيئة الانتخابية ولتظل في الحكومة كان يجب عليها التفاوض مع الشيوعيين، مما أدى إلى حالة من الزعر في الحكومة واستقالة أغلبية الوزراء. أعاد اوروبورو تكوين الوزارة من وزراء ليبراليين. وفي 8 مايو لغي قرار الهيئة الانتخابية المحلية وعُين مانويل رامون البارادو حاكماً لبوينس آيرس.
بعد عدة أسابيع اندلعت ثورة في مقاطعة كورينتس بقيادة المقدم جريجوريو بومار ولكن تم قمعها سريعاً. أعطي هذا الحدث الحجة لاوروبورو لغلق مقرات الحزب المدني الراديكالي والقبض على العشرات ومنع الهيئات الانتخابية من اختيار السياسيين المواليين بشكل مباشر أو غير مباشر ليريغوين، وهذا يعني عدم اختيار بوريدون لكونه وزيراً سابقاً ليريغوين، فتم نفيه خارج البلاد مع البيار. وأيضاً تم لغي الانتخابات المحية في كل من طوردوبا وسانتا فيه. دُع إلى انتخابات مبكرة بدلاً من نوفمبر، لاحقاً تم إلغاء الانتخابات القائمة في بوينس آيرس.
فشلت التجربة النقابوية، رغماً عن ذلك أعلن اوروبورو في 20 فبراير عام 1932 «أن الاقتراع السري هو السبب في هذا النفاق الذي نعاني منه».

### فترة أوجستين ب. خوستو الرئاسية (1932-1938)
بعد فشل النظام الذي أسسه خوسيه فيلكس اوروبورو، حكم الأرجنتين تحالف سياسي محافظ سـُمي التوافق حيث كان تحالف سياسي بين الحزب الديمقراطي القومي (والذي يـُعرف بالحزب المحافظ) والاتحاد المدني الراديكالي المعارض والحزب الشيوعي المستقل الذي حكم البلاد في فترة العِقد السئ بين 1932 و 1943 حيث حكم أوجستين ب. خوستو (1932-1938) وروبرتو م. أورتيز (1938-1940) ورامون كاستيو الذي أكمل الفترة الرئاسية من (1940-1943).
تميزت تلك الفترة بالنموذج الاقتصادي المعروف بالتصنيع لاستبدال الواردات.
من الناحية الاقتصادية اتجهت الأسواق العالمية إلى إغلاق أسواقها معتمدة على النظم الحمائية بسبب أزمة سوق الأسهم. أعلنت إنجلترا في اتفاقية أوتاوا أنها ستعطي مميزات جمركية لمستعمراتها. ونظراً لعجز الدولة، وقعت على اتفاقية روكا-رونسيمان مع إنجلترا عام 1933، حيث تمنحها قطاع السكك الحديدية وتطوير مناطق إاستراتيجية أخرى مقابل اتفاقية تجارية على اللحوم الأرجنتينية. لم يوافق عليها المعارضون وحتى المؤرخون حيث يعتبرونها تقليل من السيادة الوطنية حيث أعلن نائب الرئيس خلال التفاوض على الاتفاقية أنه من الناحية الاقتصادية، فإن الأرجنتين تعتبر جزء من الإمبراطورية البريطانية.
قبل أزمة التصدير الزراعي تلك بدأوا في تطبيق النموذج الوارد أعلاه حيث كانت بوينس آيرس هي المحور الأساسي، ويصاحبها موجة من الهجرة الداخلية من الريف إلى المدن ومن الداخل إلى العاصمة.
في تلك الفترة سيتم استبعاد الحزب المدني الراديكالي بقيادة مارسيلو ت. دي البيار من اللعبة السياسية من خلال التزوير الانتخابي والقمع. من بين الراديكالية ظهرت تيارات قومية موالية ليريغوين التي دعت إلى تكوين مجموعة قوة الأرجنتين الشابة للتوجيه الجذري (F.O.R.J.A.)، وفي أوائل النواة للتطرف والتي سيسير عليها الحزب الاشتراكي الراديكالي في العقِد التالي والتي سيلتف حول اماديو ساباتيني حاكم كوردوبا (1938-1940).
و من الجانب الأخر ندد الحزب الشيوعي وحليفه الحزب الديمقراطي التقدمي بقيادة ليساندرو دي لا توري في المؤتمر جرائم الفساد المتوالية في صالح النخبة التي خلقها النظام، والتي ستتسبب في اغتيال السناتور انزو بوردبيري في مجلس الشيوخ.
و أخيراً في تلك الفترة نظمت الكونفدرالية العامة للعمل في الجمهورية الأرجنتينية (CGT) حركة عمالية بخصوص النشاط النقابي والأفكار القومية الجديدة وعلاقات جديدة مع الأحزاب السياسية العامة.

### فترة روبرتو أورتيز الرئاسية (1938-1942)
في عام 1939 عندما بدأت الحرب العالمية الثانية كان الرئيس الراديكالي المعارض روبرتو أورتيز يحكم البلاد حيث كان وزيراً سابقاً للرئيس السابق. في فترته الرئاسية ساهمت الأرجنتين في إحلال السلام بين باراجواي وبوليفيا وإنهاء حرب تشاكو. ستظل السياسة المحايدة والغير معادية حتى 1944.

### فترة رامون كاستيو الرئاسية (1942-1943)
لسوء حالة أورتيز الصحية تولي نائب الرئيس رامون كاستيو الحكم في 1942 حتى 1943 حيث تم خلعه. تميزت فترته بضغوطات الولايات المتحدة الأمريكية لترك سياسة المحايدة وإعلان الحرب ضد دول المحور، والذي بالفعل حدث في فترة اديلميرو خوليان فاريل الرئاسية في 27 مارس عام 1945.

### مطالبات لاسترداد القطب الجنوبي والاستيلاء عليه
أنشأت الأرجنتين عام 1939 وفد يمثلها لتلبية الدعوة النرويجية لحضور اللجنة الوطنية في القطب الجنوبي بموجب المرسوم رقم 35821 ولكن في 30 أبريل عام 1940 أصبح المرسوم رقم 61852 سبب دائم لتكثيف التحقيقات في المنطقة. وبالفعل تم تنفيذ الاستكشاف والمهمات العلمية والمسح الأرضي ووضع العلامات.

أنشأت تشيلي في 6 نوفمبر حدود مناطقها في القطب الجنوبي بمرسوم قانوني. 
| تاريخ الأرجنتين | تم بناء القطب الجنوبي التشيلي أو المنطقة القطبية الجنوبية التشيلية، جميع الأراضي والجزر الكبيرة والصغيرة والشعب المرجانية والأنهار الجليدية والبحر الإقليمي وكل المناطق المعروفة وغير المعروفة بين خطي طول 53 درجة و90 درجة غرب خط غرينتش | تاريخ الأرجنتين |

احتجت الأرجنتين رسمياً على المرسوم التشيلي بواسطة مذكرة في 12 نوفمبر 1940، حيث ترفض صلاحية ذلك المرسوم مطالبة بحقوقها في نفس المنطقة. من الناحية الأخرى، احتجت إنجلترا بدورها في 25 فبراير عام 1941.
نشر المعهد الأرجنتيني الجغرافي العسكري في أكتوبر 1941 الخرائط التي تظهر ما ستطالب به الأرجنتين بين 25 درجة غربا و75 درجة غربا.
في يناير 1942 أعلنت الأرجنتين بموجب نظرية المناطق القطبية حقها في المنطقة الواقعة خطوط الطول 25º 68º و24 غرب نقطة دونجينيس. مما أدى إلى صدور مذكرة من الجانب التشيلي في 3 مارس عام 1942 مطالبة بحقوقها.
استولت الأرجنتين على جزيرة ديثبثيون في 8 نوفمبر عام 1942، من خلال وضع أسطوانة بها المذكرة الرسمية بامتلاك المنطقة والعلم الأرجنتيني وتركت هناك من قبل حملة الكابتن البيرتو خ. أوديرا. وفي يناير 1943 حطم موظف من السفينة البريطانية إتش إم إس كل أثر للاحتلال الأرجنتيني على الجزيرة، ووضع العلم البريطاني وأرسل المذكرة إلى الأرجنتين. وفي 5 مايو من نفس السنة أزالت الأرجنتينية إيه آر إيه 1º العلم البريطاني.

## البيرونية (1945-1955)

### أحداث ما قبل ثورة 4 يونيو 1943 (1943-1946)

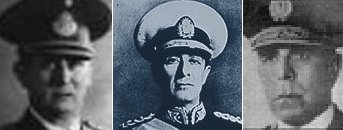
الرؤساء العسكريين الثلاثة لثورة 43: أرتورو روسون وبيدرو بابلو راميرز وايدلميرو فاريل.

في 4 يونيو عام 1943 اندلع انقلاب أخر من صفوف العسكريين بقيادة الجنرال أرتورو روسون وبيدرو بابلو راميرز وبالطبع بدعم من صفوف الجيش منهم (GOU) أو فرقة الضباط المتحدة، المكونة من شباب ذو فكر قومي. أزاح الانقلاب العسكري الرئيس رامون كاستيو وجاء بدلاً منه أرتورو روسون والذي أيضاً تم إزاحته بعد ثلاثة أيام وتنصيب بيدرو بابلو راميرز رئيساً على البلاد.
تصارعت القطاعات التي احتوتها ثورة 43 فيما بينها للتحكم في البلاد. على سبيل المثال القطاع بقيادة الكولونيل خوان دومينغو بيرون حيث في بداية مشواره شغل منصب قليل الأهمية وهو سكرتير وزير الدفاع وكان أدلميرو فاريل. مع النصف الثاني من عام 1943 بدأ سياسة الاتحاد مع الحركة النقابية والتي سمحت له بشغل مناصب ذو حساسية شديدة في الحكومة العسكرية. حيث أدت في النهاية إلى منصبه الذي لا يمت بصلة في وزارة العمل ثم منصب وزير الخارجية.
قطعت الحكومة العسكرية علاقاتها الدبلوماسية مع دول المحور في بدايات 1944، حيث أدي هذا القرار إلى صراعات داخلية والدعوة لخلع راميرز حيث تم استبداله بالجنرال أدمليرو فاريل، وعين بيرون وزيراً للدفاع ولكن ترك بيرون المنصب لاحقاً. اعتمد فاريل على بيرون وسياسته النقابية العمالية الناجحة حيث من الناحية الأخرى عاني هجوم القطاع القومي اليميني بقيادة وزير الداخلية لويس سيزر بريلنجر. وفي النصف الثاني من العام تعزز موقف الثنائي فاريل وبيرون بإزاحة القطاع القومي اليميني الكاثوليكي من الساحة السياسة، وأكثروا من الإصلاحات العمالية ونشروا نظام المفاوضة المشتركة من خلال التوقيع على قانون بيون للزراعة والذي أعطي للفلاحين حريات أكثر، بالإضافة إلى إنشاء المحاكم العمالية وإعطاء التجار حق التقاعد من العمل. وأنشاؤا بنك الائتمان الصناعي كخطوة في طريق تحسين المجال الصناعي.
مع مرور النصف الثاني من عام 1944 تكونت مجموعة شاملة من النقابين الشيوعيين والثوريين في الحكومة بقيادة الجنرال خوان دومينغو بيرون، الذي شغل منصباً في قسم العمل وأخذ في الترقي تدريجياً من خلال الدفاع عن حقوق العمال ودعم دور النقابات.
عدَّ قانون بيون إجراءات العمل، والذي حدد الحد الأدني للراتب وسعي لتحسين الإمدادات الغذائية والمعيشة والعمل للفلاحين. استفاد مليوني شخص من إنشاء التأمين الاجتماعي والتقاعد. وأيضاً من المحاكم العمالية حيث كانت العقوبات والأحكام تأتي في صالح العمال في كثير من الأحيان. تحديد الزيادات في الأجور وانشاء العلاوات لجميع العاملين. الاعتراف بالنقابات المهنية والذي أدي إلى تعزيز موقفهم فيما يتعلق بالمحاكم والقانون.
نظم السفير الأمريكي سبيرول برادين عام 1945 حركة قوية أطُلق عليها ضد البيرونية ولاقت صدى واسع معارض في شتي القطاعات الشيوعية والثورية وقليل من الأناركيين والاشتراكيين والذي أطُلق عليهم البيرنيون. أدى الصراع بينهم إلى انقلاب من قبل الفريق الأول في 4 أكتوبر 1945 حيث أزاحوا النقابيين وقبضوا على بيرون وأعلنت الديكتاتورية بالتزامها في السماح بالانتخابات.
منذ تلك اللحظة استعدت كلا الفرقتين لخوض الانتخابات في 24 أكتوبر عام 1946 وجاءت النتيجة بفوز خوان بيرون وفي منصب نائب الرئيس فاز الراديكالي أورتنسيو كياخانو المرشحين عن حزب العمال وحزب مجلس الاتحاد المدني الراديكالي المجدد والحزب المستقل ضد الكتلة المرشحة من الحزب الديمقراطي المكون من الراديكاليين خوسيه ب. تامبوروني وإنريكي موسكا.

### أول حكومة لخوان د. بيرون (1946-1952)

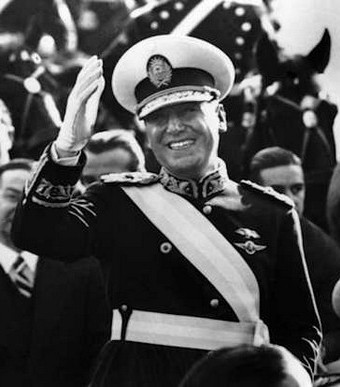
خوان د. بيرون

مثٌل بيرون أثناء انتخابات 1946 ثلاث أحزاب سياسية مجتمعة: الحزب العمالي المنظم من قبل النقابات ومجلس اتحاد المدني الراديكالي المجدد والحزب المستقل ذو النزعة المحافظة. وفي منصب نائب الرئيس اورتنسيو كيخانو، راديكالي من مجلس اتحاد المدني الراديكالي المجدد المنشق. لقد جعلت الانتخابات من الأرجنتين قطبين: في الجانب الأول نجد البيرونية واتحاد العمال العام ومجموعات موالية لراديكالية يريغوين ومجلس الاتحاد المدني الراديكالي المجدد أو (FORJA) حيث شخصيات ذو ثقل سياسي مثل أرتورو خاورتشي وراؤول ساكاليبريني اورتيز.. إلخ بالإضافة إلى محافظين من المقاطعات الداخلية. أما عن الجانب الأخر فنجد الاتحاد الديمقراطي الذي اعتمد على مشاركة الاتحاد المدني الراديكالي وأيضاً الأحزاب الشيوعية والديمقراطية التقدمية ودعم الحزب الاشتراكي والمحافظين من مقاطعة بوينس آيرس وسفير الولايات المتحدة الأمريكية سبيرول برايدن. في النهاية فاز بيرون بنسبة 52%.
بعد توليه منصب الرئاسة، بدأ في تقوية سلطته. في الداخل جمع كل الأحزاب الداعمة له ليكون الحزب البيروني وأطُلق عليه مؤقتاً الحزب الثوري الوحيد. وبعد حصول المرأة على حق الاقتراع أنشأت إيفا بيرون الحزب البيروني النسائي. وتم تأسيس معيار لتقسيم المناصب السياسية بين النقابات والأحزاب والقطاع السياسي للحزب البيروني والنساء.
من الجانب الأخر أراد التخلص من أعضاء المحكمة العليا عن طريق قضاء سياسي، حيث في 1949 دعا إلى انتخابات للجمعية التأسيسية التي شرعت الدستور الجديد بما يتماشى مع المبادئ البيرونية، حيث سمحت بإقامة العدالة القضائية للرجل والمرأة ودعمت حقوق العمال واستقلال الجامعات وصلاحيات تدخل الحكومة في الاقتصاد وخاصة في الانتخابات الرئاسية، الورقة التي لعبها بيرون.
تعاملت الحكومة البيرونية بشدة مع المعارضة حيث تم القبض على بعض من قادتها على الرغم من الحصانة البرلمانية كما الحال مع ريكاردو بالبين. تم طرد الأساتذة المنشقين في الجامعات الوطنية، ووضع الاتحاد الجامعي العام كممثل للطلبة ضد أغلبية الفدرالية الجامعية الأرجنتينية. وبنهج مماثل تم إنشاء اتحاد الطلاب الثانوي.

#### محاولة للانقلاب في 28 سبتمبر 1951
قامت قوات الجيش والبحرية وسلاح الجو الأرجنتيني في 28 سبتمبر عام 1951 بأمر من الجنرال المتقاعد بنجامين منينديز بإسقاط حكومة بيرون. اتهم الثوار الحكومة بالتسبب في أزمة إفلاس داخلية وخارجية للأمة، فيما يتعلق بالجانب الأخلاقي والروحاني كما في الجانب المادي، حيث القيود المفروضة على الحريات المدنية والتعامل مع المعارضين والتعديل الدستوري الذي سمح بإعادة انتخاب الرئيس، فضلاً عن اتخاذ التدابير لتأسيس القوات المسلحة، كل هذا أثار حفيظة العسكريين المنضمين للحركة.
انضمت بعض القطاعات المعارضة طواعيةً إلى الانقلاب لإسقاط الحكومة وبحثوا عن قائد ليرأس التمرد. كان الجنرال إدواردو لوناردي مناسباً لهذا المنصب حيث كان العسكري الوحيد خارج الخدمة ومعه فرق عسكرية، وكان قائداً للفيلق الأول في الجيش، وأيضاً الجنرال بنجامين منينديز المتقاعد من 1942. ولكن كما قال بوتاش ولونا لم يستطيعوا الاتفاق على حدث مشترك لتفاوت الكرامة الإنسانية والكبرياء والطموح.
في اللحظة الحاسمة يوم 28 سبتمبر أمر منينديز بالانقلاب ولكن رفض لوناردي الانضمام إليه حيث كان قد طلب التقاعد وتم الموافقة عليه فوراً فترك حرية الاختيار لأتباعه حيث أيد البعض ذلك. وفي فجر اليوم المذكور دخل منينديز ومساعديه منطقة كامبو دي مايو في بوينس آيرس حيث كانت منطقة عسكرية واسعة ذا وحدات للمتمردين. أمر بإطلاق النار من الدبابات الذي أدي إلى مقتل العريف ميجيل فارينا أثناء محاولته للمقاومة. من الثلاثين دبابة كانت اثنتان فقط قادرتان على التحرك بسبب تخريب ضباط الصف لهم، وتم ترك الباقي، وفي النهاية كان الجانب الانقلابي يحده دباباتان إم 4 شيرمان وثلاث وحدات مدرعة ومائتي فارس.
لم يحصل على الدعم المتوقع من المدرسة العسكرية حتى تمرد لا تابلادا لم يجد نفعاً حيث استسلمت دون قتال للقوات الموالية للحكومة والتي استطاع مع بعض من ضباطه القبض عليهم.
من الجانب الأخر عندما علم الأسطول البحري والقاعدة العسكرية في دي بونتا أنديو المنضمين إلى الانقلاب بعدم وجود قوات برية لمساعدتهم تم وقف التمرد والقبض على بعضٍ منهم وهرب أخرون.
تم القبض على العسكريين المتمردين ومحاكمتهم. ودعا بيرون ولوسيرو إلى تنفيذ عقوبات أقل شدة. حيث حُكم على منينديز بالسجن خمسة عشر سنة وعلى رودولفو راتشر ولأرماندو ربيتو وخوليو السوجاري بالسجن ستة سنوات وعلى الكابتن اليخاندرو أوجستين لانوسي وجوستافو مارتينز زوبيريا وفيكتور سالاس وكوستا باث بأربع سنوات وعلى مانويل رايموندز وروميلو منينديز بثلاثة سنوات، على لويس بريمولي وريكاردو إتشبيري بونيو ومانويل روخاس سيلفيرا بسنة واحدة فقط. ولم يخسر أي منهم رتبته العسكرية. أما عن القطاعات البيرونية الأكثر حزماً التي ترأستها ايفا بيرون دعت إلى أن الجرائم المرتكبة ومنهم القتل يجب أن يـُعاقب عليها المجرم وبشدة بفقدن الرتب العسكرية وتطبيق عقوبة الإعدام في الحالات الأكثر خطورة. يرى المؤرخ الراديكالي فيكس لونا أن بيرون استغل فرصة الانقلاب لتطهير القوات المسلحة عن طريق تقاعد إجباري لكل الضباط الذين شاركوا في الانقلاب.

هرب قائد البحرية النقيب فيسنتي باروخا إلى أوروجواي ومن هناك أعلن:
| تاريخ الأرجنتين | كنا واثقين من قدرتنا في إطاحة الطاغية بالأفعال الصغيرة، دون إراقة دماء ولكن كان لابد من إراقة الدماء لضمان نجاح الانقلاب. | تاريخ الأرجنتين |

### الحكومة الثانية لخوان دي بيرون (1952-1955)
في 1949 عدل بيرون بنود دستور 1853 حيث استطاع الترشح عام 1951. وللمرة الأولي في تاريخ الأرجنتين تقوم المرأة بالاقتراع. وفي نوفمبر فاز بيرون بنسبة 62.49%.
في نفس العام حاولت ايفا بيرون الحصول على ترشيح لمنصب نائب الرئيس. في حين كان يعتمد عليها الاتحاد العام العمالي والمعارضة العسكرية، ولكن حالتها الصحية أدت إلى استقالتها الشهيرة في مسيرة في شارع 9 يوليو. ماتت جراء سرطان الرحم عن عمر يناهز 33 سنة في 1952. تم تحنيط الجثة وعرضها حتى وقوع الانقلاب الذي خلع زوجها عن السلطة عام 1955. تم تهريب الجثمان سراً إلى إيطاليا ودُفن في ميلان باسم مزور. وفي عام 1972 أعُيدت إلى الأرجنتين حيث ترقد الآن في مقبرة لا ريكوليتا في بوينس آيرس.

### دولة الرخاء والاقتصاد البيروني، والمعارضة السياسية

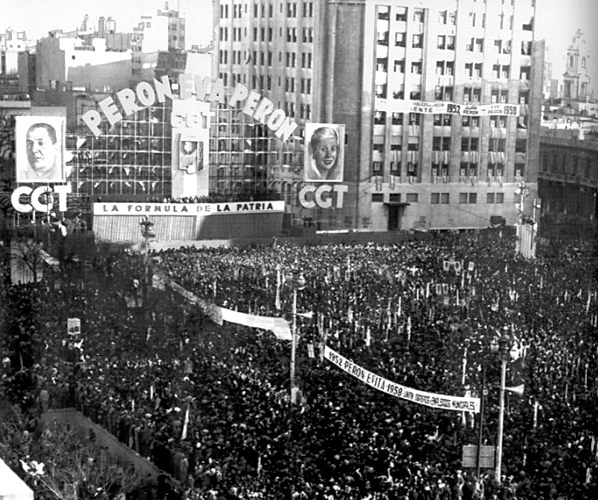
ترشح بيرون وزوجته في أغسطس 1951

بعد وصول السلطة البيرونية الديمقراطية للرئاسة بعد الحرب العالمية وضعف اقتصادي لما تبقي من حطام أوروبا ومن الجانب الأخر تقوية سيادة الولايات المتحدة في الغرب، وجدت الأرجنتين نفسها في ذلك الصراع ذات أكبر سيادة في الدول الوسطي لما تصدره من اللحوم والجبوب للدول المتصارعة. فكانت المملكة المتحدة مدينة بالجزء الأكبر حيث أعلنت سيولتها للطوارئ واستغلت الحكومة البيرونية ذلك الرصيد لتتملك شركات عامة في العاصمة البريطانية. في عام 1946 أطلقت أول خطة خمسية وفي 1951 أطلقت الخطة الثانية بغرض حث الإنتاج الصناعي وكل ما يتعلق به.
استمر الازدهار الاقتصادي الأرجنتيني يدفعه نمو الأسواق الداخلية الذي تكون جراء هبوط معدل الاستيراد من الدول المتصارعة في الحرب العالمية. مما ساعد الحكومة في تطبيق سياسة موسعة للرعاية الاجتماعية حيث تضمنت حقوق اجتماعية جديدة مثل فترات راحة وإجازات وخاصة رواتب مجزية. تم البدء في تطبيق قوانين معيشية جديدة واستثمارات ضخمة في مجال الصحة والتعليم والطاقة. كل تلك الإنجازات كانت باسم بيرون وزوجته حيث أنشاؤا مؤسسة للمساعدة الاجتماعية حيث يأتي تمويلها من الدولة وتبرعات الشركات التي في معظم الأحيان كانت تبرعات قسرية وأيضاً من خلال التأميم والاستيلاء على المرافق العامة مثل سكك الحديد البريطانية. مما أدى إلى دفع العمال لنصف الدخل القومي بحلول 1946. لم تـُذكر زيادة الدخل الفردي قبلاً ولكن الآن توافقت مع زيادة الاستهلاك وتحديث الجزء الأكبر من المجتمع الأرجنتيني، فالأماكن التي كان يذهب إليها الطبقة الفقيرة من المجتمع الآن يذهب إليها كل فئاته وطبقاته.
في عام 1951 حاول بيرون إعادة الترشح في الانتخابات وأراد الاتحاد العام العمالي مشاركة زوجته معه في 22 أغسطس عام 1951 معبراً عن رأيه فيما يـُسمي «المجلس البيروني المفتوح» حيث دعم مليوني عامل إيفا وبيرون. بعد تسعة أيام أعلنت إيفا تنازلها عن الترشح بسبب حالة مرضها المتأخرة. تم الموافقة على إصلاح انتخابي حيث مُنعت الائتلافات والتحالفات الحزبية، أما عن بيرون فتم انتخابه لفترة رئاسية جديدة بنسبة 62.5% من الأصوات في أول انتخابات تشترك فيها المرأة في الأرجنتين. استقلت الأرجنتين صناعياً عندما تم إنشاء الأسطول التجاري أثناء حكومة بيرون حيث أصبح الأسطول الرابع حول العالم وتم إنشاء خطوط طيران أرجنتينية، وتم دعم الصناعة من خلال تسهيل إنشاء المصانع الثقيلة وبدأوا أيضاً في تصنيع الماكينات والسيارات بشكل واسع وبالتالي أضرت تلك السياسة بالمصالح البريطانية التي تجمعت ككتلة معارضة. اعتمدت البيرونية على انضمام القطاعات الشعبية وقئتذ، ولكن أدى إلى استقطاب الأطراف بين البيرونية والضد بيرونية. توفت إيفا في 26 يوليو عام 1952 عن عمر يناهز 33 عام بعد تولي بيرون فترته الرئاسية الجديدة. كانت جنازتها علامة فارقة في التاريخ الأرجنتيني حيث تلقت التكريم من الرئيس، وشهدت جنازتها حضور ما يقرب من ثلاثة ملايين شخص واستمرت ستة عشر يوماً. فهي المدنية الأرجنتينية الوحيدة التي تحمل لقب الأم الروحية للأرجنتين حيث منحها إياها مجلس الشعب الأرجنتيني. تم اختيارها لتكون رمزا ل200 سنة من التاريخ الأرجنتين ملقباً إياها امرأة المائتي عام.
تميز النموذج الاقتصادي بسياسة التصنيع لاستبدال الواردات والذي أدى إلى التطور الصناعي القومي والاكتفاء الذاتي فيما بعد وخاصة صناعة الطيران والتي لديها أهمية خاصة حيث تم إنشاء مركز صناعات الطيران والميكانيكا في الأرجنتين. ولكن في أوئل الخمسينيات يتغير السياق العالمي في غير الصالح الأرجنتيني حيث عن طريق مشروع مارشال أرسلت فائها الزراعي إلى أوروبا ومنعت وصول المنتجات الأرجنتينية، أضف على ذلك المقاطعة التجارية للمنتجات الصناعية الأرجنتينية. نتج عن ذلك ميثاق عدم الاعتداء والاستشارات والتحكيم أو (ABC) بين دول أمريكا اللاتينية لتجنب هيمنة الولايات المتحدة الأمريكية.
يبدأ الوضع الاقتصادي في التدهور ويأتي وزير جديد للشؤون الاقتصادية الفريدو جوميز مورليز لتطبيق تدابير خفض أرثوذكسية كتعديل بعض النفقات العامة، ووقع بيرون عقود نفطية مع شركات أمريكية بسبب نقص البترول والذي حد من النمو الاقتصادي.

### الاستقطاب والانقلاب
سيطرت الحكومة البيرونية الثانية على الصحافة بشكل أكبر مثل مصادرة صحيفة لا برنسا واستبعاد السياسيين الغير موالين لبيرون من الراديو وأيضاً الرقابة، ويرجع السبب إلى الحملة القوية التي انتشرت لتشويه سمعة الحكومة البيرونية من قبل القطاعات الاقتصادية القوية من خلال الكثير من وسائل الإعلام. كان يتم القبض بدون تحقيقات للسياسيين المعارضين وتم نشر دعاية دعائية للحكومة لتعزيز موقف الحكومة حتى في كتب الأطفال المدرسية. ارُتكبت أعمال تعذيب كما حدث مع الطالب ماريو إرنستو برافو.

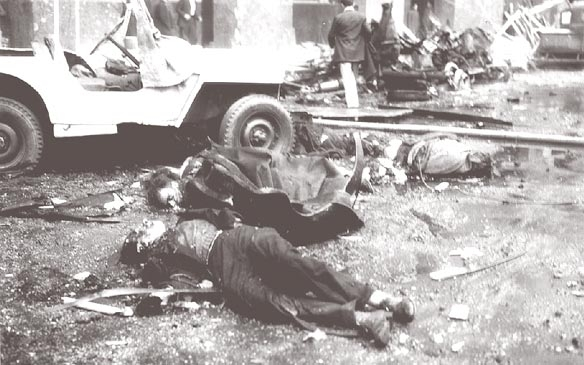
ضحايا إنفجار ميدان مايو في يونيو 1955.

أحُيكت المؤامرات ضد الحكومة. في 1951 تم قمع انقلاب بقيادة الجنرال بينجامين منينديز. في 1953 بعد انفجار ضد الحكومة بميدان مايو الذي أخلف عن ستة قتلي أثناء حدث للاتحاد العام العمالي، قام موالين للحكومة بالهجوم وحرق مقر نادي جوكي ولا كاسا ديل بويبلو حيث مقر الحزب الشيوعي ومقر الحزب الراديكالي في حين امتنعت الشرطة عن التدخل وسيطر رجال الإطفاء على الحريق لئلا يصل للأنحاء المجاورة ولم تحاول إطفائه.
وصل هذا الانقسام السياسي الداخلي لأوجه أثناء المواجهة مع الكنيسة الكاثوليكية في 1954 بسبب تأسيس الحزب الديمقراطي المسيحي في الأرجنتين عام 1954. فمنذ ذلك الحين بدأ الرئيس في تطبيق سياسة مناهضة للكنيسة الكاثوليكية، حيث وافق المجلس على قوانين أكثر تقدمية مثل الطلاق وإلغاء التعليم الديني الإلزامي في المدارس العامة. فاعترض الكثيرون على ما حدث. وتحول الاحتفال التقليدي بالكوربس كريستي (أو جسد المسيح) إلى حدث كبير تملئه أصوات معارضة قاطبةً في ميدان مايو في 11 يونيو عام 1955، حيث اتهموا الحكومة بإتهامات قوية.
في ظهيرة 16 يونيو 1955، قامت ثلاثون طائرة حربية بقذف النيران والرصاص على المدنيين في بوينس آيرس في ميدان مايو وأماكن أخرى، بالتنسيق مع هجوم بري فاشل. راح جراء ذلك ما يقرب من 355 قتيل و600 جريح نقلاً عن الجهة الرسمية وما يقرب عن 4500 قتيل نقلاً عن إذاعة بيورتو بلجرانو، القاعدة العسكرية الأرجنتينية. كانت الحجة المعلنة هي قتل الجنرال بيرون الذي لم يكن متواجداً في الأماكن التي تم قذفها، وقامت مجموعات موالية للحكومة في الليلة السابقة للحدث بحرق الكنائس الكاثوليكية بدون تدخل الشرطة ولا رجال الإطفاء. بلغ الاستقطاب السياسي بين الطرفين إلى وضع لا يمكن احتماله. حيث تضاعفت الهجمات الإرهابية المناهضة للحكومة في جميع أنحاء البلدة حتى أصرت الحكومة على نشر فضائحهم مع الولايات المتحدة وبريطانيا العظمى.
في سبتمبر 1955 تمردت فرق عسكرية في كوردوبا. وهدد أيضاً المتمردين بقذف السفن الحربية من مدينة مار دي لا بلاتا. من الناحية الأخرى قرر بيرون تجنب إراقة الدماء وأمر قواته بعدم الهجوم على القوات المتمردة. حث الاتحاد العام العمالي عامليه بالتزام أقصي درجات ضبط النفس. فتم خلع الرئيس ونُفي إلى بلدان أمريكا اللاتينية قبل نفيه بصورة كاملة إلى إسبانيا ليعود بشكل نهائي عام 1973.
قام العسكريون، والذين أطلقوا على أنفسهم الثورة المحررة، بانقلاب وخلع خوان دومينغو بيرون بالاستيلاء على الحكم. فكانت أول القرارت هي منع أي شخص أو حزب أو فكر، على الرغم من ذلك سيظل له موالين في السر، وحيث تمت مطاردة وتعذيب ونفي أي شخص موالي للبيرونية أو المتعاطفين معهم، حتى تم قتل العسكريين الذين قاموا بانقلاب 9 يونيو 1956 خلافاً لنصيحة بيرون ولذلك اكتسب هذا الانقلاب لقب الثورة القاتلة.

### اتفاقية تشيلي فيما يتعلق بالقطب الجنوبي
بعد أن نـُظمت اللجنة القومية للقطب الجنوبي بموجب المرسوم رقم 8507 في 23 مارس 1946، عُقد بعدها سلسلة من الاجتماعات بين مختلف الوزرات لتطبيق سياسة جديدة على الأراض القطبية الجنوبية. فتم إصدار مرسوم رقم 8944 يوم 2 سبتمبر 1946 الذي ينص على أن الأراضي الواقعة بين خطوط الطول الغربية 25 ° و74 ° تنتمي للحكومة الأرجنتينية حيث تقع في أقصي الشرق لجزر ساندويتش الجنوبية. وأخيراً المرسوم رقم 2129 في 28 فبراير 1957 أنشأ الحدود النهائية بين خطوط الطول 25 درجة و74 درجة غربا والموازي خط عرض 60 جنوبا.

وقعت تشيلي والأرجنتين في 4 مارس عام 1958 اتفاق متبادل على الحماية والدفاع عن الحقوق الإقليمية في القطب الجنوبي، والاعتراف المشترك: 
| تاريخ الأرجنتين | (...) حتى يتم التوقيع عليه، ينص الاتفاق بين تشيلي والأرجنتين علي: أولاُ بين كلا البلدين اتفاق متبادل على الحماية و الدفاع عن الحقوق الإقليمية في القطب الجنوبي فيما بين خطوط طول 25 درجة و 90 درجة، غرب خط غرينتش، حيث يعترف كلا الطرفين بحقوق الأخرىو سيادتها على الأراضي. ثانياً يتم الاستمرار في العمل الإداري و الاستكشاف و الرصد و تعزيز المنطقة الحدودية في المناطق الغير معترف بها بروح من التعاون المتبادل. ثالثاً يتم استكمال المفاوضات حتى إبرام معاهدة مشتركة بين تشيلي والأرجنتين لرسم حدود كلاً منها. | تاريخ الأرجنتين |

تم إنشاء المحطة العلمية ديثبثيون في 25 من يناير. وبين 12 و29 فبراير 1948 حيث تاريخ الوصول والرحيل من ميناء يلجرانو، قامت سفينة حربية أرجنتينية ذو 3000 رجل بزيارة جزر الأوركاداس الجنوبية والجزء الشمالي من القطب الجنوبي وجزر شتلاند الجنوبية. كانت تتألف من الرحلات البحرية إيه آر إيه 25 دي مايو وإيه آر إيه الميرانتي براون وزوارق طوربيد إيه آر إيه مسيونس وإيه آر إيه وإنتري ريوس وإيه آر إيه سانتا كروز وإيه آر إيه سان لويس وإيه آر إيه مندوزا وإيه آر إيه سربانتس. ويرجع تغيير اسم مضيق برانسفيلد بمار دي لا فلوتا إلى تلك الرحلة.
تم إنشاء الوحد الإدارية السياسية لقطاع القطب الجنوبي الأرجنتيني التابع للمقاطعة البحرية تييرا ديل فويغو في 7 أبريل 1948 من خلال مرسوم رقم 9905. وتم بناء قسم القطب الجنوبي وجزر الفوكلاند التابع لوزارة الخارجية في 9 يونيو من خلال مرسوم رقم17040. كانت مهمته هي فهم كل ما هو متعلق بالدفاع عن الحقوق الأرجنتينية في القطب الجنوبي وجزر الفوكلاند وجنوب جزر جورجيا وجزر سانويتش.

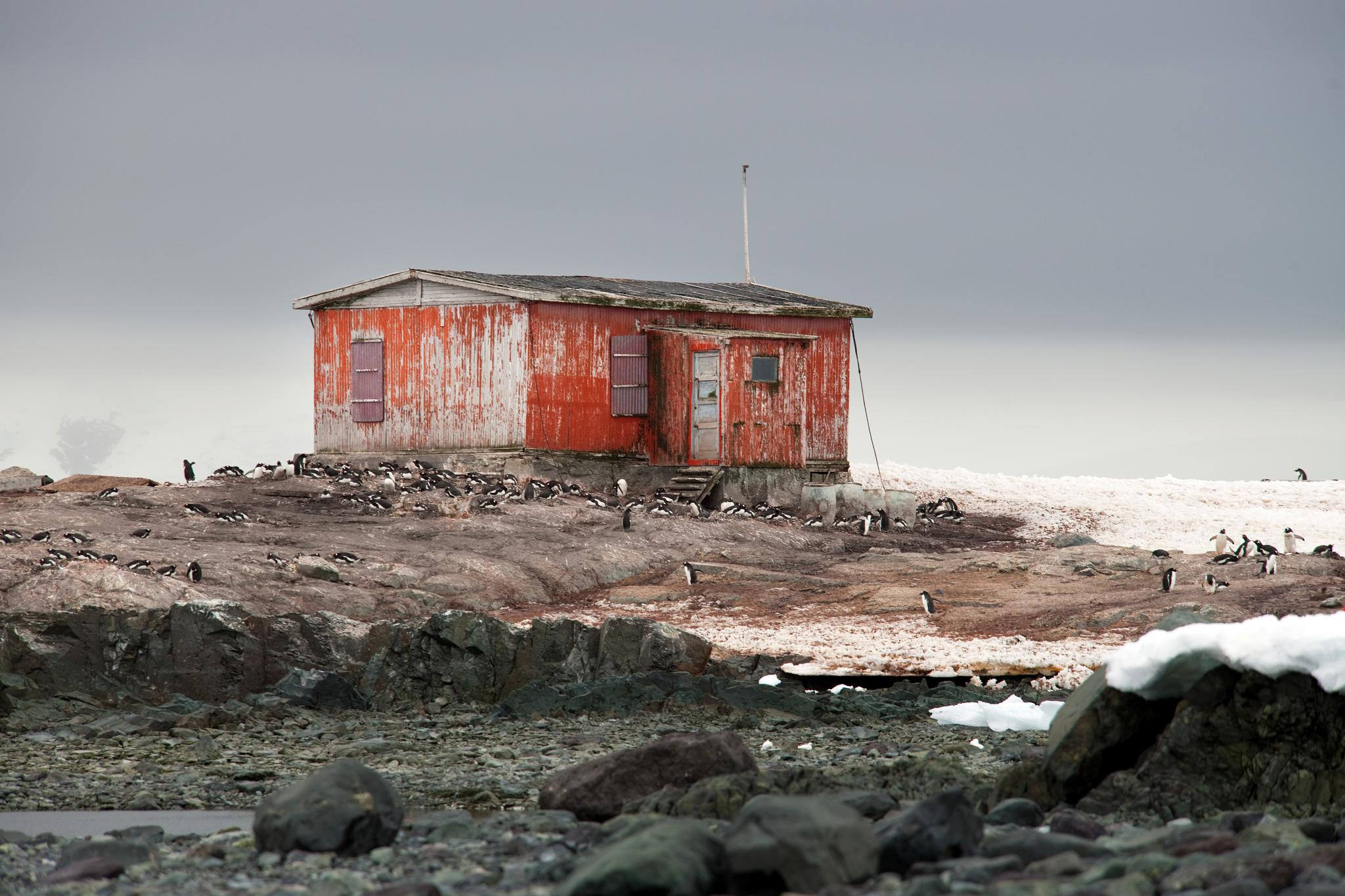
ملجأ جروساك البحري. تم إنشائه من قبل البحرية الأرجنتينية في عام 1955.

تم افتتاح أول قاعدة أرجنتينية في القطب الجنوبي محطة الأميرال براون. وفي السنة التالية تم افتتاح محطة اسبيرانزا البحرية. أثناء بناء الأخيرة في خليج اسبيرانزا حدث أول إطلاق نار في القطب الجنوبي في 1 فبراير 1952 حيث بعد إطلاق نيران تحذيرية قام الفريق الأرجنتيني بإطلاق النيران ببندقية رشاش على فريق البريطاني من جزر الفوكلاند للبحث والتحقيق وأجبروهم على إنزال المعدات من مركب جو بيسكو الذين جاؤا بقصد بناء القاعدة دي البريطانية التي اندلعت بها النيران في 1948.
تم التوصل إلى اتفاق في 1952 و 1953 بين الحكومة الأرجنتينية بقيادة خوان دومينغو بيرون والتشيلية بقيادة كارلوس ايبانيز ديل كامبو بغرض تنسيق الإجراءات المتبعة ضد مطالبات المملكة المتحدة البريطانية لمناطق بين الدولتين (مثلث منحني ناحية الجنوب موازي 60 درجة جنوباً وبين خطي الطول 53 درجة غرباً و 74 درجة غرباً والقطب الجنوبي) حيث تظل المناطق بين كلتا الدولتين خاصة بكلتا الدولتين فكان الاتفاق بينهم ذا فوائد مشتركة.
تم افتتاح في لا كاليتا باينيروس (خليج صائدي الحيتان) في 17 يناير 1953 مأوي الملازم لاسالا حيث كان عبارة عن كوخ وخيمة من قبل رجال من السفينة الأرجنتينية ايه ار ايه تشيريجوانو ومكث به قائد وعريف من القوات البحرية الأرجنتينية. في 15 فبراير في حادثة جزيرة ديثبثيون رسي 32 من مشاة البحرية الملكية من الفرقاطة البريطانية اتش ام اس سنايب مدججين برشاشات ستن وبنادق وقنابل مسيلة للدموع حيث قاموا بحبس إثنين من البحارة الأرجنتينيين. تم تدمير المأوي الأرجنتيني ومأوي تشيلي مجاور له وتم تسليم البحارة الأرجنتينيين إلى سفينة من تلك البلد في 18 فبراير في جزر جورجيا الجنوبية. ظلت المحطة البريطانية ثلاثة أشهر في الجزيرة في حين قامت الفرقاطة بعمل دوريات لتأمينها حتى شهر أبريل.
قدمت المملكة المتحدة في 4 مايو 1955 طلبين مناهضين للأرجنتين وتشيلي على التوالي أمام محكمة العدل الدولية بغرض إعلان بطلان ادعاءات سيادة البلدين على المناطق القطبية وشبه القطبية. رفضت حكومة تشيلي في 15 يوليو 1955 الحكم القضائي لمحكمة العدل الدولية وتلتها الأرجنتين في 1 أغسطس، حتى تم إلغاء القضية في 16 مارس 1956.

## وضع الأرجنتين خلال الحرب الباردة (1955-1983)
| تاريخ الأرجنتين | خلال ستينيات و سبعينيات القرن الماضي تم الإطاحة بجميع الحكومات المنتخبة من قبل انقلابات عسكرية. أخذ الصراع الاجتماعي و العنف السياسي في ازدياد. على الرغم من حظر الممارسة السياسية ظل بيرون و الحزب البيروني يشكل عامل مهم في المشهد السياسي. اختفت كثيراً من إنجازات حكومة بيرون الاجتماعية. و على الرغم من ارتفاع معدل النمو الاقتصادي فإن الديون الخارجية أيضاً تسير بنفس المعدل. بحلول النصف الثاني من العقد السادس من القرن الماضي كانت قد تفاقمت المشكلات الاجتماعية و ظهرت حرب العصابات الممثلة في الجيش الشعبي الثوري أو (ERP) و مونتونيروس و منظمات مسلحة أخري. في 1972 رجع بيرون إلى الأرجنتين. أثر موت بيرون في السنة التالية على الفوز الساحق للبيرونية في انتخابات 1973. فكانت البلاد تتجه إلى مأساة. | تاريخ الأرجنتين |

### الثورة التحررية (1955-1958)

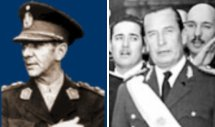
الجنرال إدواردو لوناردي و بيدرو ايوخنيو أرامبورو، من حكموا في فترة الثورة التحررية.

في 23 سبتمبر 1955 قامت القوات المسلحة بقيادة الجنرال إدواردو لوناردي بالإطاحة ببيرون وتأسيس ديكتاتورية عسكرية تسمي الثورة التحررية. بعد صراع على الرئاسة تم طرد القطاع الموالي للجنرال لوناردي من الحكومة. منذ تلك اللحظة تم حظر الممارسة السياسية للحزب البيروني واضطهاد من يواليه والذين سيظلوا لثماني عشرة سنة، والتدخل في إدارة النقابات حيث تم سجن رؤسائها وتعذيبهم. لم يسبق في التاريخ الأرجنتيني قبل 1956 أن قتل الحاكم العسكري جهراً كان أم سراً 31 عسكري ومدني موالي لبيرون.
اعتمدت الثورة التحررية على المجلس الاستشاري الممثل من أغلبية الأحزاب السياسية: الاتحاد المدني الراديكالي والحزب الشيوعي والحزب الديمقراطي الوطني والحزب الديمقراطي المسيحي والحزب الديمقراطي التقدمي.
انقسم الانقلاب إلى جزئين: قطاع قومي كاثوليكي بقيادة الجنرال إدواردو لوناردي الذي احتل الرئاسة في بداية الأمر وفريق ليبرالي محافظ بقيادة الجنرال بيدرو اوخينيو ارامبورو والأميرال إسحاق روخاس والذي استطاع من خلال انقلاب خلع لوناردي وتولية ارامبورو.
كلفت الحكومة العسكرية منصب وزير الاقتصاد إلى المدني ايوخينيو فولثيني وايوخينيو بلانكو وروبرتو بيريير وادالبيرتو كريجر فاسينا حيث تم تطبيق سياسات تقوم على المعايير الاجتماعية التي تطبق في المجتمعات الأكثر رخاءً.
يعد أهم ما حققته الديكتاتورية العسكرية هو إصدار إعلان يحكم بإلغاء الدستور الحالي وهو دستور 1949 واستبداله بدستور 1953. هذا الإجراء سيقره اتفاقية دستورية مع المحظورات التي تم تطبيقها في ظل النظام العسكري وأَضُيف إليها المادة 14 لحماية العمل.
في 1958 دعت الثورة التحررية إلى انتخابات محدودة يديرها النظام العسكري، ومنع أي ترشح للحزب البيروني والذي فاز بواسطة الاتحاد المدني الراديكالي الثابت حيث كان قطاع من الاتحاد المدني الراديكالي بقيادة أرتورو فرونديزي.
| الانتخابات الرئاسية لعام 1958            |                                  |           |       |
| المرشحين                                 | الحزب                            | الأصوات   | %     |
| ---------------------------------------- | -------------------------------- | --------- | ----- |
| أرتورو فرونديزي - اليخاندرو جوميز        | الاتحاد المدني الراديكالي الثابت | 4.090.840 | 44,79 |
| ريكاردو بالبين - سانتيجو ه. ديل كاستيو   | الاتحاد المدني الشعبي            | 2.640.454 | 28,91 |
| لا أحد من المذكورين بالأعلى (تصويت أبيض) |                                  | 836.658   | 9,16  |
| لوكاس اياراجاراي - اوارسيو سويلدو        | الاتحاد الديمقراطي المسيحي       | 289.245   | 3,17  |
| الفريدو بالاسيوس -كارلوس سانشيز فيامونتي | الحزب الشيوعي                    | 262.369   | 2,87  |
| فيسنتي سولانو ليما - الفريدو ماسي        | الحزب المحافظ الشعبي             | 172.721   | 1,89  |
| لوسيانو ف. موليناس - اوراسيو ار. سيدي    | الحزب الديمقراطي التقدمي         | 127.465   | 1,40  |
| اليخاندرو ليلوار - خوان اه. براموجليا    | الاتحاد الشعبي                   | 101.000   | 1,11  |
|                                          | الحزب المدني المستقل             | 38.228    | 0,42  |
|                                          | محافظين                          | 30.239    | 0,33  |
| المصدر: تاريخ الأرجنتين                  |                                  |           |       |

### فترة فرونديزي الرئاسية (1958-1962)

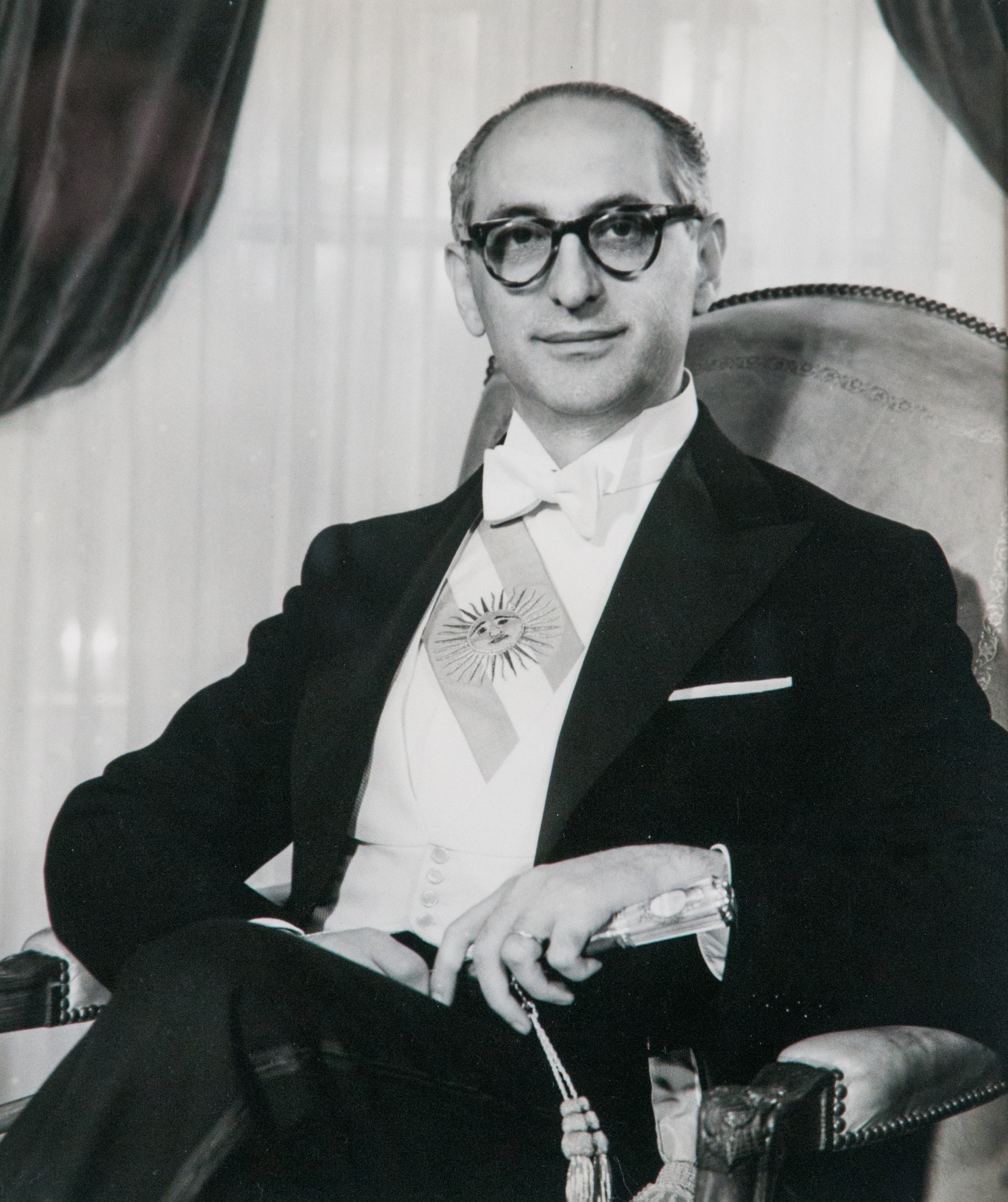
أرتورو فرونديزي

فاز أرتورو فرونديزي الانتخابات الرئاسية لعام 1958 ممثلاً الاتحاد المدني الراديكالي الثابت ببرنامج رئاسي تنموي وبدعم من البيرونية الغير قانونية في ذلك الوقت.
اتسمت فترته الرئاسية بتبني نظرية التطور كسياسية أساسية للحكومة بناءً على توصيات لجنة الأمم المتحدة الاقتصادية لأمريكا اللاتينية ومنطقة البحر الكاريبي ونظريات الاستقلال التي ظهرت بحلول 1950. سمحت تلك السياسة بالنمو النسبي لصناعات السيارات والصلب والبتروكيماويات.
قاومت النقابات والحركة الطلابية سياسته الاقتصادية والتعليمية. وكانت دائماً ما يتم قمع تلك الاعتصامات بتنفيذ الخطة كونينتس أو (الصراع الداخلي للدولة) حيث تم وضعها أثناء حكم بيرون ولكن لم تنفذ قط والتي كانت تضع المتظاهرين تحت اختصاص المحاكم العسكرية.

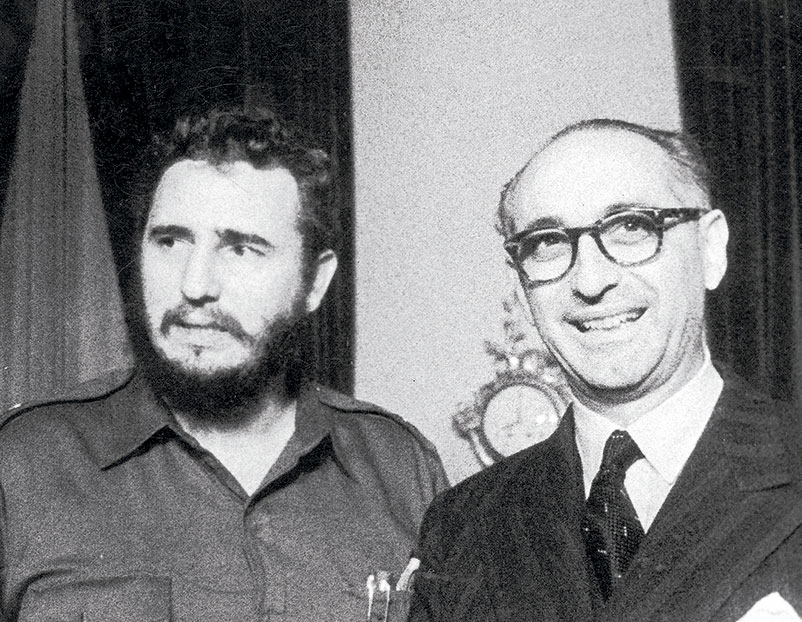
فيدل كاسترو وفرونديزي

كانت حكومة فرونديزي مقيدة عسكرياً. فقد عانت 26 حالة شغب في صفوف الجيش وستة محاولات للانقلاب. في كل مرة يفرض العسكريون شروطهم والتي من بينها إدخال التيار المحافظ في الوزارة، الممثل في الفارو السوجاراي وروبرتو اليمان، في وزارة الاقتصاد وشخصيات أخرى مثل ميغيل أنجل كالكارو وفديريكو بينيدو (1895-1971) وكارلوس مونيز، فجميعهم لم يتبعوا الاتحاد المدني الراديكالي الثابت.
تميزت سياسته الخارجية بالحفاظ على استقلاليته، مقيماً علاقات دبلوماسية مع جون كينيدي وفي نفس الوقت اعترض على طرد كوبا من منظمة الولايات المتحدة في اجتماع مع الأرجنتيني وممثل الحكومة الكوبية تشي جيفارا في مقر الرئاسة في أوليفوس.
في 1961 لغي فرونديزي عدم شرعية البيرونية. وفي انتخابات 1962 فاز الحزب البيروني بعشرة مقاطعات من الأربعة عشر بما فيهم مقاطعة بوينس آيرس، حيث فاز المحارب رئيس الحركة النقابية للنسيج اندريس فراميني. طلبت القوات المسلحة من فرونديزي إلغاء الانتخابات وعندما رفُض طلبهم قاموا بانقلاب أطاحوا به يوم 29 مارس 1962.

#### العلمانية أو الحرية

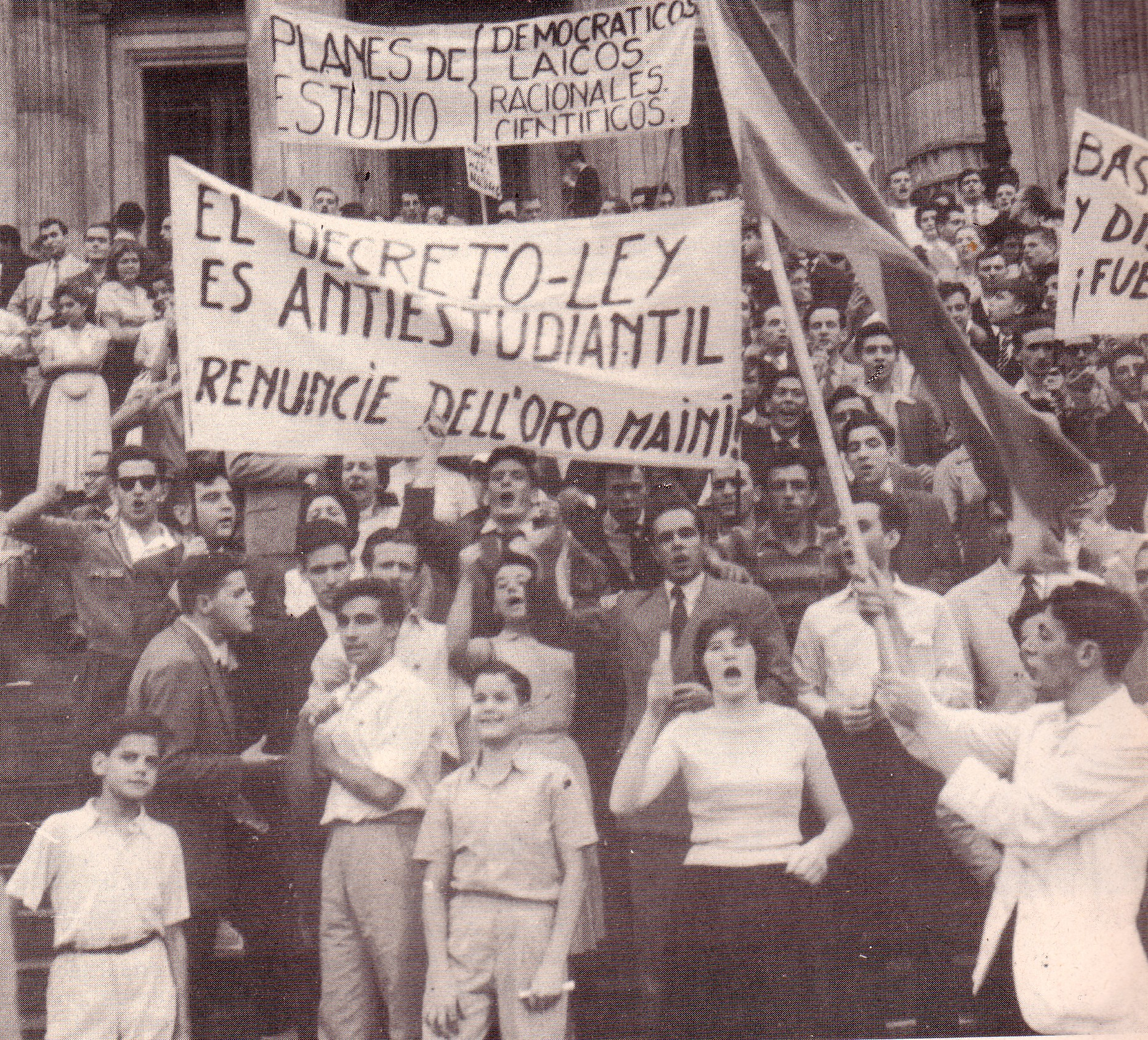
اعتصام للعمال و الطلبة الجامعيين فيما سُمي "بالعلمانية أو الحرية"

كان مانويل فيسنتي اورودونيز والسياسي الديمقراطي المسيحي أتيليو ديلأورو مايني الذي احتل منصب وزير التعليم في عهد ادواردو لوناردي وبيدرو ايوخينيو ارامبورو، أعضاء في المجلس الاستشاري القومي أثناء الثورة التحررية. حيث دعم مايني يوع 22 ديسمبر 1955 المرسوم القانوني رقم 6.403 والذي يسمح بإنشاء الجامعات الخاصة مع حق إعطاء الألقاب والدبلومات الأكاديمية. بفضل هذا القانون تم إنشاء الجامعة الكاثوليكية في كوردوبا ومؤسسات تعليمية عالية أخرى في 1956.

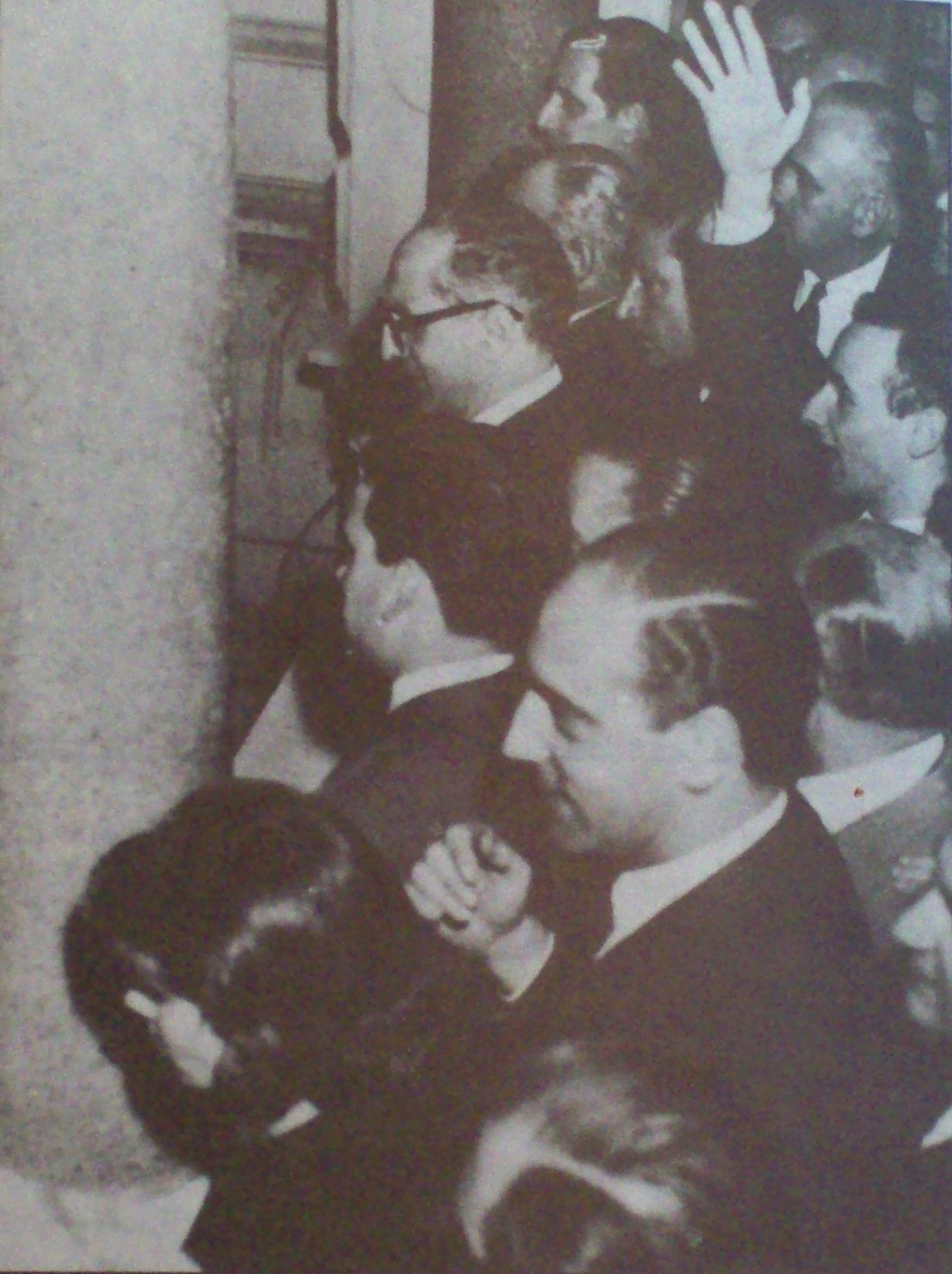
فرونديزي (الثالث من الخالف في أول صف) يري من شرفة البيت الرئاسي المظاهرة العلمانية ضد التعليم الحر في أغسطس 1958.

ولكن في عهد فرونديزي عام 1958 أنـُشأت حركة سُميت العلمانية أو الحرية ضد إصدار قانونين في عهده وهو اعتماد قانون المعلمين والذي سيمكن الجامعات الخاصة لإصدار المؤهلات والألقاب المهنية.
كان إلغاء الاحتكار التعليمي للدولة من أهم طموحات الكنيسة الكاثوليكية التي أنشأت أول الجامعة في كوردوبا ثم تم تأميمها. حيث كان أول من دعي إلى إنشائها خوسيه مانويل استرادا.
اعترضت الحركة الطلابية المنظمة من قبل الفدرالية الجامعية الأرجنتينية على تمكين الجامعات الخاصة ونظمت خطة للتظاهر حيث دعمتها النقابات وطاب الثانوية والأحزاب السياسية المعارضة تحت شعار العلمانية أو الحرية حيث تعد واحدة من أكبر التظاهرات الطلابية في التاريخ الأرجنتيني. دافع هؤلاء الطلاب على التعليم العلماني اعتراضاً على مشروع فرونديزي، في حين دافعت الحكومة والراديكاليين الموالين لفرونديزي والديمقراطيين المسيحيين والقوميين الكاثوليك والبيرونيين والكنيسة الكاثوليكية عن التعليم الحر.
في 28 أغسطس 1958 قام سبعة رؤساء جامعات قومية، من بينهم خوسيه بيكو وجوزيه جويان واوبردان كالتي وشقيق رئيس الجمهورية رزيري فرونديزي، بطلب من السلطة التنفيذية عدم الرد على مرسوم الجامعات الخاصة لئلا تتبدل الحياة المؤسسية والأكاديمية في البلاد. وفي نفس الوقت تقريباً بدأت المظاهرات العلمانية ضد فرونديزي حيث كان أداة للكنيسة وإنتهي الأمر بالقشة التي قسمت ظهر البعير حيث يقول المؤرخ فيلكس لونا إنه رسُم مرتدياً ملابس كاهن بشعة على لوحة في كنيسة.
و لكن رغم ما حدث وقع فرونديزي على قانون الجامعات الخاصة حيث أعطي للجامعة الخاصة الجديدة الموافقة القانونية مثل الجامعة الكاثوليكية الأرجنتينية في 1959.

### الانقلاب العسكري وحكومة جيدو (1962-1963)

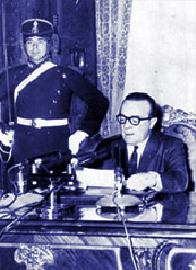
يعد خوسيه ماريا جيدو الديكتاتور المدني الوحيد في سلسلة الانقلابات في الأرجنتين.

كان لدى الانقلاب العسكري يوم 29 مارس عام 1962 عناصر تراجيدية كوميدية التي حددت عدم كونه عسكرياً بل مدنياً الذي انضمت إليه الحكومة بعد الإطاحة بالرئيس أرتورو فرونديزى.
أعلن الرئيس فرونديزي بعد القبض عليه والذهاب به إلى جزيرة مارتين جارثيا إنه لن ينتحر ولن يستقيل ولن يرحل عن البلاد أثناء الانقلاب العسكري الذي حدث في 29 مارس 1962 بقيادة الفريق راؤول أليخاندرو بوجي والعميد كايو أنطونيو السينا والأميرال أوجستين ريكاردو بيناس. مما نتج عن الكثير من الحركات والتهديدات التي أثارت حفيظة قادة الانقلاب الذين ذهبوا للنوم قبل تولي الحكم رسمياً. وفي صباح 30 مارس، اتجه الفريق بوجي قائد الفريق المنتصر لبيت الرئاسة ليتولي الحكم وتفاجأ أن الصحفيين يطلقون عليه باسم مواطن يُسمي خوسيه ماريا جيدو الذي حلف اليمين أمام محكمة العدل العليا. كان جيدو من الحزب الراديكالي الثابت الذي ترأس مجلس النواب وأيضاً كان هو المرشح في خط فراغ السلطة. بين الاندهاش وعدم التصديق قام العسكرييون بتقبل ما تم من أمر وقاموا بالتوجه إلى بيت الرئاسية للاعتراف به كرئيس للأرجنتين وللتوقيع على بعض الإجراءات المفروضة من قبل القوات المسلحة، كان أولها إلغاء الانتخابات لتي فازت بها البيرونية وأيضاً إحلال المجلس الوطني وتدخل في جميع المقاطعات. وافق جيدو على الإملاءات العسكرية وعين فريق اقتصادي يضم فديريكو بينيدو وخوسيه ألفيردو مارتينو دي هوز...إلخ. فبالتالي اعترفوا به كرئيس للبلاد.
وأخيراً في 1963، دعي إلى انتخابات محدودة مع عدم السماح بمشاركة البيرونيين وكانت النتيجة فوز الرئيس الراديكالي الشعبي أرتورو إيليا، ولم يأت المركز الثاني أي شخص من المذكورين أعلاه من قبل البيرونيين كنوع من الاعتراض.

### فترة إيليا الرئاسية (1963-1966)
في اليوم السابع من يوليو عام 1963 جاءت الانتخابات الرئاسية الجديدة حيث منع البيرونيين من الاقتراع وكذلك الرئيس السابق فرونديزي بفوز أرتورو أومبرتو إيليا عضو في الاتحاد المدني الراديكالي الشعبي.
وكانت نتائج الانتخابات الرئاسية عام 1963 كالتالي:
| المرشحين                               | الحزب                            | الأصوات   | %     |
| -------------------------------------- | -------------------------------- | --------- | ----- |
| أرتورو إيليا - كارلوس بيرتي            | الاتحاد المدني الراديكالي الشعبي | 2.441.064 | 25,14 |
| لا أحد من المذكورين بالأعلى            |                                  | 1.827.464 | 18,82 |
| أورسكار أليندي - سيلستينو خلسي         | الاتحاد المدني الراديكلي الثابت  | 1.593.992 | 16,41 |
| بيدرو إيوخنيو اورومبورو - أوراسيو ثيدي | الاتحاد الشعبي الأرجنتيني        | 728.662   | 7,50  |
|                                        | الحزب الوطني التقدمي             | 633.934   | 6,52  |
| إميليو اولموس - إميليو خوفري           | فدرالية الأحزاب الوسطية          | 499.822   | 5,14  |
| أوراسيو سويلدو - فرانشسكو كانو         | الحزب الديمقراطي المسيحي         | 324.723   | 3,34  |
| ألفيردو بالاسيوس - رامون سوريٌا         | الحزب الشيوعي الأرجنتيني         | 288.339   | 2,96  |
| أرتورو أورجاز - رودولفو فيتي           | الحزب الشيوعي الديمقراطي         | 258.787   | 2,66  |

فيما تمت إضافة 270 صوت على ما يملكه أرتورو في الهيئة الانتخابية يوم 31 يوليو عام 1963.

#### الحكم

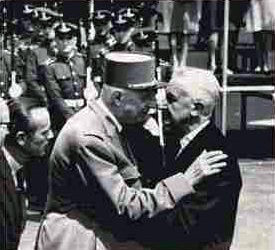
يستقبل اتورو إيليا رئيس فرنسا تشارلز ديجول حيث نشرت تلك الصورة في كلارين يوم 4 أكتوبر 1964.

تولي أرتويو إيليا الحكم يوم 12 أكتوبر 1963. تميز حكمه بتطبيق إجراءات اقتصادية واجتماعية بغرض إصلاح الشعب وأيضاً تميزت بشيء من الضعف الموروث من حكومة بيرون ولذلك جاء في المركز الثاني الأصوات البيضاء كنوع من الاعتراض. تسبب هذا في تولي أول أقلية صغيرة للحكم بنسبة 25% ومجيء في المركز الثاني الأصوات البيضاء بنسبة 18%.
كانت تلك الإجراءات الأساسية هي:
- إزالة التقيدات الانتخابية والسياسية التي عانى منها البيرونيين ماعدا الرئيس السابق بيرون الذي نتج عن رجوعه للبلاد تجنب اللجوء إلى الديكتاتورية البرازيلية العسكرية.[106] كما أجاز شرعية الحزب الاشتراكي.
- أصدر قانون الحد الأدنى للراتب رقم 16.459 وأنشأ مجلس مسؤول عن الرواتب مكون من هيئة ثلاثية من ممثلين من الحكومة والتجار والنقابيين. ارتفع الأجر الفعلي للساعة بين ديسمبر 1963 وديسمبر 1964 بنسبة 9.6٪.
- أصدر قانون الاكتفاء بغرض التحكم في الأسعار وتحديد الحد الأدنى للمعاشات والتقاعد.
- فيما يتعلق بالبترول تم إلغاء الاستغلال النفطي التي نشأت في عهد فرونديزي لصالح شركات خاصة أجنبية؛ لاعتبارهم تهديد للمصالح القومية وأيضاً بسبب تداخل مصالحهم مع مصالح شركة حقول النفط المالية.
- بالنسبة للتعليم كان له جزء كبيرا في الميزانية القومية بنسبة 12% عام 1963 وزادت إلى 23% في 1965. وتم تفعيل خطة لمكافحة الأمية.
- قانون أونياتيبا للأدوية عام 1964 حيث أسُست سياسة لتعامل مع الأسعار والتحكم في الأدوية والوصفات الطبية وأسعار الإعلانات والبيع في الخارج والإتاوات. هذا القانون الاشتراكي هكذا كان ينظر إليه القطاعات العسكرية والشركات الأجنبية كان سبباً في إسقاط النظام الديمقراطي.
- تميزت السياسة الاقتصادية بإتجاه تنموي لتقليل الدين العام ودعم الصناعة. تم إنشاء نقابة للشركات بغرض التحكم في الشركات العامة. تطور الناتج المحلي الإجمالي تلك افترة من 10.3% لعام 1964 و9.1% لعام 1965. فكانت المؤشرات الصناعية إيجابية إلى حد كبير وقلٌت البطالة من 88% عام 1963 إلى 5.2% عام 1966.

#### الإطاحة

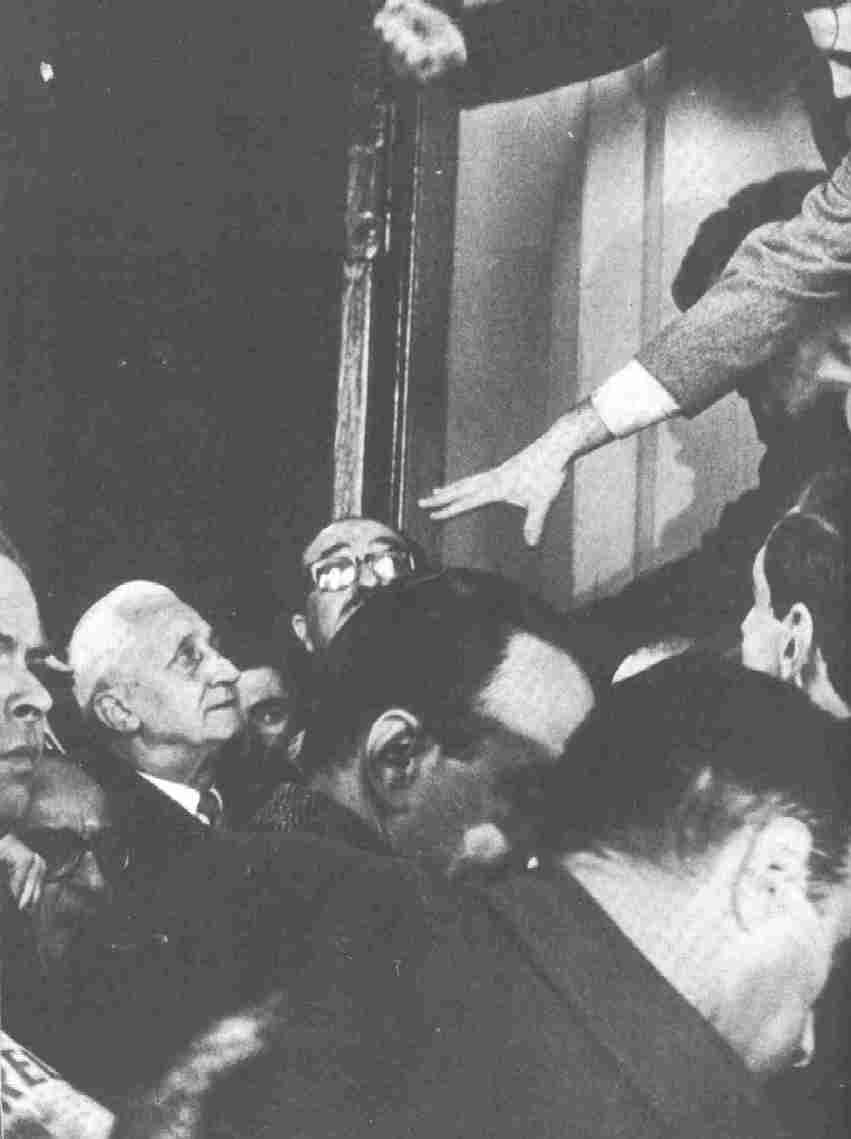
أتورو إيليا بعد تركه لبيت الرئاسة. نُشرت الصورة في مجلة لا خنتي.

دعت الحكومة في 1965 إلى انتخابات برلمانية وأعطوا البيرونيين حق الترشح حيث فازوا ب3.278.434 صوتاً مقابل 2.734.970 لصالح الاتحاد المدني الراديكالي الشعبي. أدى ذلك الفوز المفاجئ إلى تزعزع موقف القوات المسلحة الداخلي حيث افُتعلت المواجهات ضد معارضي البيرونيين.
أثناء ذلك قامت القطاعات الاقتصادية بنشر حملة إساءة ضد الحكومة عن طريق وسائل الإعلام، وكان من بينهم بريميرا بلانا حيث كان ينشر ماريانو جرودونا مقالته العامودية وأيضاً مجلة تودو حيث نشر بيرناردو نيوستاد. أطلقت تلك الصحف على الرئيس لقب السلحفاة واصفين إدارته بالخجولة والمتكاسلة. حيث كانت تدعو العسكريين بإطاحة تلك الحكومة الراديكالية.
بناءً على تعليمات القائد العام للجيش باسكوال باستيريني والجنرال خوليو السوجاري تم تنظيم انقلاب عسكري للإطاحة بإيليا. حصلوا على دعم الاتحاد المدني الراديكالي المتعنت بقيادة أوسكار ألندي وحركة التكام والتطوير بقيادة الرئيس السابق أتورو فرونديزي الذي تم الإطاحة به عام 1962، وأيضاً المجتمع الريفي الأرجنتيني ومنظمات تجارية أخرى وانضم لهم قطاع من النقابة البيرونية والصحافة وقطاع من الاتحاد المدني الراديكالي الشعبي بقيادة حاكم انتري ريوس. وكانت أيضاً الولايات المتحدة تدعم الانقلاب من خلال الأفكار التي تروجها مدارسها في دول الجنوب الأمريكي.
في 28 يوليو 1966 قام الانقلاب العسكري وسط تجاهل المواطنين. ذهب الجنرال السوجاراي في فجر هذا اليوم وقدم طلب الاستقالة لوقعه الرئيس. وبالفعل وقعه لعدم وجود أي دعم له من العسكريين ولا حتى من القطاعات المدنية وغادر البيت الرئاسي في السابعة وعشرين دقيقة صباحاً حيث تولي الرئاسة من بعده الجنرال خوان كارلوس أونجانيا.

### الثورة الأرجنتينية (1966-1973)

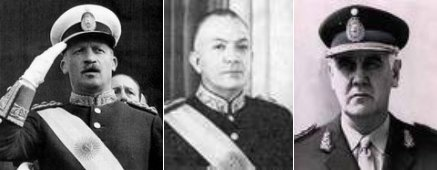
صورة توضح الجنرالات خوان كارلوس اونجانيا ومارسيلو ليفنجستون وأوجستين لانوس وهم الثلاثة ديكتاتوريين الذين حكموا الأرجنتين في فترة 1966 حتى 1973.

في 28 يونيو عام 1966 ترأس قادة القوات المسلحة الثلاثة باسكوال انخيل بيستاريني والعميد ادولفو تيودورو الباريز والأميرال بنيجنو إجناسيو مارسلينو فاريلا الانتفاضة العسكرية للإطاحة بالرئيس أرتور إيليا وتعيين الفريق خوان كاروس أونجانيا. نتج عن هذا الانقلاب ديكتاتورية عسكرية في الأرجنتين فيما تعرف بالثورة الأرجنتينية والتي لم تعد تُعرٌف نفسها كحكومة مؤقتة مثل ما حدث في الانقلابات العسكرية السابقة ولكن تم تأسيسها كحكومة دائمة. كذلك حدث في باقي دول أمريكا اللاتينية مثل البرازيل وأوروجواي وبوليفيا وباراجواي، حيث انُتقدت بعد ذلك من قبل العالم السياسي البارز جييرمو اودونيل الذي أطلق عليها دولة بيروقراطية تسلطية.
أصدرت الثورة الأرجنتينية عم 1966 قانون ذو صلاحيات أعلى من دستور 1972 الذي دعي إلى إصلاحات دستورية، حيث كانت سمي تتميز بها الديكتاتوريات السابقة. تبنت الديكتاتورية بشكلٍ عام أيدولوجية القومية- اللاشتراكية حيث كانت تدعما الولايات المتحدة وأيضاً دول أوروبا.
أنتجت الصراعات السياسية والاجتماعية التي ولدت خلال الثورة الأرجنتينية والصراعات بين مختلف القطاعات العسكرية عن انقلابين عسكريين حيث أدوا إلى ثلاث ديكتاتوريات عسكرية: خوان كارلوس أونجانيا (1966-1970) ومارسيلو ليفنجستون (1970-1971) وأليخاندرو أوجستين لانوس (1971-1973).
من الجانب الاقتصادي أعطت الديكتاتورية وزارة الاقتصاد إلى القطاعات المدنية المحافظة - الليبرالية والذي يمثله أدلبيرتو كريجر فاسينا، والذي كان وزريراً سابقاً أثناء الثورة التحررية. وترك العقيدة الليبرالية تواجه الأعمال العامة حيث واكبت النشاط الصناعي. كانت حصة الأجور في الدخل القومي أقرب إلى 43% خلال 1967-1969. ظل معدل الصادرات في ارتفاع ولكن تضرر القطاع الزراعي لتخفيض قيمة العملة وزيادة معدلات البقاء على الصادرات، فضلاُ عن إغاء التدابير الوقائية. وفيما يتعلق بالعمل فتم إصدار التحكيم القانوني المزم الذي سمح بالقيام باعتصامات. يجب أيضاً إن نشير إلى أثناء رئاسية لفنجستون سادت القطاعات القومية- التقدمية للقوات المسلحة والتي جعلت الراديكالي ألدو فيرير وزيراً للاقتصاد.
نظمت الديكتاتورية خروج انتخابي بمشاركة البيرونيين، على الرغم من منع بيرون الرئيس السابق، عام 1973 بسبب التمرد الشعبي المتزايد على نطاق واسع، وفاز المرشح البيروني هكتور خ. كامبورا بنسبة 49% من الأصوات، والذي بدوره قدم استقالته للسماح بقيام انتخابات حرة جديدة والذي فاز بها خوان بيرون بنسبة 62% من الأصوات. ولكن مات بيرون في أقل من عام منذ انتخابه، وأصبحت الحكومة البيرونية تحت قيادة نائب الرئيس ماريا إستيلا مارتينز ديل بيرون، والتي سيتم الإطاحة بها في انقلاب عسكري عام 1976.

### فترات كامبورا وبيرون وإيزابيل مارتينز (1973-1976)
في 11 مارس عام 1973 كانت تنعم الأرجنتين بانتخابات عامة حيث حقق البيرونيين فوزاً ساحقاً على الرغم من عدم خوض بيرون للانتخابات. تلاها عدة أشهر في 13 يوليو لنفس العام استقال هكتور خوسيه كامبورا ليفتح نافذة الانتخابات الجديدة بدون منع أو محظورات. رجع بيرون من منفاها حيث استقبله مليوني شخص. حدثت في 20 يونيو 1973 مذبحة إيزايزا، حيث تلاها فوز بيرون بانتخابات 23 سبتمبر. بدأت الفرق الثورية كمنظمة موتونوريس بممارسة الضغط لتأسيس الاشتراكية القومية، فاغتالوا خوسيه إجناسيو روتشي، السكرتير العام لاتحاد العمالي العام.
مات بيرون في 1 يوليو عام 1974 بقصر في القلب وأمراض أخري. تولت زوجته ماريا إستيلا مارتينيز دي بيرون الرئاسة من بعده التي كانت ضعيفة وقتذاك. حيث كانت الصراعات الداخلية للحزب بين القطاع اليميني والإرهاب المتزايد الذي يمارسه المتمردين والحركات الثورية الشبه عسكرية. أنُشأ في 1974 التحالف الأرجنتيني المناهض للاشتراكية (تريبل أ) وهي منظمة شبه سياسية- إرهابية يمينية متطرفة بغرض تهديد حياة القادة والشركاء اليساريين والفنانين والمعارضين ورجال الأعمال بواسطة منهج من الاغتيالات والتفجيرات والخطف والتعذيب. اشُتبه الوزير لوبز بيجا في قيادة وتنظيم تلك المنظمة حيث كان الزراع اليمني للبيرونية وبيرون. أجريت البحوث مؤخراً في محاولة لتحديد مشاركة زعيم حزب العمال وزوجته في أعمال هذه المنظمة الإرهابية. وقع انقلاب عسكري واستولوا على السلطة في 24 مارس عام 1975.

### إعادة تنظيم البلاد (1976-1983)
في 24 مارس عام 1975 أطاح التمرد العسكري بالحكومة ماريا إستيلا مارتينيز دي بيرون ليؤسسوا ديكتاتورية شبه دائمة (دولة بيروقراطية متسلطة) سميت بإعادة تنظيم الوطن بقيادة مجلس عسكري مكون من ثلاثة عسكريين، واحداً لكل قوة. بدوره يختار المجلس الرئيس ليتولى مهامه التشريعية والتنفيذية.

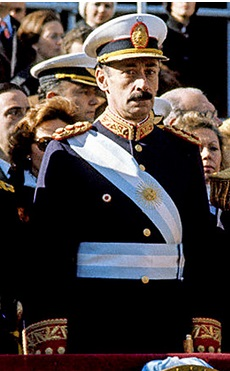
الديكتاتور خورخي رافاييل فيديلا 1978.

شأنه شأن الديكتاتورية السابقة، أصدر المجلس العسكري في 1976 قانون ذا سلطة أعلى من الدستور. وقد حكم تلك الفترة أربع مجالس عسكرية متعاقبة:
- 1976-1981 خورخي رافاييل فيديلا وإيمليو إدواردو ماسرا وأورلاندو رامون أجوستي.
- 1981 روبرتو فيولا وأرماندو لامروس تشيني وعمر دومينغو روبنز جراتيجنا.
- 1981-1982 ليوبولدو فورتوناتو جالتيري وباستيو لامي دوزو وخورخي إسحاق أنايا.
- 1982-1983 رينالدو بنيتو بيجنوني وروبن فرانشسكو وأوجستو خورخي هدجز.

في كل مرحلة من تلك المراحل تم تعيين خورخي رافاييل فيديلا وروبرتو فيولا وليوبولدوفورتوناتو جالتيري ورينالدو بنيتو بيجنوني بالترتيب كرؤساء من قبل المجالس العسكرية.
جاء نتيجة تلك الفترة إرهاب دولة الذي هتك حقوق الإنسان وأدى إلى اختفاء أكثر من عشرات الأميال من الأشخاص وفقاً لمنظمات حقوق الإنسان حيث إرتفع إلى 30,000. فكان التبرير الوحيد هو القضاء على تلك الأيدولوجيات والمنظمات والحركات التي تدعم أو تساعد التمرد الاشتراكي في غضون الحرب الباردة. وعلى النطاق الدولي اعتمدت الديكتاتورية الأرجنتينية وانتهاك حقوق الإنسان على دعم الولايات المتحدة الأمريكية، باستثناء حكومة جيمي كارتر، وفرنسا أيضاً وبلدان أوروبا الغربية الأخرى والاتحاد السوفيتي والكنيسة الكاثوليكية. وفي نفس الوقت دعمت الولايات المتحدة الأمريكية الديكتاتوريات العسكرية التي نشأت في الجنوب الأمريكي كالأرجنتين والبرازيل وبوليفيا وتشيلي وباراجواي وبيرو وأوروجواي والتي نسقت فيما بينها وبين الولايات المتحدة فيما يُعرف بخطة كوندور.
من الناحية الاقتصادية، سلم وزير الاقتصاد خوسيه ألفريدو مارتينز دي هوز، بأمر من الديكتاتور، رسمياً وزراته الاقتصادية للجمعيات الأكثر محافظة والتي دعمت سياسية اقتصادية مفتوحة نيوليبرالية، مع توسيع الديون الخارجية عن طريق الاحتيال وآليات الفساد والتي تُعرف بالدراجة المالية وهذا كله في صالح القطاع الخاص، وسوف يستمر هذا الدين مع حكومات عدة متتالية:
- وزير الاقتصاد خوسيه الفريدو مارتينز دي هوز ورئيس الكجلس التجاري الأرجنتيني.
- وزارة الثروة الحيوانية لجمعية الأرجنتين الريفية ويمثلها خورخي زوريجييتا، والد ماكسيما زوريجييتا، ملكة هولندا.
- البنك المركزي لرابطة البنوك الخاصة في العاصمة الأرجنتينية.

تستقبل الأرجنتين في 1978 كأس العالم لكرة القدم حيث تستغل المنظمات المختلفة الحدث لتعلن رفضها واستيائها من النظام. في حين صرح المجلس العسكري أن تلك الأفعال هي مجرد أفعال مناهضة للأرجنتين من قبل إرهابيين. ودعمت وسائل الإعلام موقف الحكومة. فاز المنتخب الأرجنتيني بكأس العالم.
ساءت العلاقات السياسية مع تشيلي بسبب صراع على قناة بيغل، في 1978 كانت كلتا البلدين على شفا حرب ولكن لم تقم. على الرغم من ذلك ظلت العلاقات عدائية فيما بينهم. في 1982 تحت قيادة ليوبولدو فورتوناتو جالتيري بدأت الحكومة العسكرية بحرب جزر الفوكلاند ضد المملكة المتحدة لأسباب تظل حتى اليوم مجهولة. وأدت هزيمة الجيش إلى سقوط المجلس العسكري في الأرجنتين وبعد عدة أشهر دعي المجلس العسكري الرابع إلى انتخابات في 30 أكتوبر 1983 حيث فاز عضو الاتحاد المدني الراديكالي راؤول ألفونسين. وتلاها محاكمة القادة العسكريين وسُجن الكثير منهم فيما يزال حتى الآن قيد التنفيذ.
كانت تلك الديكتاتورية هي الأخيرة، على الرغم من المحاولات العسكرية سميت كارابنتادا، أو الوجه المرسوم، للتدخل في الحكم بين 1987 و1990 ولكن لم تستطع إحداها بالإطاحة بالحكومات الديمقراطية.

#### حرب جزر الفوكلاند (1982)
أعلنت الأرجنتين في 1982 الحرب في جزر الفوكلاند ضد المملكة المتحدة. فاستطاعت أغراق العديد من السفن البريطانية وتحرير بعض الأراضي على الرغم من المقارنة الغير العادلة بين الجيشين. ولكن هزيمة الجيش الأرجنتيني كانت نتيجة حتمية، حيث راح ضحيتها 628 جندياً، كان معظمهم على متن السفينة إيه آر إيه خنرال بلجرانو الغارقة. فكانت الهزيمة هي القشة التي قصمت ظهر البعير.

## استعادة الديمقراطية
أجبرت الهزيمة في حرب جزر الفوكللاند الحكومة الأرجنتينية على القيام بانتخابات ديمقراطية عام 1983 بدون فرض أية شروط. فتميز العقدين الأوائل باستعادة الديمقراطية محاكمة المتهمين بارتكاب انتهاكات لحقوق الإنسان خلال فترة الديكتاتورية السابقة حيث تميزت عن سابقيها من البلاد المتحررة من الديكتاتوريات في أمريكا الجنوبية، وأزمة الديون وظهور العولمة والإصلاحات النيوليبرالية ووالركود الاقتصادي الحاد الذي بدأ في عام 1998 وانتهي مع الأزمة العامة عام 2001\2002. يتميز العقدين بفترة ديمقراطية تمر على البلاد حيث يمرر الرؤساء الديمقراطيين السلطة لأشخاص من أحزاب مختلفة. وتلعب الأرجنتين أيضاً دوراً مهماً في نشأة الميركوسور مع البرازيل وباراجواي وأوروجواي.

### ألفونسين (1983-1989)

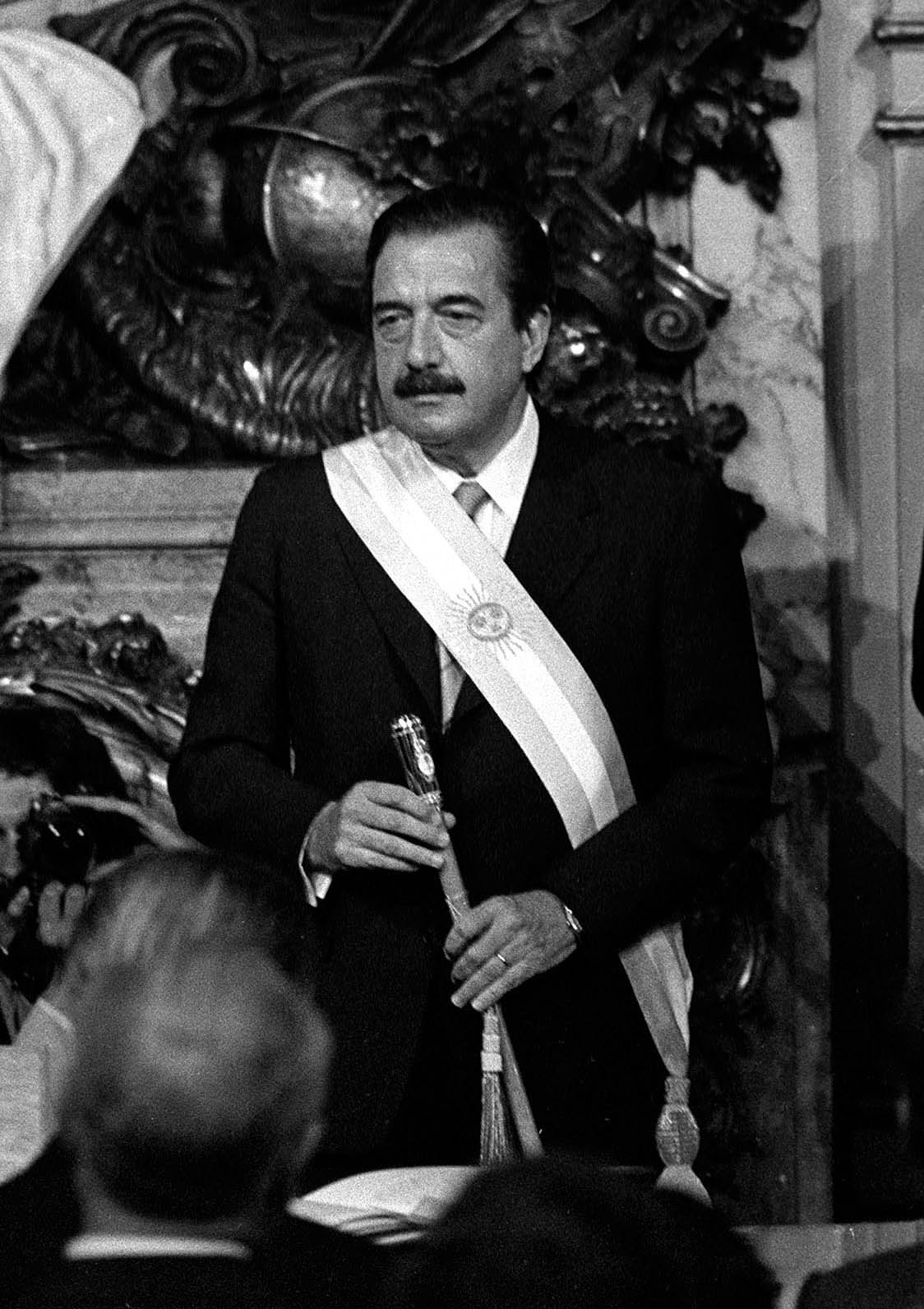
لراديكالي راوؤل ألفونسين أول رئيس منتخب بعد الديكتاتورية العسكرية.

في يوم 30 أكتوبر عام 1983 قامت الانتخابات حيث فاز راوؤل ألفونسين مرشح الاتحاد المدني الراديكالي بنسبة 51% من الأصوات، تلاه الحزب البيروني بنسبة 40% من الأصوات.
أمر ألفونسين بمحاكمة المجالس العسكرية التي أساءت استخدام السلطة أثناء عصر الديكتاتورية فيما عدا الأخيرة، فضلاً عن قادة حرب العصابات التي ظهرت في السبعنيات من القرن الماضي. أنشأ اللجنة الوطنية المعنية بالأشخاص المختفين التي كتبت تقرير لا بعد اليوم الذي يسجل ويثبت ألاف من حالات الاختفاء وانتهاك حقوق الإنسان والإشارة إلى الأشخاص المسؤولين عن ذلك. صدر الحكم بإدانة خورخي فيديلا، وادواردو ماسيرا بالسجن مدى الحياة، وفي 9 ديسمبر 1985 وحكم على روبرتو فيولا بالسجن لمدة 17 عام وعلى أرماندو لامبروسشيني ب8 أعوام وعلى أورلاندو رامون اغوستي ب4 سنوات. قامت المحاكمة في مناخ من الشفافية والديمقراطية خلافاً ما حدث من مفاوضات سرية في أوروجواي وتشيلي والبرازيل وإسبانيا والبرتغال وجنوب أفريقيا.
قدم ألفونسين إلى مجلس الشعب قانون إنهاء محاكمة العسكريين وقانون الطاعة الواجبة بضغط من القطاعات العسكرية والتمردات الكارابنتادا للحد من المحاكمة بتهم ارتكاب جرائم ضد الإنسانية. كان هناك القمعيين بين من نادوا بالحرية الذين كانوا رمزاً لانتهاك حقوق الإنسان حول العالم كالفردو أستيز. رفضت القوانين من قبل منظمات حقوق الإنسان وتم إلغائها تماماً في 2003.
من الناحية الاقتصادية كانت تبلغ الديون المتراكمة من الديكتاتوريات السابقة 7,700 ملايين دولار في 1976 وأخذت في النمو إلى 45,000 مليون في 1983 حيث وضعت سياسات الرعاية والتنمية لدفع فوائد الديون على حسب ما حدده صندوق النقد الدولي. طبقت الحكومة خطة أوسترال للتحكم في التضخم التي كانت تعانيه بسبب الشركات والبنوك الخارجية وما يطلق عليه مقاولة وطنية والتي جمعت الشركات ، ولكن لم تستطع الخطة إصلاح المشاكل الهيكلية.
أدى تجميد الأجور والهجوم على النقابات واستمرار القانون النقابي الفاشي للديكتاتورية واعتبار النقابات مع الجبهة البيرونية إلى صراع طويل بين الحكومة الراديكالية والاتحاد العمالي العام حيث اندلعت ثلاثة عشر اضطراب عام للتعبير عن هذا الصراع. وأخيراً تنهي الحكومة الراديكالية المفاوضات مع النقابات وتصدر قانون نقابي جديد.
تم تأسيس خلال عهد ألفونسين الاستقلالية الجامعية الذي لغُي في 1966 وتم البدء في خطة نحو الأمية والخطة الوطنية للأغذية وقوانين الحضانة المشتركة (1985) والطلاق المطلق (1987)، الذي تم إبطال مفعوله من قبل الديكتاتورية التي أنشئت في عام 1955.
اهتمت سياسة المستشار دانتي كابوتو في عهد ألفونسين بإنهاء كل الصراعات بين الدول الحدودية وحلها وأيضاً تمكين القوات المسلحة في المنطقة. وبالتالي انتهي صراع بيجل مع تشيلي الذي وضع البلدين على شفا حرب في 1978 حيث قبُل اقتراح بابا الفاتيكان. ووقعت الأرجنتين وتشيلي على اتفاقية السلام والصداقة حيث وضعت حلاً لكل الصراعات على مضيق ماجلان بين الطرفين. وتم توثيق الاتفاقية بالاستفتاء العام غير الإجباري حيث وافق عليه 82%.
كانت البرازيل في 1985 هي ثاني دولة بعد الأرجنتين تحقق الحلم الديمقراطي. وفوراً وقع ألفونسين وخوسيه سارني على إعلان فوز دي أجوازو والذي أطلق عملية انضمام والتي بعد ستة أعوام سوف يُطلق عليه اسم ميركوسور بانضمام أوروجواي وباراجواي بعد تمكنهم من تحقيق الديمقراطية. حتى تلك اللحظة فسوف تحافظ كلتا البلدين على العلاقات الحماية العسكرية المشتركة أو التي سوف تُفعل عندما تحاول إسبانيا والبرتغال السيطرة على العالم.
من الجانب الاقتصادي تفاقم الوضع أكثر من زي قبل حيث بلغ التضخم 343% تمهيداً لما حدث من تضخم هائل في 1989 حيث بلغ أعلى من 30000% سنوياً وصل معدل الفقر إلى 47.3%.
في ظل هذه الظروف قامت الانتخابات الرئاسية في 14 مايو 1989 حيث فاز المعارض البيروني كارلوس منيم بنسبة 47.7% من الأصوات مقابل 36.7% من الأصوات، حصل عليها الاتحاد المدني الراديكالي. استقال ألفونسين جراء الفوضى الاقتصادية والاجتماعية قبل خمسة أشهر من انتقال السلطة في 8 يوليو.

#### استقالة ألفونسين
يرجع سبب استقالة ألفونسين إلى انقلاب السوق أو الانقلاب الناعم جراء ما حدث من حالة تضخم. استخدمت صحيفة الأميتو فينانسيرو هذا المصطلح لإعلان استقالة ألفونسين. لدي استخدام المصطلح استقالة تفسيرات عدة منها أن ألفونسين تخلي عن الحكم بإرادته لعدم قدرته في إنقاذ الوضع. قد كلف ألفونسين دومينغو كافالو وجويدو دي تيلا التي أدت إلى التضخم.
| تاريخ الأرجنتين | قامت الانتخابات وتفاقم الوضع للأسوأ جراء إتفاق النائب كافالو مسبقاً مع البنوك الدولية لدفع الديون، متأمراً ضد البلاد. ثم قال جويدو دي تيلا أن الدولار لا يجب أن يرتفع بل أن يكون أكثر ارتفاعاً، ولذا كان يجب علينا تسليم السلطة. راؤول ألفونسين | تاريخ الأرجنتين |

التقي الزعيم الاشتراكي سيمون لازارا أحد المقربين من ألفونسين مع مجموعة من رجال الأعمال وطلب منهم السماح لهم باستكمال مهلته حتى 10 ديسمبر التالي. في هذا الشأن يقول الرئيس التنفيذي لصحيفة كلارين، هكتور ماجنتو نيابة عن تلك المجموعة: 
| تاريخ الأرجنتين | أنتم بالفعل عقبة. | تاريخ الأرجنتين |

### فترة منعم الرئاسية (1989-1999)

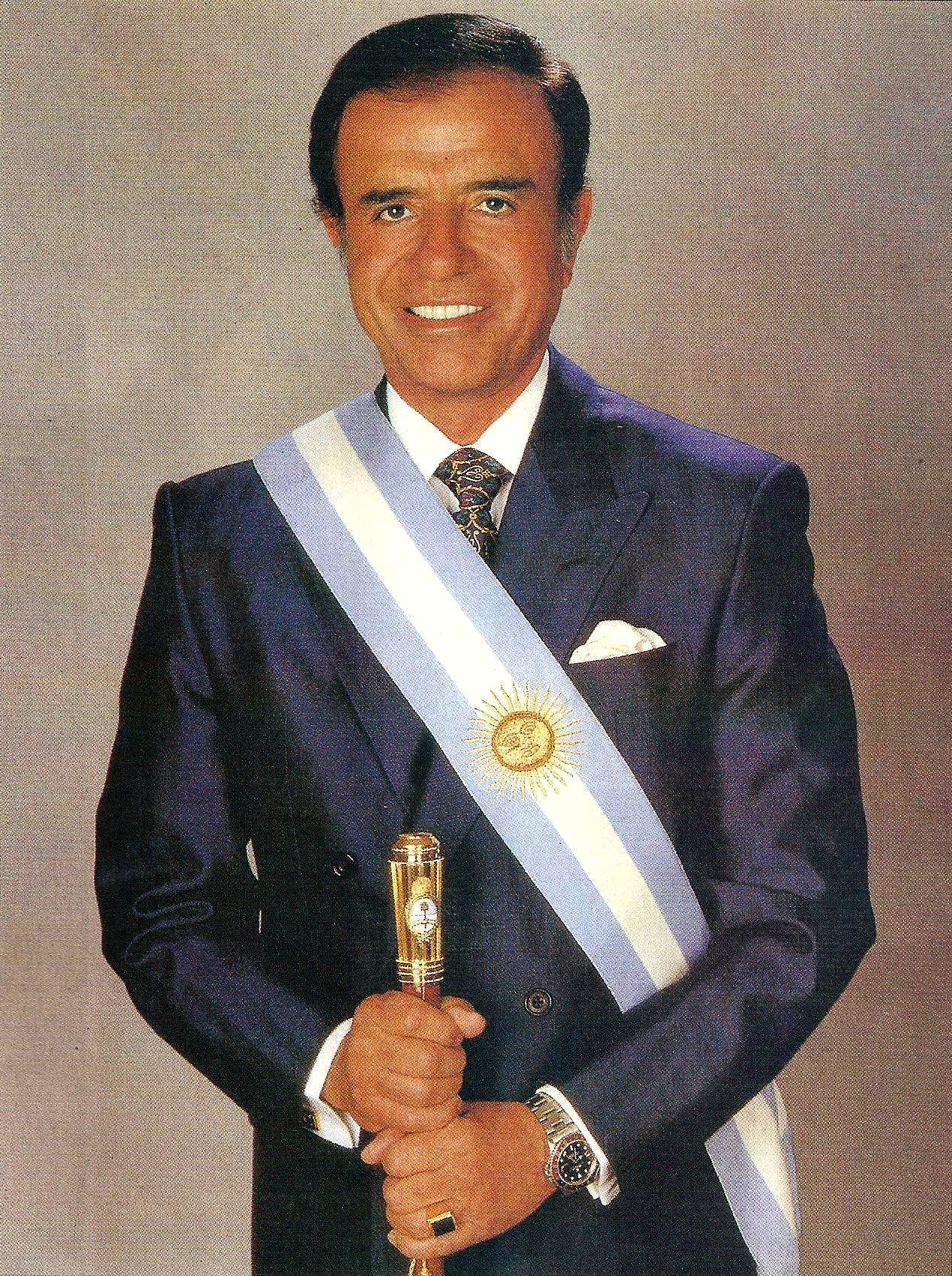
الرئيس البييروني كارلوس منعم تولي بعد ألفونسين فترتين رئاسيتين متتاليتين.

تولى كارلوس منعم رئاسة الأرجنتين لفترتين رئاسيتين متتاليتين بين يوليو 1989 وديسمبر 1999. تولي الرئاسة على هامش فوز الولايات المتحدة في الحرب الباردة وداية العولمة. طبق سياسية نيوليبرالية حيث سار على خطي إجماع واشنطن 1989 مما حقق خصخصة وتحرر للأسواق بين بلدان أمريكا اللاتينية.
حدث تضخم اقتصادي للمرة الثانية في 1990 حيث شجبت الولايات المتحدة لما يحدث من فساد الذي أدى إلى تلك الكارثة ونتج عن ذلك تولية المستشار دومينغو فيليب كافالو منصب وزير الاقتصاد.
أخذ كافالو في تطبيق ثلاثة قوانين ذا تأثير ملحوظ في الاقتصاد الأرجنتيني: تحويل العملة الوطنية إلى الدولار (قانون23.928) وتعليق أو تجميد دفع الديون الداخلية مدة عشرة أعوام (قانون 23.982) وما يُطلق عليه المرونة العمالية (قانون 24.445) أضف إلى ذلك قانون الإصلاح (قانون 23.696) وقانون الطوارئ الاقتصادي (قانون 23.697). تم تطبيق سياسة الدين الخارجي مستغلاً ارتفاع قيمة العملة الأرجنتينية خلال التحويل مما أدى إلى بلوغ 145.000 مليون دولار عام 1999 بعد أن كان 65.000 مليون دولار.
تم تخصيص جميع الشركات الأرجنتينية بين 1990 و1994: إنتل وسكك حديد الأرجنتين والبريد وحقول النفط المالية والبنزين والخدمات الكهربائية لبوينس آيرس والقناة 13 والقناة 11 والقناة 9 والمياه والصرف الصحي ومصانع السفن والحديد والصلب والبتروكيماويات والأساطيل التجارية والموانئ والبنك العقاري وحقول الكربون المالية. إضافة إلى صناديق التقاعد الحكومي التي أصبحت تدار من قبل شركات للربح تسمى إدارة صندوق التقاعد والمعاشات حيث تمت خصخصتها أيضاً.
واصل منعم سياسة الإفلات من العقاب على الجرائم ضد الإنسانية التي ارتكبت خلال الديكتاتورية التي كانت قد بدأت بعد الانتفاضات العسكرية كارابنتادا ضد ألفونسين. تحقيقاً لهذه الغاية بين 7 أكتوبر 1989 و30 ديسمبر 1990 أصُدر 10 مرسومات بالعفو عن المدنيين والعسكريين الذين ارتكبوا جرائم خلال الديكتاتورية السابقة من ضمنهم أعضاء المجلس الذين أدُينوا في 1985 وأيضاً وزير الاقتصاد خوسيه ألفريدو مارتينز دي هوز وقادة منظمات حرب العصابات حيث تم العفو عن أكثر من 1200 شخصاً. انتقدت منظمات حقوق الإنسان تلك الإعفاءات مطالبة بإلغائها. وبالفعل تم إلغائها في 2003.
وقعت الأرجنتين في 1991 معاهدة أسنثيون مع البرازيل وأوروجواي وباراجواي حيث تنشأ الميركوسور بغرض تأسيس جبهة اقتصادية قوية في الجنوب الأمريكي. عززت الميركوسور الديمقراطية في البلدان المنضمة بالإضافة إلى تغيير التجارة الخارجية حيث رفعت معدل التجارة مع البرازيل 1000%.
حدثت انفجارات بجانب السفارة الإسرائيلية في الأرجنتين والجمعية التعاونية الإسرائيلية الأرجنتينية في 1992 و1994 والتي راح ضحيتها أكثر من مائة شخص. وفي 2015 سوف يحاكم المسؤولين من بينهم منعم بتهمة التستر على الهجوم الثاني. أيضاً حدث انفجار للمصنع العسكري للنسيج في ريو ترثيرو في 1995 والذي أعقبه وفاة 7 أشخاص للتستر على فضيحة بيع الأسلحة للإكوادور وكرواتيا، والتي أدين بها منعم.
في 1994 وقع منعم وألفونسين على ميثاق أوليفوس والذي ينص على تطبيق إجراءات معينة من أجل الإصلاح الدستوري في نفس العام بدلاً من الدستور الذي وضعته الديكتاتورية السابقة في 1955.
فاز منعم لفترة رئاسية ثانية بعد فوزه في انتخابات 1995 بنسبة 49.9% من الأصوات، بعد فوزهم على فريباسو والتي جاءت في المركز الثاني بنسبة 29% من الأصوات، واحتل الاتحاد المدني الراديكالي المركز الثالث لأول مرة منذ 100 عام.
تميزت حكومة منعم الثانية (1995-1999) بالتدهور الاجتماعي والذي أثر على كافة المجتمع في 1997. استمرت البطالة بنسبة عالية مكونة من رقمين، فقط في 2006 سوف تصبح رقماً واحداً، ولم تتوقف الأعمال غير المسجلة عن الارتفاع. كانت الجريمة بمعدلاتها المرتفعة تعد من التغيرات الملحوظة التي لم تشهدها البلاد من قبل، حيث زاد معدل جرائم القتل 400% بين 1989 و1996. أدى انخفاض معدل الاستهلاك والانفتاح الاقتصادي إلى زيادة كارثة الصناعات المحلية حيث تم إغلاق المصانع والسكك الحديدية.
تفاقم الصراع الاجتماعي نتيجة تدهور أحوال المعيشة. تكونت الحركة العمالية من ثلاثة قطاعات: اتحاد العمال العام الأرجنتيني وحركة العمال الأرجنتينين ومركز العمال الأرجنتيني حيث نظموا لتسعة إضرابات بين 1992 و1999. بدأت مجموعات من المتقاعدين عن العمل في 1999 في قطع الطرق أسبوعياً احتجاجاً على تجميد الرواتب ومنذ النصف الثاني من العقد التاسع بدأت مظاهرات عنيفة وقطع طرق يقودها تنظيم العمال العاطلين عن العمل حيث كانت شرارة بدأ حركة بيكتيرو. كانت حالات القتل من قبل قوات الأمن للعامل فكتور تشوكي في 1995 وتيريزا رودريجيز في 1997 هي أول ما ارتكب من جرائم منذ سقوط أخر الديكتاتوريات، حيث أشارت تلك الوقائع إلى ازدياد معدل العنف أثناء التظاهرات.
وفي مجال الرقابة على المعلومات أصبحت كلارين تتحكم في جميع وسائل الإعلام من صحف ومجلات وقنوات تلفاز وراديو وقنوات كابل ووكالات الأنباء وشركات الإنترنت وكذلك كان لديها الحق في إغلاق ما تشاء في معظم المقاطعات والمدن. شجبت شخصيات مهمة مثل خورخي لاناتا مدير صحيفة باخينا\12 وخوليو راموس مدير صحيفة أميتو فينانثييرو وكاتب أقفال الصحافة، احتكار صحيفة كلارين والضرر المتفاقم الذي سببته إزاء حرية الرأي والصحافة.
| تاريخ الأرجنتين | المشكلة الكبري التي أصابت الصحافة في التسعينيات هي كلارين أقفال الصحافة، خوليو راموس | تاريخ الأرجنتين |

في 1998 اعُتبرت الأرجنتين نموذجا يحتذى به من قبل صندوق النقد الدولي ودعُي الرئيس منعم لتوجيه كلمة إلى الاجتماع السنوي المشترك بين الوكالة والبنك الدولي، في الوقت التي كانت تعاني الأرجنتين من فترة ركود اقتصادي لأربع أعوام حيث تم تدمير الجزء الرابع من الثروة القومية والتي أدت إلى أكبر كارثة تمر في تاريخ البلاد الحديث.
في 1999 فاز الائتلاف المكون من الاتحاد المدني الراديكالي والفريباسو المعروف باسم التحالف في الانتخابات الرئاسية بنسبة 48% من الأصوات مقابل 38% لصالح البيرونيين، والذي اختار فرناندو دي لا روا رئيساً لبلاد.

### التحالف (1999-2001)

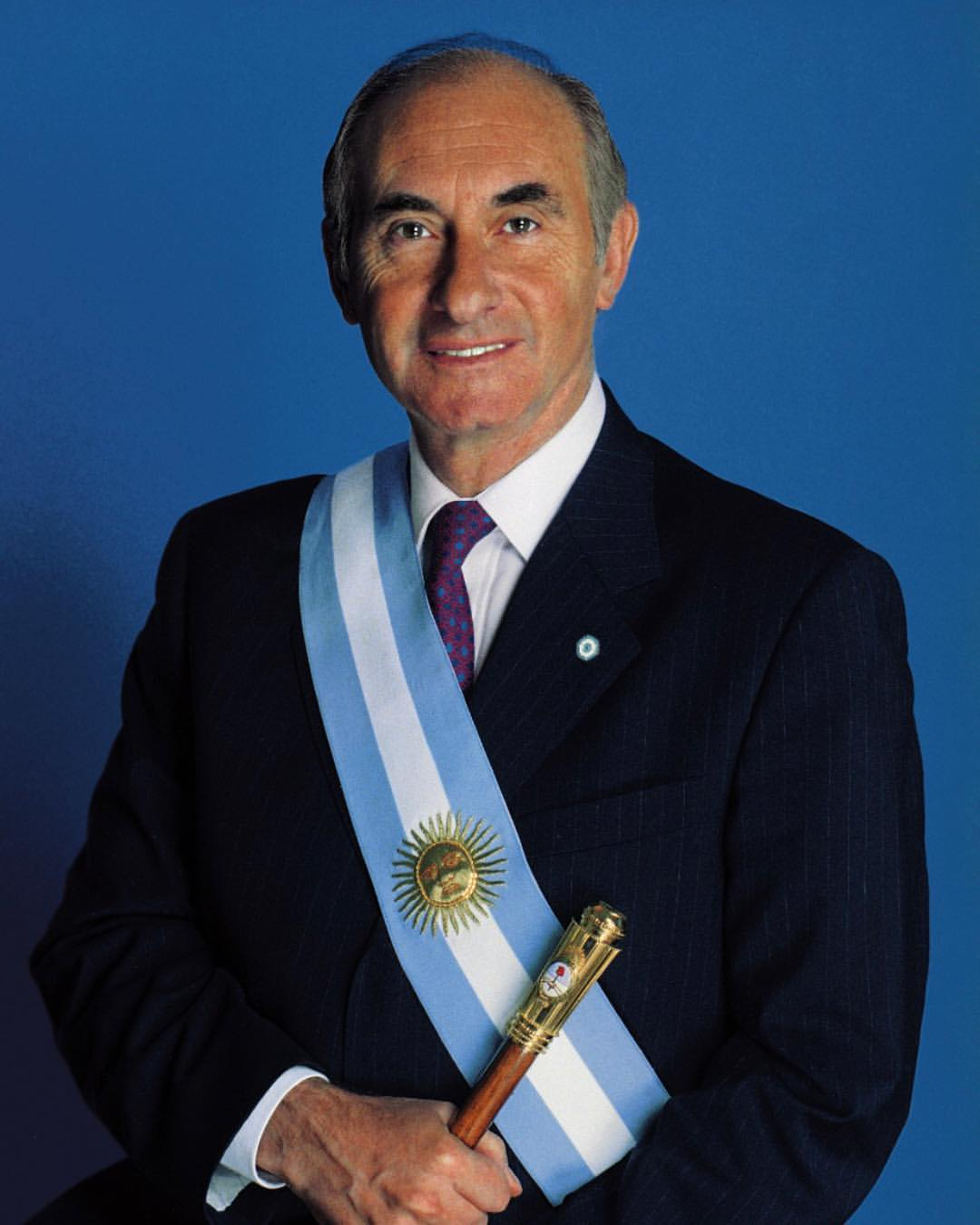
الراديكالي فرناندو دي لا روا، مرشح عن حزب التحالف وجاء بعد منعم ليرأس البلاد.

تولي فرناندو دي لا روا الرئاسة يوم 10 ديسمبر 1999 أمام ائتلاف غير متجانس معروف بالتحالف المكون من الاتحاد المدني الراديكالي، حيث الأكثر تحفظاً عن القطاع البيروني، والفريباسو، وهو اتحاد تكون من فنتي جراندي وباييس والشيوعية الشعبية والشيوعية الديمقراطية والثابتة والديمقراطية المسيحية. أدي عدم التجانس إلى صراعات داخلية في الحزب حيث أدت إلى تقليل الدعم السياسي وانتهت بعزل وضعف الرئيس.
خلافاً لما وعد به مرشح الحزب البيروني في الانتخابات الرئاسية بإنهاء التحويل المالي، تمسك به الائتلاف. أدت المعدلات العالية للديون الخارجية ومطالب صندوق النقد الدولي إلى عدة إجراءات لرفع الضرائب وخفض المرتبات والمعاشات وعدم الاستقرار في ظروف العمل. أصاب الائتلاف انقسام شديد واستقال نائب الريس تشاتشو ألباريز نتيجة فضيحة رشاوي لأعضاء مجلس الشعب من قبل الحكومة بغرض سن قوانين جديدة للعمل التي يطالب بها صندوق النقد الدولي والمعروفة أيضاً بقانون بانيلكو.

#### كارثة 2001

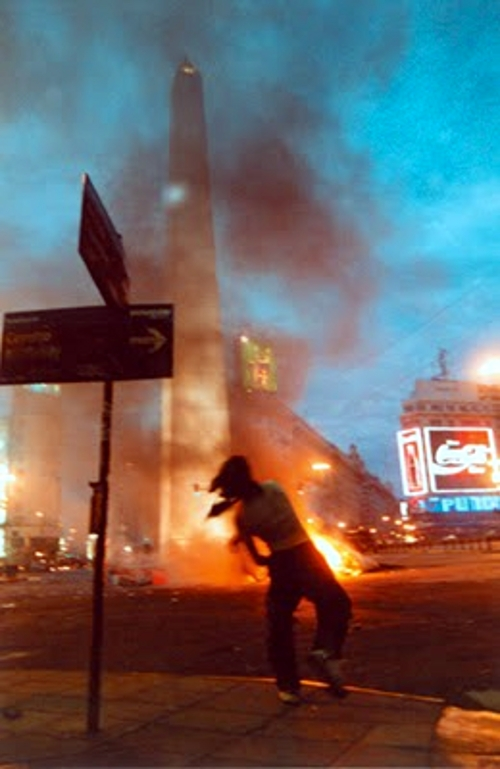
أدت الأزمة الاقتصادية والاجتماعية، ومظاهرات في الشوارع يومي 19 و20 ديسمبر المعروفة باسم الكاسيرولاسو، أو ثورة الأواني الفارغة، والقمع التي راح ضحيته 39 حالة وفاة وأكثر من 400 جريح، إلى استقالة الرئيس فرناندو دي لا روا.

في 9 ديسمبر 2001 لم تستطع الأرجنتين دفع ديونها، فوقعت مع صندوق النقد الدولي على عملية يطلق عليها بلنداخي، حيث وافق البنك الدولي وعدة بنوك أخرى على وضع 39,700 مليون دولار في خزينة الدولة مقابل تطبيق قانون تحرير سوق العمل وزيادة سن التقاعد وتعديل مالي صارم والذي امتد في كافة المقاطعات. بدأ الوضع الاقتصادي بالتفاقم من فبراير 2001 عند سحب مصادر مالية كبيرة خارج البلاد مما أدى إلى استقالة وزير الاقتصاد خوسيه لويس ماكينيا في 5 مارس.
تم استبداله بريكاردو لوبيز ميرفي والذي استقال أيضاً نتيجة المظاهرات بسبب اقتراحه لتخفيض الميزانية خاصة في التعليم.
في 20 مارس 2001 عين الرئيس دي لا روا دومينغو كافالو وزيراً للاقتصاد والذي قم في 1982 بتأميم الديون الخارجية، والتسعينيات أيضاً في منصب الوزارة كان صاحب خطة التحويل للعملة الرسمية والإصلاحات الاقتصادية والاجتماعية التي عُرفت خلال عهد منيم بالنيوليبرال. وكانت من أولي الإجراءات التي اتخذها كافالو إزاء صندوق النقد الدولي سميت ميجاكانخي وهي عدم دفع الديون الخارجية لحين استرداد الاقتصاد لعافيته. اعتبرت هذه العملية جريمة يعاقب عليها القانون حيث حوكم كافالو في 2014 بعد تبرئة 9 أخرين لعدم وجود أدلة جنائية كافية.
في 14 أكتوبر 2001 قامت الانتخابات التشريعية في التحالف والذي فاز عيه الحزب البيروني مما أدي لي عدم امتلاك الرئيس دي لاروا لأي مساحة سياسية ليصبح مرشح. وأثناء ذلك ظهرت عقبة في عملية التمثيل الانتخابي حيث جاءت الأصوات البيضاء بنسبة 25% في مدن مهمة مثل بوينس آيري وسانتا في.
في 3 ديسمبر 2001 أصدر دي لا روا مرسوماً يطلب من كافالو بفرض ما أطلق عليه اسم الكوراليتو أو الساحة الصغيرة والذي نص على إجراءات اقتصادية لحظر سحب النقود من البنوك بكميات تتجاوز 250 بيزو أو دولار في الأسبوع. كان لهذا القرار تأثير كبير على الأشخاص ذوي الدخل الغير الثابت أو الرسمي للموظفين الغير مسجلين والتي بلغت نسبتهم 44.8% حيث ارتفعت الضعف عام 1994 حيث وصلت إلى 28.4%.
تفشت الصراعات في 13 ديسمبر بين الطبقات الشعبية في بعض المقاطعات حيث ساعد في إشعالها بعض المضربين. وتعرضت المحال التجارية للنهب والسرقة من قبل العاطلين عن العمل. اتهمت الحكومة الحزب البيروني لإشعال نيران ذلك الشغب.
مع حلول اليوم السادس من عمليات النهب والسرقة بلغت حصيلة القتلى 7 أشخاص على يد قوات الأمن والبائعين أنفسهم. وفي ليل 19 ديسمبر أعلن الرئيس دي لا روا في التلفاز حالة الطوارئ في البلاد. ومنذ تلك اللحظة خرج المواطنون إلى النوافذ والشوارع مسببين ضوضاء باستخدام الأواني الفارغة فيما عُرف بعد ذك بثورة الأواني الفارغة. احتشد المتظاهرون أمام بيت الرئاسة، البيت الأحمر، مطالبين باستقالة دي لاروا وبدأوا في ترديد شعار فليذهبوا جميعاً. وفي 20 ديسمبر الساعة الثالثة صباحاً استقال كافالو.
استمرت المظاهرات في 20 ديسمبر وصراعاتها مع قوات الأمن في ميدان مايو أمام قصر الرئاسة وأيضاً في مناطق أخرى من البلاد. 32 قتيل وأكثر من 400 جريح حصيلة مجزرة ميدان مايو على أيدي قوات الأمن. وفي الرابعة ظهراً ألقي الرئيس كلمة من خلال التلفاز داعياً للوحدة الوطنية ومعطياُ الفرصة للحزب البيروني لحكم البلاد جنباً إلى جنب. في الثامنة إلا ربع مساءاً استقال الرئيس در لا روا تاركاً قصر الرئاسة عن طريق طائرة هليكوبتر في حين اندلعت في الأرجاء معركة ضارية.

### الاستقرار السياسي (2001-2003)

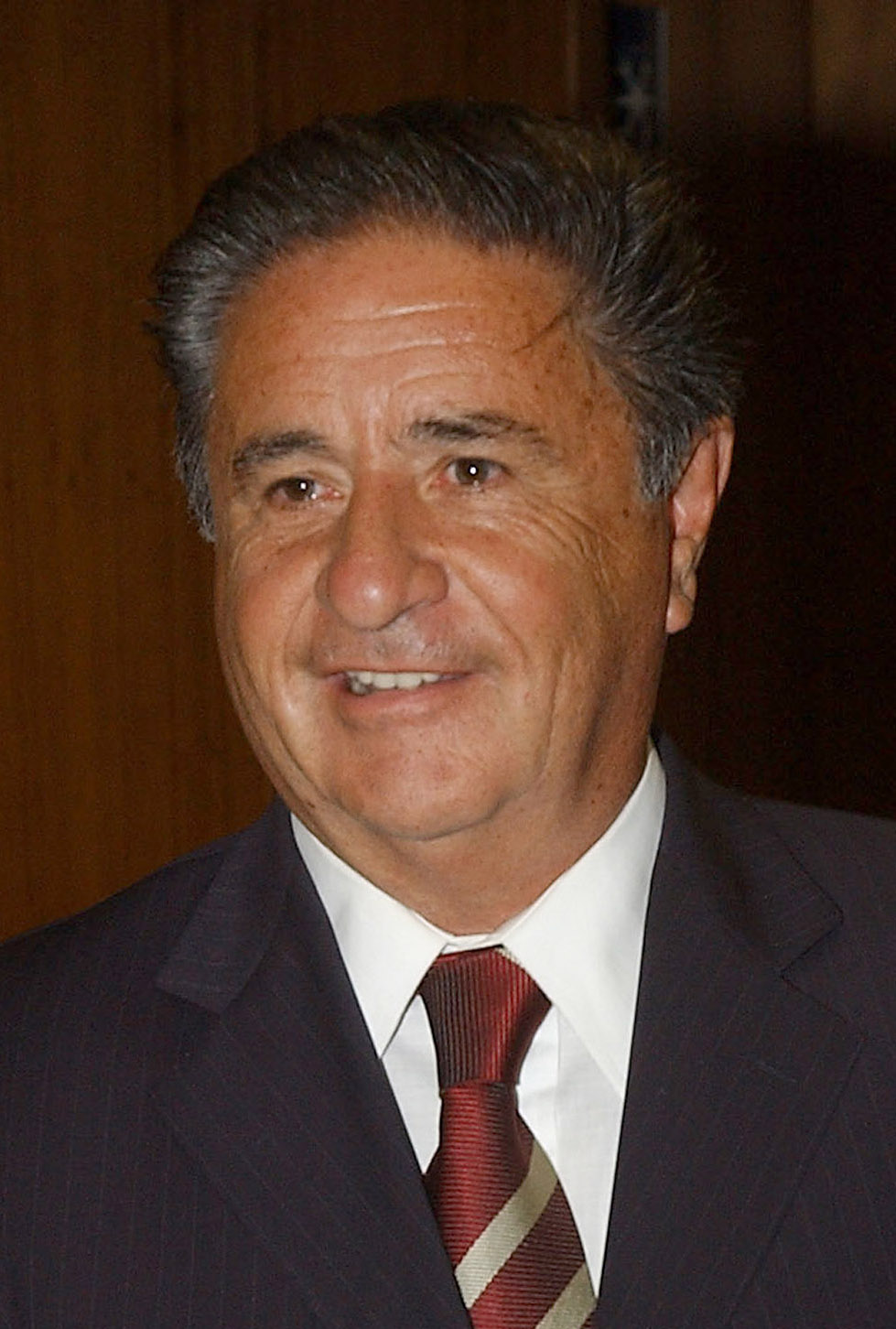
عين إدواردو دوالده من المجلس الوطني في 2 يناير 2002 لإنهاء فترة فرناندو دي لا روا الرئاسية والذي استقال في 20 ديسمبر. في الفراق الاثني عشر يوماً تولي السلطة التنفيذية إدارة البلاد بقيادة رامون بورتا وأدولفو رودريغز سا وإدواردو كامانيو.

تولي الرئيس المؤقت لمجلس الشعب البيروني رامون بورتا رئاسة البلاد المؤقتة بعد استقالة فرناندو دي لا روا. وفي 23 ديسمبر اجتمع المجلس التشريعي حيث عين البيروني أدولفو رودريغز سا رئيساً للبلاد لمدة تسعين يوماً، والذي كان في منصب حاكم مقاطعة سان لويس، مع النية لعمل انتخابات رئاسية في 3 مارس 2002. في كلمته أمام المؤتمر الوطني، أعلن الرئيس الجديد وقف دفع الديون الخارجية.
في 28 ديسمبر اندلعت مظاهرات جديدة تحت شعار فليذهبوا جميعاً واقتحموا المؤتمر الوطني وحرقوا بعض الأثاث حيث أدي كل ذلك إلى استقالة الحكومة. استقال الرئيس أدولفو رودريغز سا يوم 30 ديسمبر من خلال خطاب ألقاه في التلفاز بعد محاولة اجتماع فاشلة للمحافظين البيرونيين في 29 ديسمبر في تشابادمالال لعدم نجاح الانتخابات اتي أمر بها المؤتمر. بهدها بعدة دقائق استقال رامون بورتا عن طريق الفاكس موجه لرئيس مجلس النواب وغادر البلاد فوراً.
تُركت البلاد بلا سلطة جراء تلك الأحداث، ولذلك قرر بعض المسؤولين تولية رئيس المحكمة العليا خوليو نازارينو رئاسة البلاد في حين اتهم رودريغز جنائياً بالتقصير في أداء الواجب. وأخيراً تدخل الكاتب العام للحكومة ليقنع رودريغز سا لطلب فرصة حتى يتولي رئيس مجلس النواب إدواردو كامانيو رئاسة البلاد المؤقتة، والذي حدث بالفعل في 31 ديسمبر الساعة السادسة مساءاً حتى اجتماع اللجنة التشريعية.
اجتمعت اللجنة التشريعية في اليوم التالي، في 1 يناير 2002 والتي وافقت أولاً على استقالة رودريغز سا ومن ثم تعيين النائب البيروني إدواردو دوالده ليستكمل مدة دي لا روا الرئاسية. أقسم دوالده اليمين أمام مجلس الشعب الساعة الحادية عشر مساءً.
بعد أيام قليلة من توليه مقاليد الحكم، أمر الرئيس الجديد أول إجراءاته لمعالجة الأزمة الاقتصادية: التخلي عن صرف العملة الثابت وتخفيض قيمة البيزو وتحويل العملة الرسمية من دولار إلى بيزو بما في ذلك الودائع المصرفية والعمل على خطط اجتماعية لتخفيف آثار الاقتصاد الراكد حيث زادت معدلات الفقر كما لم يسبق له مثيل في الأرجنتين.
في أبريل 2002 استقال وزير الاقتصاد خورخي ريميز لنيكوف على إثر الاحتجاجات التي سميت بخطة بونيكس التي أعدت بالتعاون مع دوالده لاستبدال بونات الديون العامة بالودائع المصرفية المجمدة. عرض باقي أعضاء مجلس الوزراء اتهامهم على الرئيس الذي وافق على استقالة رئيس الحكومة خورخي كابيتانيتش، وعين وزير الاقتصاد روبرتو لافانيا والذي أعلن عدم العودة إلى معدل الصرف الثابت وفقاً لتوصيات صندوق النقد الدولي حيث استمر في فرض القيود المصرفية.
تراجع معظم التعداد السكاني تحت خط الفقر إذا في مايو 2001 كانت النسبة تبلغ 35% وفي السنة التالية تضاعف ها المعدا حيث وصل إلى 53% أي ما يعادل 20 مليون شخص حيث أكثر من النصف كانوا من المعوزين أي لا يملكوا طعامهم وشرابهم. بلغت معدلات الفقر نسب أخطر بين الأطفال حيث وصلت 70%. كانت هناك مناطق عدة بلغت نسب الفقر أكثر من 70% منها مقاطعة فورموزا، مدن كونكورديا وبوساداس وسلسلة المدن العظمى لبوينس آيرس (فلورنسيو فاريلا، مورينو، ميرلو، تيجري ولا ماتانزا). كانت مقاطعة بوينس آيرس هي الأفضل حيث كانت أعلى خط الفقر بنسبة 80%. أدي التفكك الاجتماعي والفقر والرفض على نطاق واسع لكل أنواع القيادات والاختفاء الظاهري لسلطة الدولة إلى اندلاع حرب أهلية وتفكك وطني داخل وخارج الأرجنتين.

أدلي الأب جورج بيرجوجليو رئيس الكنيسة الكاثوليكية الأرجنتينية يوم 25 مايو خطابه الشهير محذراً الشعب الأرجنتيني من التفكك الوطني الوشيك:
| تاريخ الأرجنتين | اليوم، خلافاً عن أي يوماً مضي، لا يجب أن نقف مكتوفي الأيدي مخافة التهديدات عندما نكون على حافة التفكك الوطني... لقد عشنا الكثير، كنا من أوائل البلاد التي تكونت، كثر استهلاك بعضنا مقابل فقر الأخر. وعندما تكثر الظلمة في الخارج والداخل تكثر معها الأعمال الغير مسؤولة أعمال مشبوهة أعمال تمنع تطبيق سيادة الدولة، مما يؤدي إلى زعزعة الإستقرار وحالة من الفوضي العارمة. حان الوقت لنفتح أعيننا إزاء الحرب الصامتة التي تسير في شوارعنا، إزاء الأعداء الذين يتواجدون معنا حيث لا نعرفهم و لا نعرف أهدافهم لإن هناك قيادات ومنظمات إجرامية تقودها والرب هو الأعلم، يستغلون البطالة وتراجع السلطة والإفلات من العقاب... الآن أو آبداً سنسعي لإعادة تأسيس الروابط الاجتماعية، إعادة تأسيس المجتمع. حان الوقت لنطلق العنان لعظمتنا. حان الوقت لصنع حياة سعيدة وهانئة. عظة الأب جورج بيرجوجليو،25 مايو 2002 | تاريخ الأرجنتين |

أوفت الحكومة ببعض من أهدافها في يونيو: ألغي نجلس الشعب ما يعرف بقانون التخريب الاقتصادي وتم التوقيع على اتفاق مالي الحكومات المحلية لتخفيض عجزها ليصل إلى 60% وتم وضع خطة سندات جديدة. ولكن أثار البرنامج ذو الهدف التنموي حفيظة المعارضين والصراع الاجتماعي. وعلى الرغم من استمرار الأزمة حاولت الحكومة تطبيع النظام المالي بشكل تدريجي، في نوفمبر 2002 بعد عام تقريباً من بدأ الإجراءات، تم إنهاء القيود على السحب النقدي من الحسابات الجارية مما أنهى ما يسمي بالساجة الصغيرة وفي مارس 2003 تم رفع القيود المفروضة على سحب الأموال من الودائع فيما يسمي بالساحة الكبيرة.
ارتكبت في 26 يونيو 2002 مجزرة أباينيدا حيث أمرت الحكومة بقمع المظاهرات. أعلن دوالده عدم ترشحه للرئاسة مرة أخرى بعد إعلانه قيام الانتخابات الرئاسية قبل أجداث المجزرة.

### فترة كيرشنر الرئاسية (2003-2015)

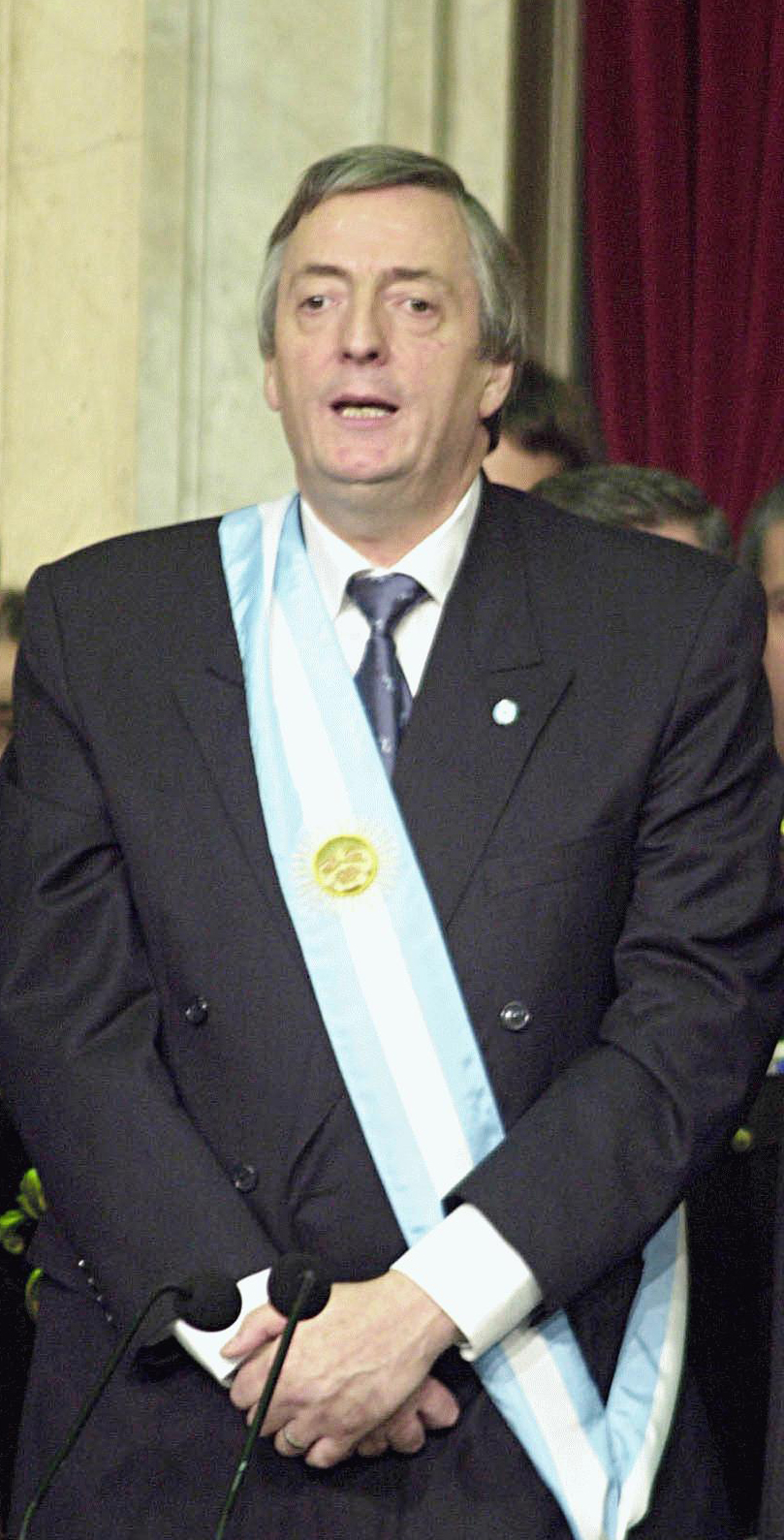
نيستور كيرشنير رئيس الأرجنتين 2003 - 2007

أقيمت الدورة الثانية لانتخابات الرئاسة في 27 أبريل 2003 حيث حصد خمسة مرشحين على أعلى الأصوات: كارلوس منيم 24%، نيستور كيرشنير 22%، ريكاردو لوبيز ميرفي 16%، أدولفو رودريجيز سا 14% إليسا كاريو 14%.
لم يستطع منيم استكمال دورة الانتخابات الثانية ويرجع السبب إلى تزويره للأصوات بنسبة 70% ولذلك تم انتخاب نيستور كيرشنير والذي تولي الرئاسة 25 مايو 2003 حتى 10 ديسمبر 2007.
تولي كيرشنير الرئاسة حيث اتبع السياسة المتبعة السابقة، ومعه وزير الاقتصاد في عهد دوالده روبرتو لافانيا. حافظ على قيمة العملة من خلال المشاركة القوية للبنك المركزي على شراء العملات الأجنبية، والقيادة من خلال الصادرات حيث بلغ النمو الاقتصادي من الناتج المحلي الإجمالي ما يقرب 10٪. من ناحية أخرى تمكن من إخراج البلاد من حالة وقف دفع الديون، حيث تم مبادلة الديون لسندات جديدة مفهرسة لمعدل التضخم ومعدل النمو الاقتصادي. انخفضت معدلات الفقر والبطالة بشكل ملحوظ.
في عهد حكومة كيرشنر كانت العلاقة يشوبها التوتر بين الأرجنتين وصندوق النقد الدولي. حيث كان واحداً من الإجراءات المتخذة هو إلغاء كامل لديون تلك المنظمة التي بلغت 9810 مليون دولار وأيضاً بغرض إنهاء شخصنة السياسة وفقاً لحسابات صندوق النقد الدولي. في عام 2005 تمت مبادلة الديون حيث بدأت تلك العملية بالتفاوض على السندات التي مكثت منذ 2001.
قام كيرشنير بتطبيق سياسة موسعة لتعزيز حقوق الإنسان حيث كان أعضاء حكومته ينتمون إلى منظمات لحقوق الإنسان. كما أمر بمحاكمة المسؤولين عن الجرائم ضد الإنسانية التي ارتكبت خلال العقد السابع من القرن الماضي، من قبل تريبلي آه والحكومة وقتذاك. ولتحقيق ذلك ألغيت قوانين الطاعة الواجبة وإنهاء محاكمة العسكريين والتي تم التباطؤ في مثل تلك المحاكمات منذ حكومة راوؤل ألفونسين.
منذ 19 يونيو 2003، بموجب مرسوم رئاسي، جددت المحكمة العليا إجراءات الانضمام إليها حيث يجب على المرشحين اجتياز مرحلة العرض العام في وسائل الإعلام في أنحاد البلاد. يجب نشر السيرة الذاتية للمرشح على موقع وزارة العدل ويجب أيضاً أن يتم النظر فيها من قبل المنظمات الغير حكومية والتجمعات القانونية والجامعات ومنظمات حقوق الإنسان وأي مواطن إذا أراد. وبعد ثلاثة أشهر يوازن الرئيس بين ردود الفعل المعارضة والمؤيدة للمرشح ومن ثم كان يجب على ثلاثي المجلس الموافقة على هذا المرشح للانضمام.
اعتبر تجديد المحكمة العليا خال السنوات الأولي لكيرشنير مع تعيين الدكتور إيوخنيو زاعفروني في 2003 والدكتورة إلينا هايتون دي نولاسكو والدكتورة كارمن ماريا أرخيباي في 2004 خطوة إيجابية من قبل المعارضة ليعطي استقلالية أكثر للسلطة القضائية ويوازن بين المحكمة أيدولوجياً ونوعاً.
انتقد القطاع اليميني والليبرالي تلك السياسات لأنها تتعارض مع المصالحة الوطنية. ومن القطاع اليسارس تعلو الأصوات لتنقد التصرافت المنافية لحقوق الإنسان مثل قمع بعض المظاهرات في لا باتاغونيا وإرسال القوات الأرجنتينية إلى هايتي كجزء من بعثة الأمم المتحدة.
وعلى الصعيد الدولي، كان كيرشنر جزء من مجموعة من قادة العديد من بلدان أمريكا اللاتينية، جنبا إلى جنب مع لولا (البرازيل)، تاباري فاسكيز من أوروجواي، إيفو موراليس (بوليفيا)، ميشيل باشيليت (شيلي)، رافاييل كوريا (الإكوادور) وهوغو تشافيز (فنزويلا)، ذوي الميول المعادية لليبرالية. واحد من أبرز الأحداث السياسية الدولية هو القمة الرابعة للأمريكيتين عام 2005، الذي عقد في مار ديل بلاتا، حيث قامت حكومة كيرشنر جنبا إلى جنب مع الحكومات الأمريكية اللاتينية الأخرى بتطبيق سياسة لا لمنطقة التجارة الحرة، حيث توقف فاعلية منطقة التجارة الحرة للأمريكيتين في وجه الولايات المتحدة والتي قد صممتها وصنعتها بموافقة جميع بلدان أمريكا اللاتينية في عام 1994، حيث وضعت محور السياسة القارية الجديدة لخلق فرص عمل لائقة. حيث كان يعني أن الأرجنتين تؤيد قرار تشكيل اتحاد دول أمريكا الجنوبية (يوناسور)، الذي تم الانتهاء من صنع دستور له في عام 2008.

#### الانتخابات النصفية 2005
في انتخابات 2005 (الحكام والمشرعين) كان هناك خلاف بين موالي كيرشنر وموالي دوالده، مما أدى إلى استبعاد الأخير من الملعب السياسي نظراً لفوز فرنتي بارا لا فيكتوريا، التابعة لحكومة كيرشنير. كانت المواجهة شرسة فيما يتعلق بمنصب عضو مجلس الشعب التابع لمقاطعة بوينس آيرس. رشح فرنتي بارا لا فيكتوريا كريستينا فرنانديز دي كيرشنر لتولي منصب الرئاسة، في حين رشحت الجبهة الموالية لدوالده، وبالتعاون مع الحزب البيروني، تشيتشي دوالده، وفازت الأولى.
في أعقاب الانتخابات التشريعية عام 2005 حصلت كيرشنير على أغلبية الأصوات حيث استطاعت طرد دوالده من الواجهة السياسية بالأخص من بوينس آيرس. هذا نتج عن تغيير ملحوظ في الحكومة حيث تم استبدال لافانيا بفليسيا ميسلي التي استلمت منصب وزير الاقتصاد.
بغرض السيطرة على مجلس الشعب اعتمدت كيرشنير بشكل أكبر على مرسوم الحاجة والطوارئ أكثر من اعتمادها على إصدار القوانين. منذ تنصيبها في ذلك المنصب حتى مايو 2006 تم إصدار 201 مرسوم الحاجة والطوارئ: 67 في المتوسط سنوياً و55 مرسوم في عهد كارلوس منيم.
في 2004 بدأ شعب الجيوليجياشو في حركة مناهضة لبناء مصنعان للسليولوز على نهر أورواجواي في الجانب الأورواجوايي والذي أدى إلى أزمة دبلوماسية بين البلدين. تدخل الملك الإسباني خوان كارلوس الأول ولكن باءت بالفشل، قدمت الأرجنتين طلب لمحكمة العدل الدولية وتم الحكم بنقل مصنع واحد إلى مكان أخر.
خلال أخر سنتين من الفترة الرئاسية تزايد القيود المفروضة على صادرات لحوم الأبقار وطبقت الرقابة على الأسعار بغرض السيطرة على التضخم وارتفاع أسعار المواد الغذائية. فمنذ 2005 ألقت وسائل الإعلام الضوء على ما أطُلق عليه تضخم مكبوت، بسبب استقاطات الصادرات والدعم الجمركي. وبلغ معدل التضخم الرسمي 6٪ في عام 2004، وفي عام 2005 12.3%، وفي عام 2006 انخفض إلى 10%. بدأ التشكيك في تلك البيانات الرسمية من قبل استشاريين حيث أزعموا أن التضخم الحقيقي في عهد كيرشنر وصل إلى 22-26% وظل للعقد التالي.
في أبريل 2007 قامت شركة السويدية سكانكا متعددة الجنسيات بمناورات جنائية، أنكر وزير الداخلية ما جاء على لسان السياسيين المعارضين أن بعض المسؤولين في الحكومة ارتكبوا أعمال غير شرعية متعلقة بالقضية. في منتصف العام نفسه تورطب وزيرة الاقتصاد فيليسا ميسيلي في فضيحة بسبب اكتشاف كمية كبيرة من الأموال مخبأة في دورة المياة في مكتبها الخاص، وهذا ما أدى إلى استقالتها وفتح تحقيق جنائي في ملابسات القضية، وتم علاج الأمر بالتغطية والتستر على ما حدث.
عانت الأرجنتين من أزمات كثيرة خلال عام 2007، حيث المواجهات مع ممثلي المنتجات الريفية بسبب الاستقطاعات وأيضاً تم طرح تساؤلات جدية حول التلاعب في البيانات الخاصة بالمعهد الوطني للإحصاء والتعداد.
وعلى الرغم من الصعوبات التي واجهت كيرشنير في السنة الأخيرة، والتوقعات السلبية الناتجة عن هزيمة بعد حلفائها، فقد وقف الدعم الشعبي في صفها وأخذ في الازدياد، حيث فاز مرة أخرى فرنتي بارا لا فيكتوريا في الانتخابات الرئاسية عام 2003. فكانت البيرونية كريستينا كيرشنير والراديكالي خوليو كوبوس هم الكتلة التي فازت على التحالف المدني ذي 23% من الأصوات الذي تكون من إليسا كاريو والشيوعي روبن خيستنياني.

### فترة كريستينا فرنانديز دي كيرشنير الرئاسية

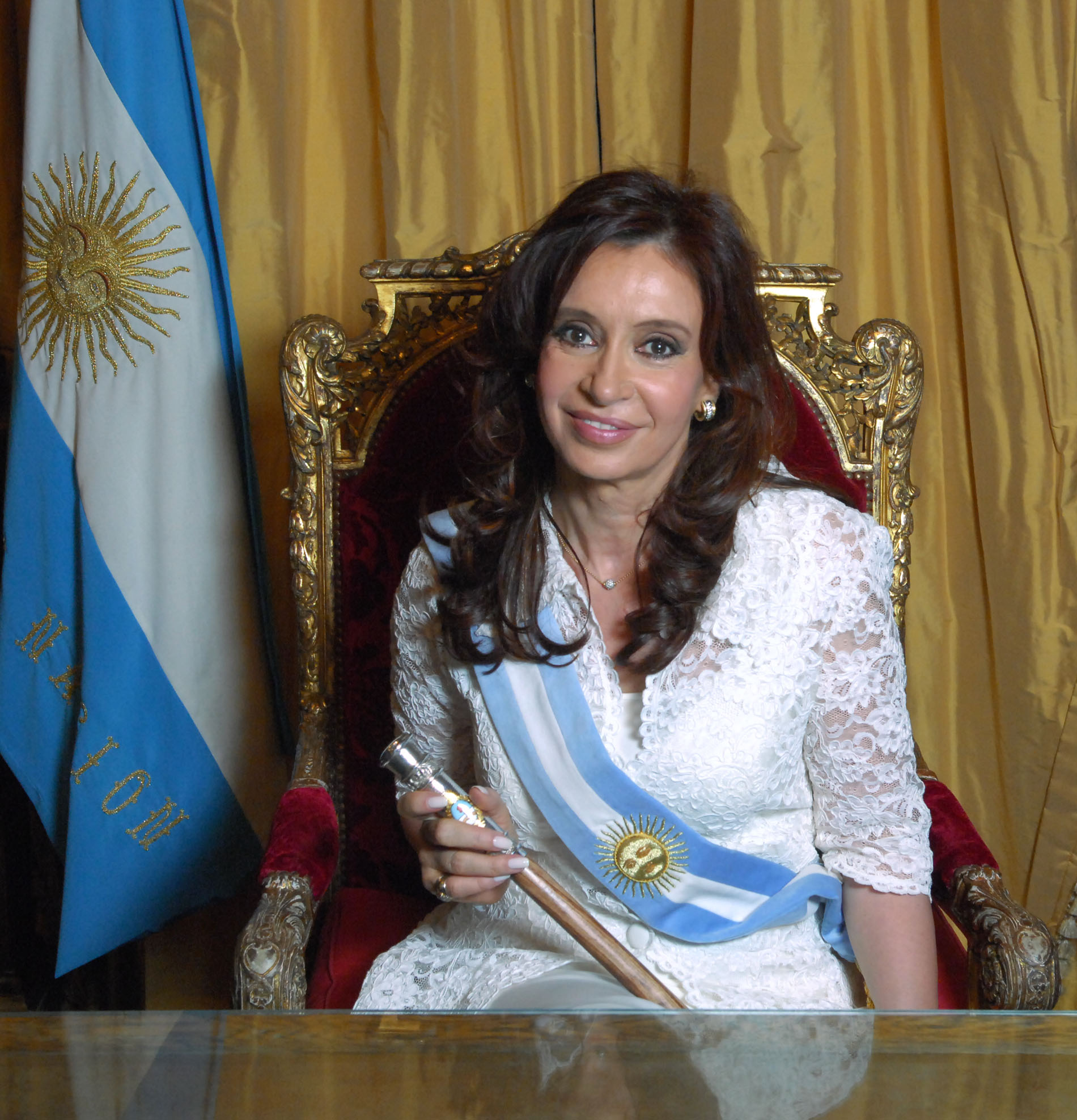
كريستينا فرنانديز دي كيرشنر، رئيسة الأرجنتين 10 ديسمبر 2007.

في 10 ديسمبر 2007 تولت كريستينا فيرنانديز رئاسة الأرجنتين والتي اتبعت خطى زوجها في إدارة البلاد. فكانت أول امرأة تصل لذلك المنصب في الأرجنتين.
كان أول قرار لكريستينا كيرشنير معدلات الحد الأدنى للضرائب بنسبة 20% والحافلات والقطارات أيضاً والتي طُبقت في يناير عام 2008. هذه الضرائب مصاحبة للأسعار المجمدة منذ 2001. ومنذ ذلك الحين عوضت الدولة عن طريق الدعم الرواتب والمصروفات التي لم تستطع الشركات دفعها. في البداية من المفترض أن يتم تخفيض الدعم، والذي بلغ في أواخر 2007 2,700 ملية ن دولار، عن طريق رفع الضرائب. أعقب مسؤول هيئة المظالم إدواردو موندينو أن هذه الزيادة هي جائزة مقابل عدم الكفاءة.
في 21 أكتوبر 2008 أعلنت الرئيسة كريستينا فرنانديز دي كيرشنر إرسال مشروع إلى مجلس الشعب لوضع حل جذري لمشكلة إدارة صندوق التقاعد والمعاشات ووضع نظام جديد له. ويستند هذا القرار إلى حقيقة أن الدستور الأرجنتيني مادة 14 تقضي بأن في حالة عدم كفاءة النظام الخاص يتم منح الضمان الاجتماعي من قبل الدولة، في تلك الحالة كانت الدولة تمنح أكبر قدر من المعاشات.
بعد أيام قليلة من توليها للمنصب قبض المكتب التحقيقات الفدرالي على أربعة عماء فنزويليين مشبوهيين في ولاية فلوريدا متعلقين بقضية ابتزاز أنطونيو ويلسون الشاهد عي الفضيحة بغرض إسكاته. وفقاً لمكتب التحقيقات الفدرالي فإن الحكومة الفنزويلية كانت قد قدمت الدعم لحملة الانتخابية الخاصة بكريستينا دي كيرشنير وحالة أنطونيو ويلسون حيث تم مصادرة 800,000 دولار منه وحالات أخرى لم يتم الإعلان عنها. قالت الرئيسة الأرجنتينية عن الاتهامات من مكتب التحقيقات الفدرالية إنها «عملية القمامة». مما نتج عن تدهور العلاقات الدبلوماسية بين الولايات المتحدة والأرجنتين والتي أعيدت صياغتها في اجتماع بي السفير الأمريكي أنثوني واين والرئيسة الأرجنتينية.

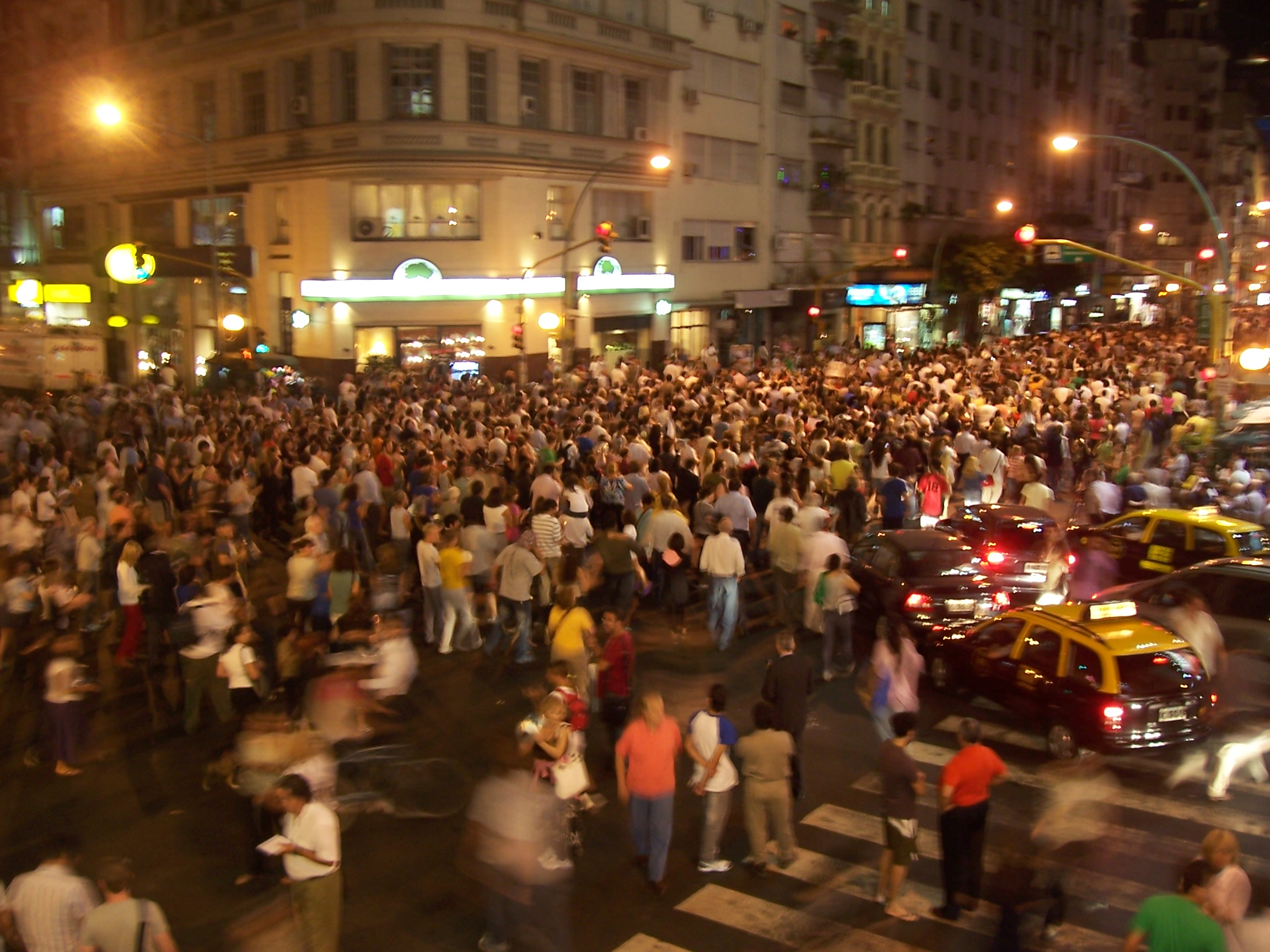
مظاهرات الأواني الفارغة لدعم إضراب المزارعين عام 2008.

في 12 مارس 2008 اندلعت مظاهرات للمزارعين في أنحاء مختلفة في البلاد. حيث خفضت الحكومة الجبايات على المنتجات الزراعية ما بين 43 و49٪ لصادرات فول الصويا وبين 37 و45٪ لعباد الشمس و25٪ للقمح والذرة. استمر الإضراب حتى 18 يوليو حتى أمر نائب الرئيس خوليو كوبوس بالتصويت. ما حدث تسبب في الإساءة للحكومة.
أثناء الهدنة أطلق قرار التأمين الزراعي عام 2008 العنان لصراع بين الحكومة ووسائل الإعلام المتعددة الموالية لاكلارين حول اتهامات للطرفين حول حرية التعبير ودور احتكار الحكومة للصحافة والتحكم في المعلومات والأفكار التي تنشرها والتلاعب المزعوم والتي تنشر العنصرية في حرم كلية العلوم الاجتماعية في جامعة بوينس آيرس.
واجهت الحكومة الأزمة الاقتصادية عام 2008 من خلال مجموعة من التدابير حيث تم دعم صناعة السيارات حيث حطمت الرقم القياسي في إنتاج 828,771 وحدة في 2011 وأيضاً استطاعت أن تمنح القروض للعمال والشركات الأخرى.
في 2009 تم إصدار قانون إعلام جديد حل محل قانون البث الساري منذ 1980. تم الموافقة على هذا القانون من قبل القوي السياسية المختلفة وأيضاً جزء من المعارضة، على الجانب الأخر علت أصوات معارضة، أنتجت صغرات دستورية وغير دستورية والتي منعت من قابلية تنفيذها بالكامل.
في 29 أكتوبر 2009 وقعت الرئيسة كريستينا دي كيرشنير على مرسوم 1602\09 التي أنشأت «بدل للأطفال العالمي» حيث وفر دخل ثابت للأطفال دون سن 18 الذين لم يتلقوا دخل أسري شهري. بداية من 180 بيزو وأخذت في الارتفاع حتى وصلت إلى 270 بيزو في أكتوبر 2011. تضاعفت الطبقة الوسطي في الأرجنتين نتيجة ما فعله كيرشنير منذ 2003 حيث زاد العدد السكاني من 9.3 مليون نسمة إلى 18.6 مليون نسمة في تلك السنة الأخيرة. وبذلك تحولت الأرجنتين إلى أكبر دولة بها نمو في أمريكا اللاتينية.

#### الذكرى المئوية الثانية
تم الاحتفال بالذكري المئوية الثانية لثورة مايو في 2010 على هامش أحداث أخرى في البلاد. نظمت الحكومة الوطنية في مدينة بوينس آيرس الحدث الأهم الذي أخذت أحداثه في التطور في شريان المدينة، الشارع التاسع حيث كان المدعوين من مختلف المقاطعات. في 27 أكتوبر مات الرئيس السابق نيستور كيرشنير بأزمة قلبية، أثناء عهد زوجته.

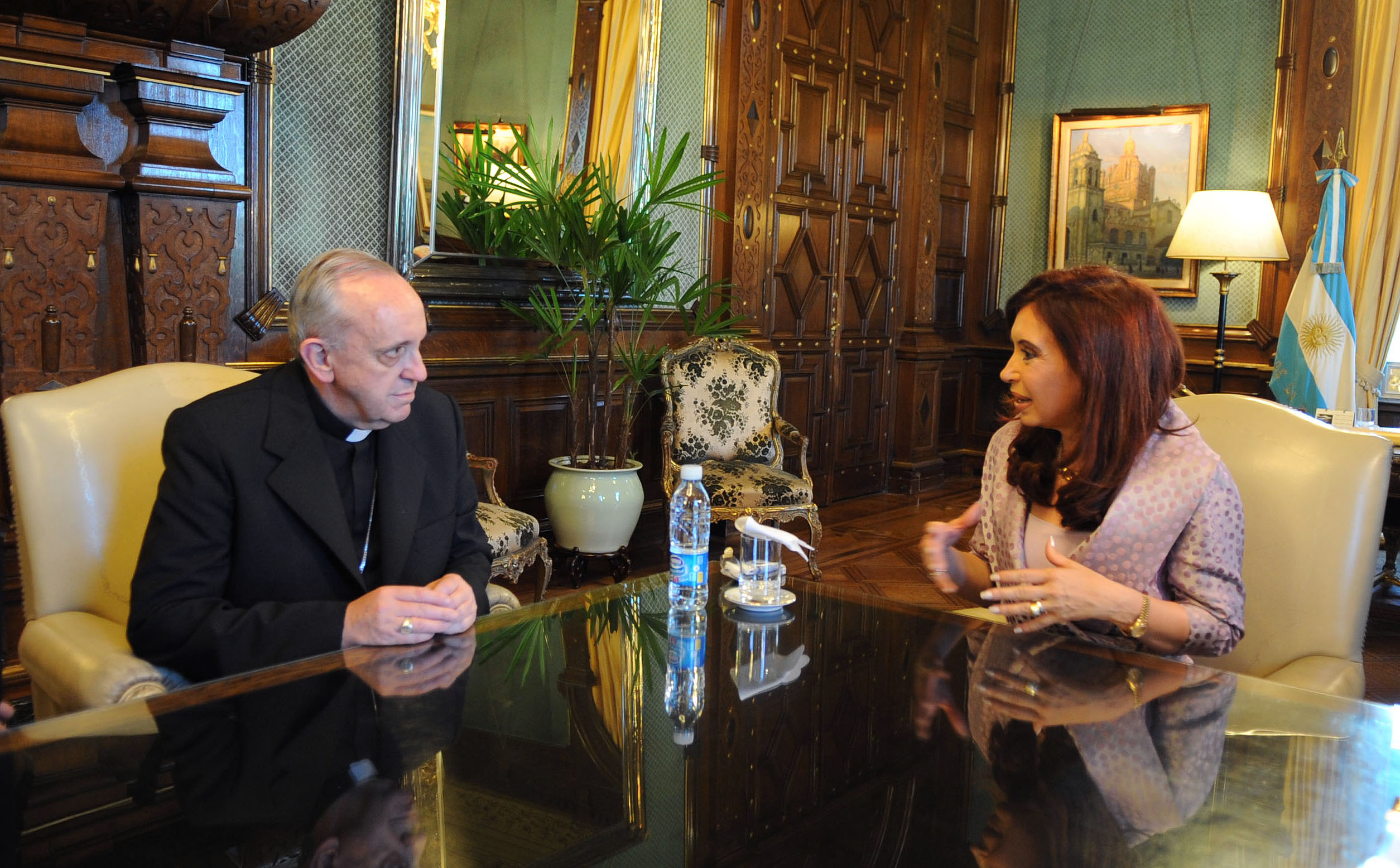
في عام 2010 أطلقت كرستينا كيرشنير مشروع قانون الاعتراف بحق الزواج بغض النظر عن الجنس بين الزوجين. اعترض الكاردينال خورخي بيرجوليو على هذا القانون حيث يلغي الشرط الذي ينص عي اختلاف جنس الزوجين. على الرغم من ذلك دعا إلى أهمية الحفاظ على الزواج المدني خلافاً لغالبية الأسقفية للكنيسة الكاثوليكية في الأرجنتين.

في 15 يوليو 2010 دعمت الجمهورية الأرجنتينية زواج المثليين حيث أصبحت الدولة الأولى على مستوى أمريكا اللاتينية والعاشرة حول العالم في الاعتراف بحق الزواج بغض النظر عن الجنس.
في 23 أكتوبر 2011 تم انتخاب كريستينا دي كيرشنير لفترة رئاسية ثانية بنسبة أصوات 54.11% حيث استعادت غالبية الأصوات المفقودة في الانتخابات التشريعية عام 2009. كان نائبها أمادو بودو النائب الحالي للأمة.
في عهدها تم إرجاع غالبية الحصص من شركة حقول النفط المالية التي كانت قد خصخصتها سابقاً، حيث كانت أكبر شركة في الأرجنتين، وكان قد وافق على هذا القرار مجلس الشعب عام 2003.
في أواخر 2011 ابتعد الزعيم النقابي هوغو مويانو، حليف مهم والأمين العام للاتحاد العام للعمال في الأرجنتين، ليوالي الأحزاب المعارضة. خلال تلك الفترة اندلعت بعض المظاهرات المعارضة التي أشعلتها وسائل التواصل الاجتماعي مثل 8نـ أو 8 نوفمبر.
ووفقاً للبنك الدولي فقد حدث تحولات في البنية الاجتماعية في أمريكا اللاتينية وخاصة الأرجنتين في العقد الأول من القرن العشرين حيث قلت معدلات الفقر وارتفع معدل الطبقة الوسطي. فيما يخص الأرجنتين فقد تضاعفت الطبقة الوسطي من 9.3 مليون نسمة إلى 18.6 مليون فيما يعادل 45% من السكان.

#### شبه الجزيرة القطبية الجنوبية الأرجنتينية
في يوليو 2003 بدأت الأرجنتين وتشيلي في إعادة فتح الملجأ الأرجنتيني الذي يسمي ملجأ أبرازو دي مايبو في منتصف الطريق بين قاعدة أوهجنز التابعة لتشيلي وإسبرانزا التابعة للأرجنتين بغرض استخدامها لصالح البلدين، حيث بذلك استأنفت العلاقات الدبلوماسية رسمياً بين البلدين.
في نوفمبر 2007 تشيلي والأرجنتين تعاونوا لتجنب التوسع العسكري والسياسي المباشر البريطاني ولا سيما في المناطق الساحلية التي تصل إلى 350 ميل من مستوى قاع البحر.

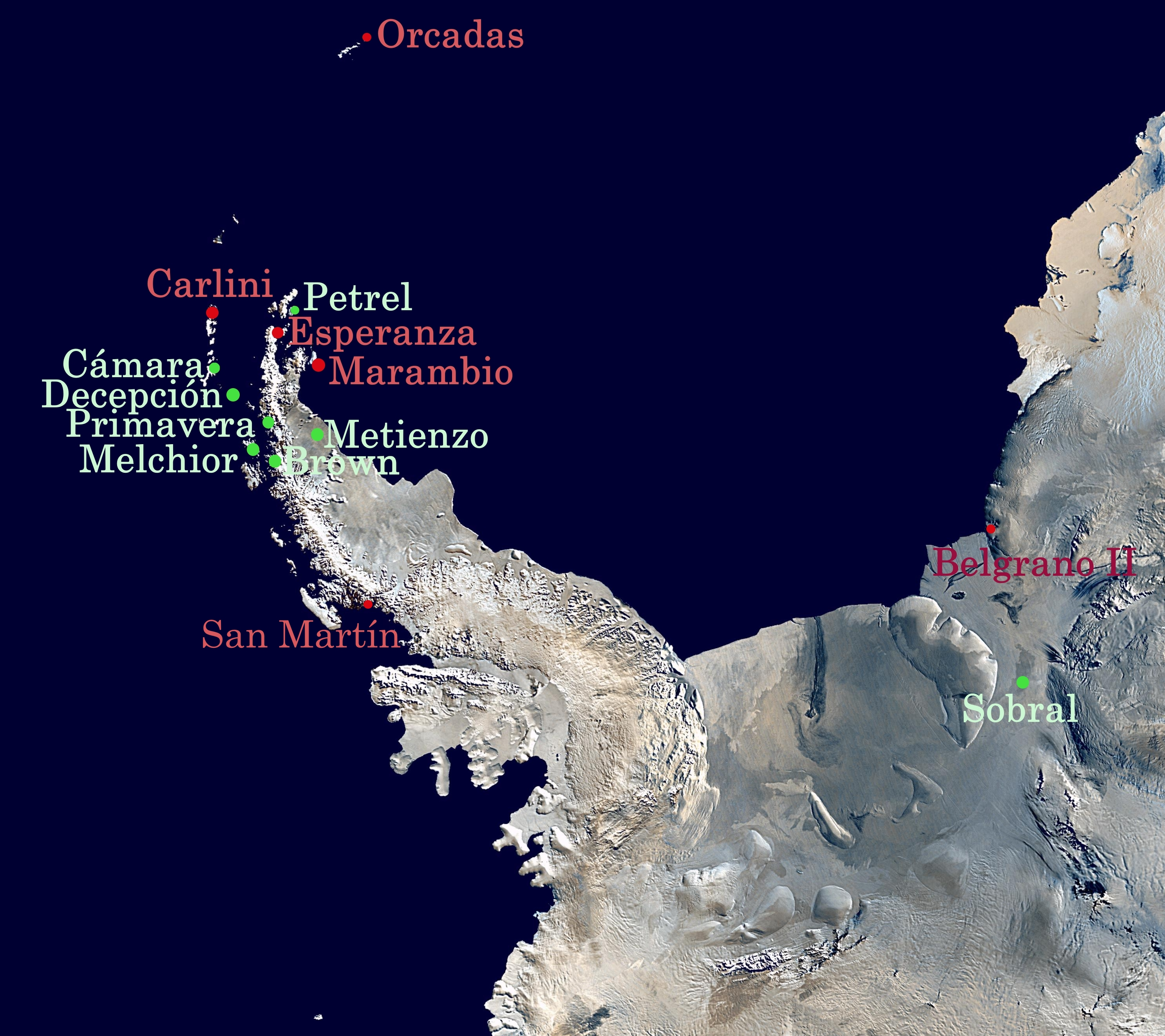
تظهر صورة الأقمار الصناعية قواعد أرجنتينية في القارة القطبية (باللون الأحمر) عام 2007، تم إعادة تسمية البعض مثل قاعدة خوباني (كلاريني حالياً) في حين أن البعض الأخر لم يعد يستخدم الآن مثل قاعدة سوبرال.

وفقاً لما حددته معاهدة القطب الجنوبي فإن الوجود البشري اقتصر في القواعد العلمية فقط حيث تميزت بوجودها المدني فقط على الرغم من احتمالية وجود بعض الأفراد العسكريين الغير مسلحين. هناك يطورن المهام البحثية مستبعدين أية نشاط أخر بما في ذلك الاقتصادي. أدار معهد القطب الجنوبي الأرجنتيني عدة قواعد منها ستة طوال العام وآخر في فصل الصيف فقط.
تمتلك الأرجنتين ستة قواعد دائمة وسبعة قواعد في فصل الصيف حيث يصبح المجموع 13. تدير أيضاً عدد من الملاجئ في القطب الجنوبي.
| الاسم           | البلد     | الموقع                | الحال |
| --------------- | --------- | --------------------- | ----- |
| قاعدة كالرليني  | الأرجنتين | جزيرة راي خورخي       | د     |
| قاعدة أوركاداس  | الأرجنتين | جزر أوركاداس الجنوبية | د     |
| قاعدة سان مارتن | الأرجنتين | جزيرة سان مارتن       | د     |
| قاعدة إسبرانزا  | الأرجنتين | شبه الجزيرة القطبية   | د     |
| قاعدة مارمبيو   | الأرجنتين | جزيرة مارمبيو         | د     |
| قاعدة بلجرانو 2 | الأرجنتين | شبه الجزيرة القطبية   | ص     |
| قاعدة براون     | الأرجنتين | شبه الجزيرة القطبية   | ص     |
| قاعدة كامارا    | الأرجنتين | جزيرة مديا لونا       | ص     |
| قاعدة ديسبسيون  | الأرجنتين | جزيرة ديسبسيون        | ص     |
| قاعدة ماتينزو   | الأرجنتين | حاجز جليد لارسن       | ص     |
| قاعدة ملكوير    | الأرجنتين | أرخبيل بالمر          | ص     |
| قاعدة بترال     | الأرجنتين | جزيرة شتلاند الجنوبية | ص     |
| قاعدة بريمابرا  | الأرجنتين | شبه الجزيرة القطبية   | ص     |

د: إدارة دائمة، ص: إدارة في فصل الصيف فقط.

#### السيادة على جزر الفوكلاند

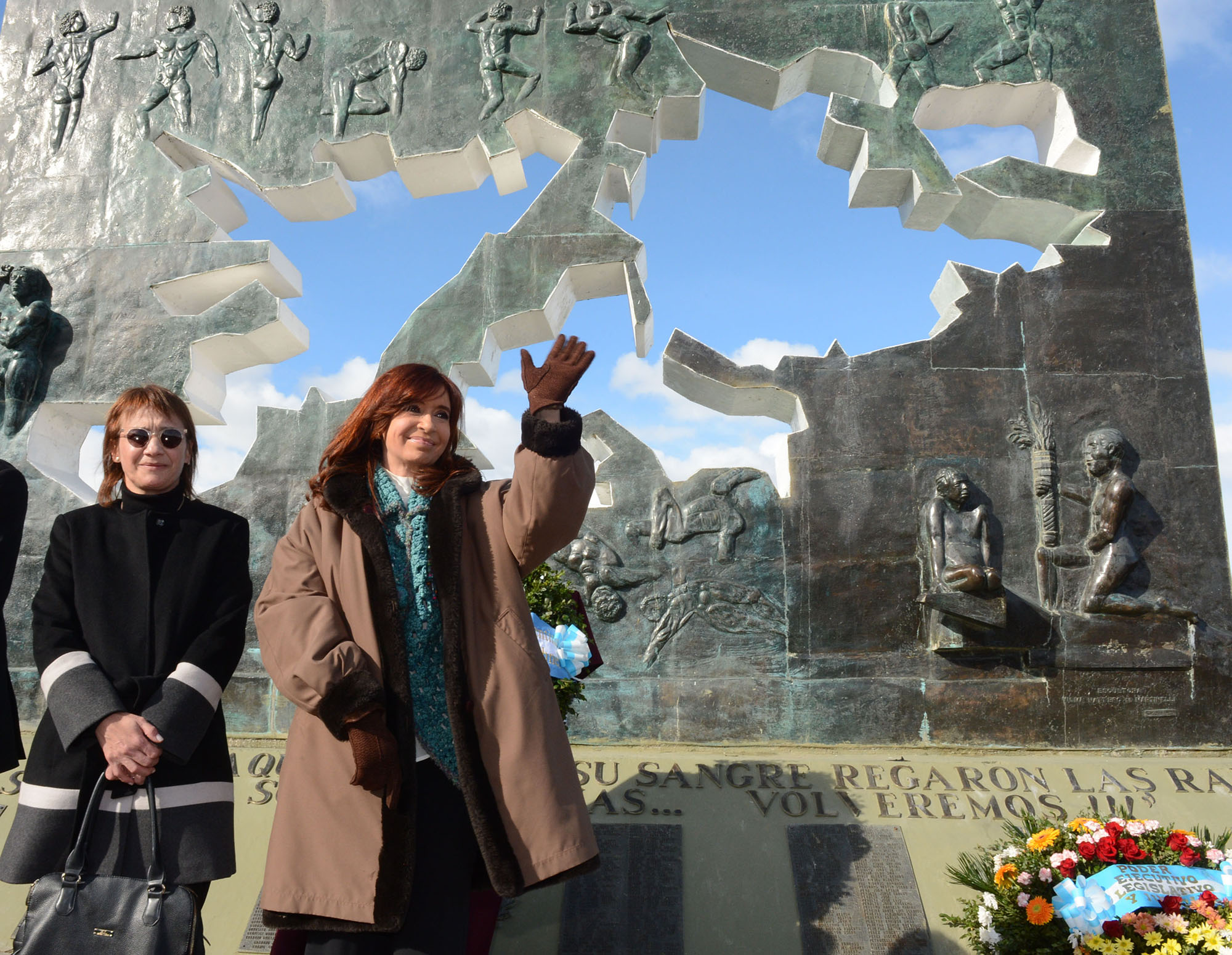
كريستينا كيرشنير في ميدان إيسلاس مالبيناس في أوشوايا.

فيما يتعلق بالسيادة على جزر الفوكلاند حافظت كريستيننا كيرشنير كما حافظ الأسبقون على الوجود المستمر في الأمم المتحدة والذي لم يكن دائماً في صالح الأرجنتين، بما في ذلك الجزر بين أراضي الحكم الذاتي  التي سيتم إخلائها من قبل نفس المنظمة.
وبعد تصاعد حدة التوتر على احتكار مصادر البترول قررت الرئيسة منع استخدام الموانئ الأرجنتينية لتوفير السلع لجزر الفوكلاند، ولقى هذا القرار الدعم من اليوناسور. أدى هذا القرار إلى توتر العلاقات الأرجنتينية والبريطانية وتدخلت هيلاري كلينتون للتوسط.
ومن الجدير بالذكر أن تلقت الأرجنتين الدعم من المجتمع الأمريكي اللاتيني وجزر الكاريبي حول ما يتعلق باستعادة جزر الفوكلاند بالطرق السلمية في حين قال رئيس الوزراء البريطاني ديفيد كاميرون أن لأهل الجزر أحقية في اختيار سيادتهم وتقرير مصيرهم. برر كاميرون إرسال السفن إلى جزر الفوكلاند بإنه إجراء روتيني رداً على اعتراض الأرجنتين.

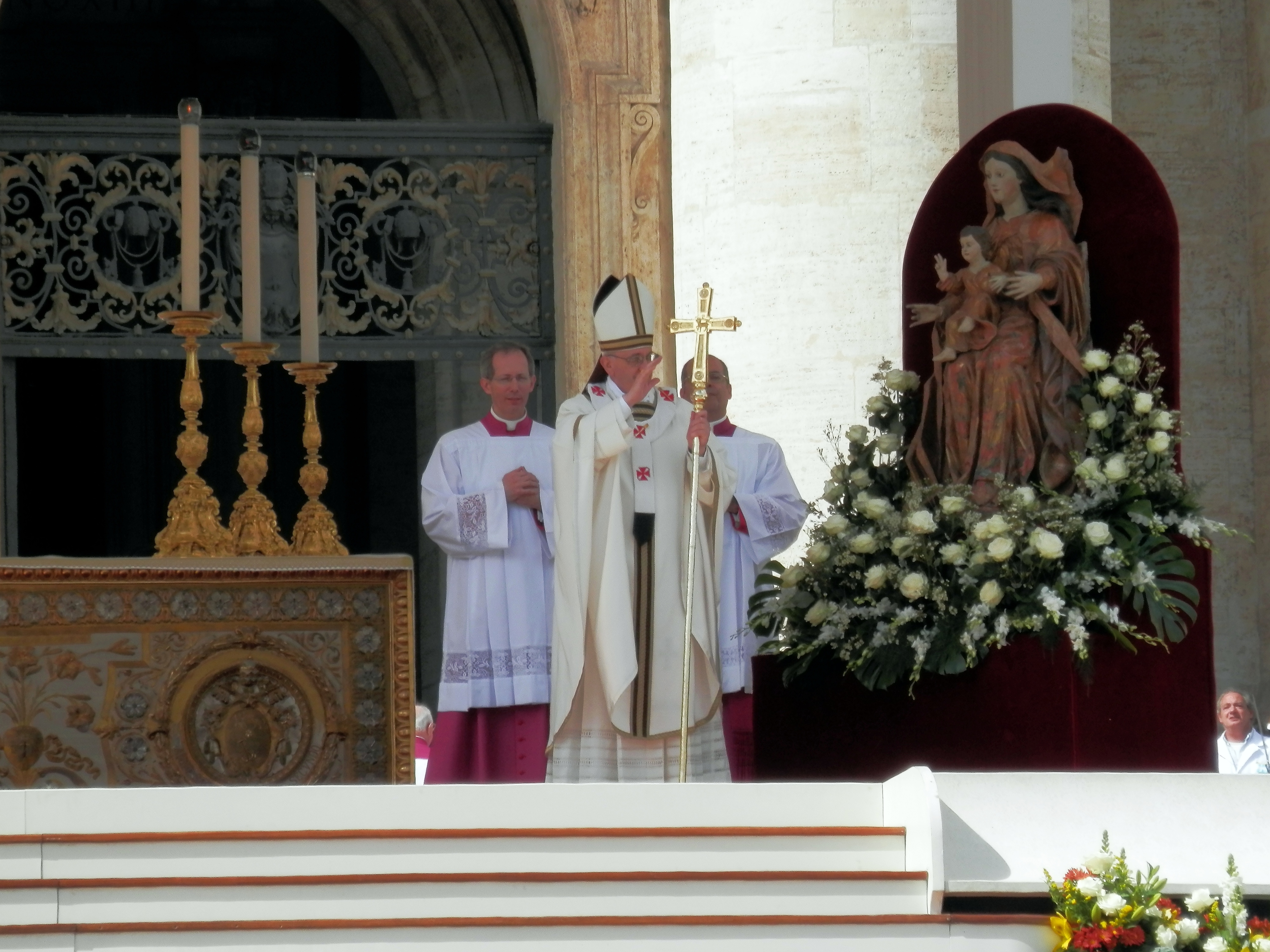
افتتاح البابا فرانشيسيكو لحدث ديني مهم.

في 20 ديسمبر 2013 تم إنشاء قسم جديد في وزارة الخارجية مسؤول عن جزر الفوكلاند. أطُلق عليه قسم العلاقات لجزر الفوكلاند وجزر جورجيا الجنوبية وساندويتش الجنوبية والمناطق المحيطة في جنوب المحيط الأطلسي، حيث تصمم وتنفذ السياسات والاستراتيجيات الخارجية من أجل الدفاع والمحافظة على المصالح الأرجنتينية في جزر الفوكلاند.
في مارس 2013 تم انتخاب الكاردينال الأرجنتيني خورخي بيرجوليو ليكون الأول في الأرجنتين. وفي شهر ديسمبر من نفس العام، وقعت احتجاجات شرطية والتي أدت سلسلة من عمليات النهب والعنف في عدة محافظات، حيث كانت قرطبة وتوكومان المدن الأكثر تضررا. وفي 2014 أصدر القاضي جرياسا في نيويورك عدة عقوبات على الأرجنتين في دعاوي النزاع المالي والتي ولدت صعوبات في دفع الدائنيين.

### الوقت الحالي: ماوريسيو ماكري

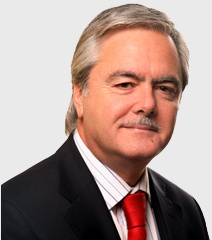
بسبب خطأ في حكم القاضية ماريا سرفيني ظلت البلاد بلا رئيس حتى منتصف ليل 10 ديسمبر 2015، على أن يتحمل المسؤولية السلطة التنفيذية المتمثلة في فديريكو بينادو، حتى أن قام الرئيس ماوريسيو ماكري بحلف اليمين الدستوري في منتصف الظهر من نفس اليوم.

تم انتخاب ماوريسيو ماكري في 2015 لجبهة كامبيموس بعد فوزه في المرحلة الأولي بنسبة 34% وفي انتخابات الإعادة 51% وهزيمة مرشح جبهة لا فيكتوريا دانيال سيولي.
في 8 ديسمبر قدم ماوريسيو ماكري للسلطة القضائية لإنهاء فترة كيرشنير الرئاسية في منتصف اليوم التاسع من ديسمبر. وبالفعل أصدرت القاضية ماريا سرفيني كوبريا حكماً لصالح ماكري وأنهت حكم كيرشنير في منتصف ليل العاشر من ديسمبر حيث يتقلد ماكري الرئاسة. تم التشكيك في ذلك القرار من مسؤولين ونواب الحكومة المنتهية واعتبروا هذا القرار بمثابة إخضاعاً للمؤسسات.
تقلد فديريكو بينادو، مرشح جبهة كامبيموس، منصب الرئاسة المؤقتة حيث كانت البلاد بلا رئيس حتى حلف ماكري اليمين أمام مجلس الشعب في اليوم العاشر من ديسمبر.
في ظهر اليوم العاشر من ديسمبر أقسم ماكري اليمين وتقلد منصب الرئاسة. كان ماكري صاحب مجموعة شركات ماكري أكبر مجموعة اقتصادية في الأرجنتين. يعد الرئيس الأول المنتخب عبر انتخابات نزهية حيث لا ينتمي إلى أية من الأحزاب الراديكالية أو البيرونية وأول رئيس يُحاكم في عهده أشخاص مسؤولين بتهمة التجسس على المواطنين، وبالفعل تم تقديم العديد من المسؤولين السابقين للمحاكمة الشفهية بما في ذلك ألبرتو خورخي بلاسيوس، حيث أيضاً حاول التحريض على الهجوم على الجمعية الإسرائيلية الأرجنتينية.

#### فترة ماوريسيو ماكري الرئاسية

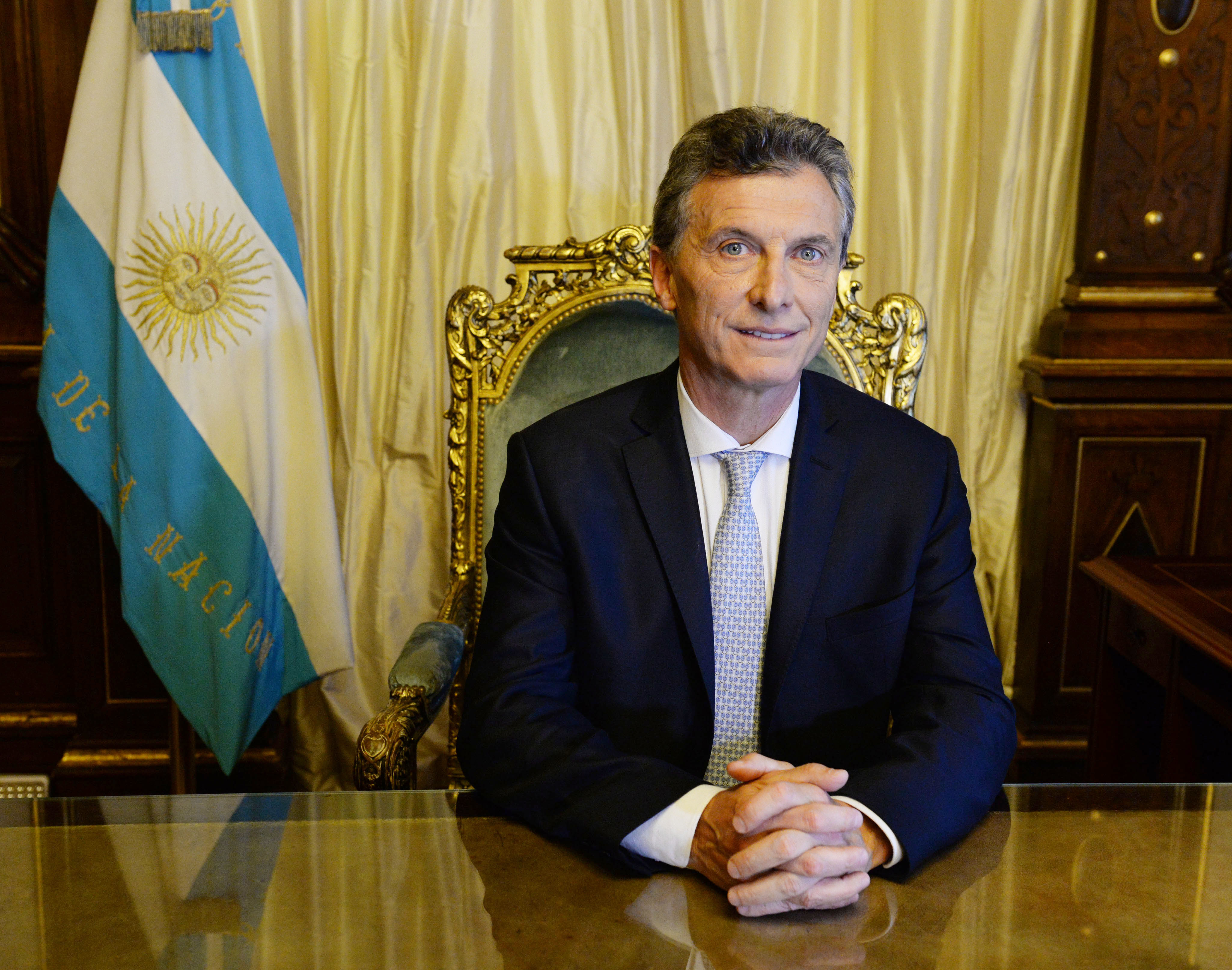
ماوريسيو ماكري على كرسي الرئاسة.

قرر ماوريسيو ماكري في بداية فترة رئاسته عدم عقد المؤتمر الوطني حيث قرر اتخاذ القرارات التي تتطلب موافقة مجلس الشعب من جانب واحد. وأيضاً عين اثنين من أعضاء المحكمة العليا، وقام بحل الهيئات التي أنشأت من قبل قانون تنظيم الإعلام المرئي والمسموع والاتصالات.
من القرارات المهمة الأخرى التي اتخذها في الأيام الأولي للرئاسة هي إلغاء القوانين على شراء العملات الأجنبية والذي أسفر عن انخفاض قيمة البيزو 40%، وأيضاً إلغاء الضرائب على الصادرات وتعليق التعداد والإحصاء إلى أجل غير مسمي وإعلان حالة الطوارئ والسلامة العامة لمدة سنة وفقاً للمرسوم رقم228\2016، وتداين بمبلغ 5000 مليون دولار لزيادة الاحتياط العام، وزيادة نسبة تقاسم الضرائب الاتحادية ما يقرب من 100٪ لصالح مدينة بوينس آيرس، وزيادة في تعريفة الكهرباء بنسبة 500٪.
اندلعت الاحتجاجات والشكاوي من قبل المنظمات المختلفة والمحامين حول عدم دستورية تعيين قاضيين من المحكمة العليا وحل الهيئة الاتحادية للخدمات الاتصال السمعي البصري والهيئة الاتحادية لتكنولوجيا المعلومات والاتصالات واحتجوا للدفاع عن قانون الإعلام. تساءلت النقابة العمالية عن سبب تسريح عدد هائل من العمال وهذا ما أدى إلى الإضراب الأول ضد ماكري. أعقبت نقابات عدة حول ارتفاع معدل التضخم والذي وصل في ديسمبر 6.5٪ وفقا للقياس الرسمي لمقاطعة سان لويس الموصى به من قبل الحكومة الوطنية. شكك حكام المقاطعات والبلديات في قرار الرئيس في تحسين دخل مدينة بوينس آيرس بحجة انتهاك الفدرالية لصالح تحسين مستوى المعيشة. أيضاً شكك منظمات حقوق الإنسان البيان الصادر عن وزير الثقافة في بوينس آيرس حيث اعتبر اختفاء 30,000 شخص في عهد الديكتاتورية رقماً خيالياً. وأيضاً اندلعت احتجاجات ضد الرقابة على الصحفيين المعارضين والمطالبة بحرية الزعيم التعاوني ميلاجرو سالا وضد تجريم الاحتجاجات الاجتماعية.